# Camerino Farnese
(Giovanni Pietro Bellori, Le vite de' pittori, scultori et architetti moderni, 1672)
Il Camerino Farnese (noto anche come Camerino di Ercole o Camerino del Cardinale) è un ambiente di Palazzo Farnese a Roma, la cui volta è stata decorata ad affresco da Annibale Carracci, tra il 1595 e il 1597. Incastonata al centro del soffitto vi era una tela (di pari datazione) raffigurante Ercole al bivio, di mano dello stesso Annibale, parte (e fulcro) del programma iconografico dell'intera sala. L'originario dipinto centrale fu sostituito, già nel corso del Seicento, da una copia di scarsa qualità (mentre l'originale si trova nel Museo nazionale di Capodimonte, a Napoli).

## Storia

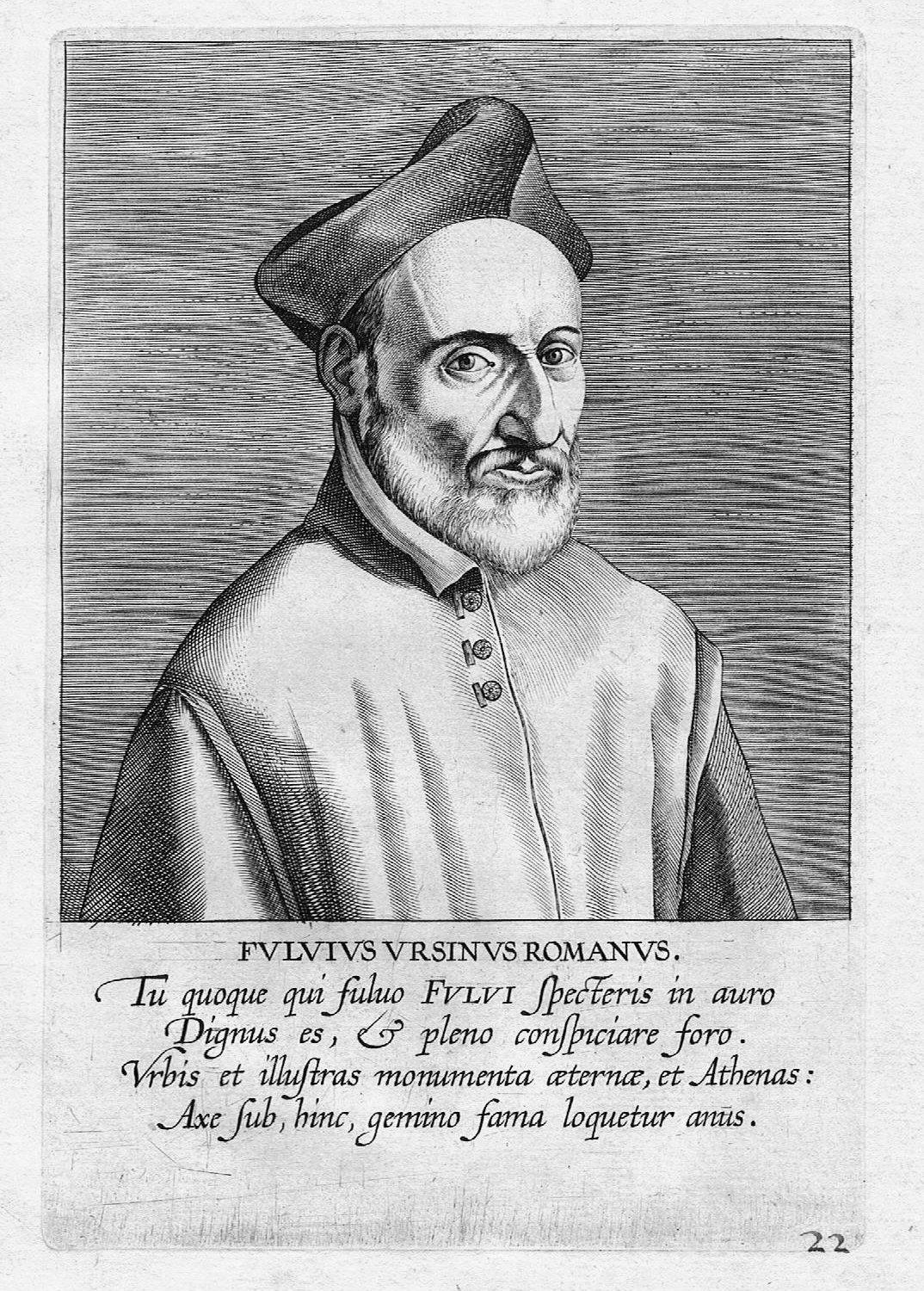
Fulvio Orsini, l'ideatore dell'iconografia del Camerino Farnese

Situato al piano nobile della dimora, il Camerino è una piccola stanza al tempo in uso personale al cardinale Odoardo Farnese, non si sa se adibita a studio o a camera da letto.
Il Camerino, affrescato da Annibale nel Palazzo Farnese sulla riva sinistra del Tevere, è concepito come presentazione dello stesso cardinale Odoardo Farnese che, celebra la sua ascesa nella carriera ecclesiastica parallela a quella del fratello, Ranuccio Farnese, in politica. 
Gli studi consolidati datano la decorazione di questo ambiente, quindi, tra il 1595 e il 1597. Questa datazione si ritiene comprovata – oltre che da considerazioni di carattere stilistico – anche da alcune lettere di Odoardo Farnese (dell'agosto del 1595) indirizzate a Fulvio Orsini, dotto umanista anch'egli al servizio del cardinale in qualità di bibliotecario e di fatto l'uomo di cultura di casa Farnese (erede in questo ruolo di Annibal Caro).
In queste lettere Odoardo dà indicazioni sulla decorazione di un ambiente del suo Palazzo – attività che dal tenore dello scritto si evince essere già in atto –, esternando in particolare il desiderio che per gli stucchi di questa stanza si prendessero ad esempio quelli di una sala, da lui visitata tempo prima, di una non meglio precisata dimora dei Della Rovere, duchi di Pesaro ed Urbino, dove era stato ospitato.
Ambiente che secondo alcuni studiosi potrebbe essere individuato nella Sala delle Cariatidi – di Dosso Dossi – della Villa Imperiale di Pesaro.
Tali lettere sono state concordemente riferite al Camerino Farnese, deducendosene così con certezza la data di avvio della decorazione (appunto l'estate del 1595). Altra deduzione unanimemente accettata è che l'ideatore dell'iconografia degli affreschi di questa sala sia lo stesso Orsini e non – diversamente da quanto afferma il Bellori – Giovanni Battista Agucchi.

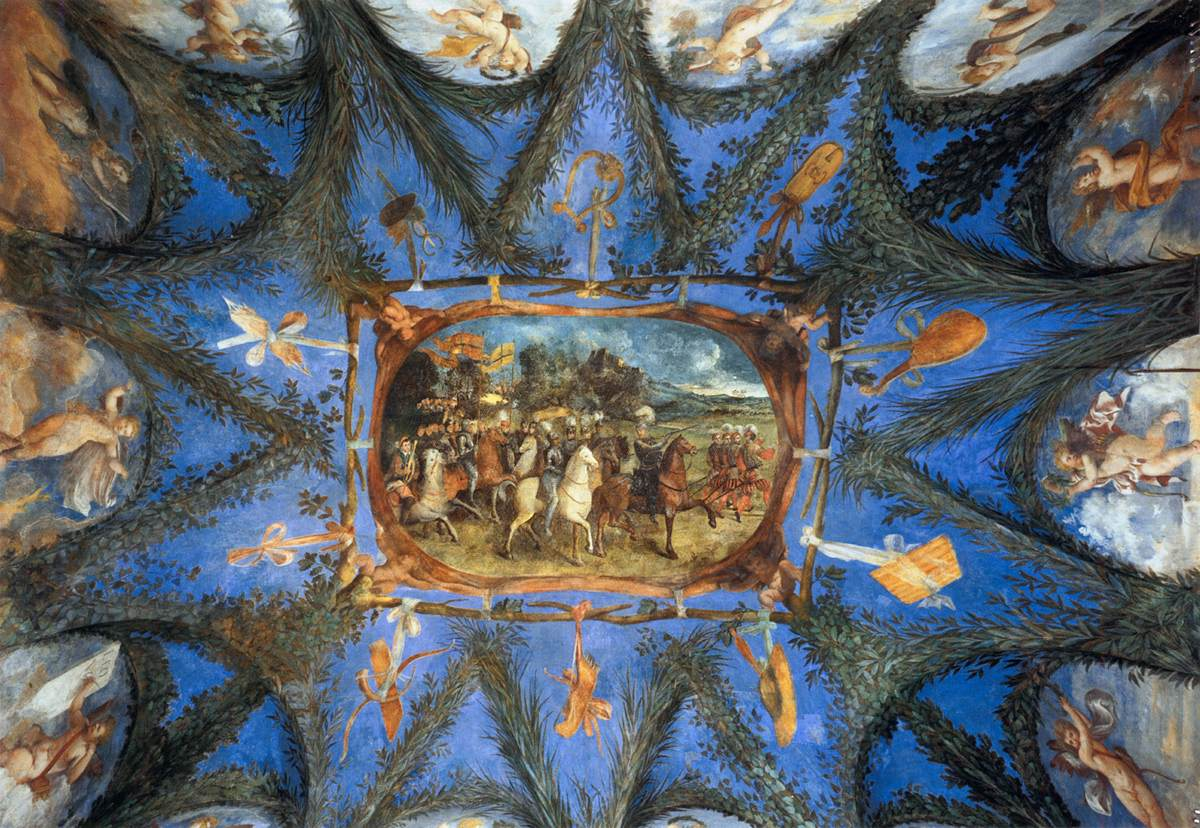
Dosso Dossi, Sala delle Cariatidi, 1530, Pesaro, Villa Imperiale

La spettanza a Fulvio Orsini dell'invenzione iconografica del Camerino si ritiene, altresì, comprovata dalla circostanza che negli affreschi di Annibale si coglie la citazione di più reperti della collezione di antichità dell'umanista (medaglie, gemme, monete), una delle più insigni del suo tempo.
Una singola posizione critica, tuttavia – pur non mettendo in dubbio che la paternità del ciclo spetti all'Orsini – ha obiettato che lo scambio epistolare del 1595 possa riferirsi al Camerino. 
Si sostiene, infatti, che nelle sue lettere Odoardo Farnese sembra fare riferimento a degli stucchi reali, plastici (che nel Camerino non ci sono), e non a finti stucchi dipinti, che nell'ambiente invece abbondano (e che in genere si ritiene siano quelli cui si alluda nella lettera). Sempre nello stesso senso, si evidenzia inoltre che è documentata la presenza di Annibale a Bologna ancora ai primi di luglio del 1595, data ritenuta troppo a ridosso di quella delle lettere di Odoardo Farnese all'Orsini, dove, nel mese successivo, si parla di lavori già avviati.
Negando, su queste basi, che le lettere tra Farnese ed Orsini siano una prova della datazione dell’avvio dei lavori nel Camerino, questa posizione – in aggiunta ad una riconsiderazione stilistica degli affreschi – ha messo in dubbio la tradizionale datazione tra il 1595 e il 1597, suggerendone una più tarda ed arrivando alla conclusione che il Camerino sia stato affrescato durante l’esecuzione della celeberrima Galleria – decorata da Annibale nello stesso Palazzo – nel mezzo di una pausa dei lavori in quest’altro cantiere.
Sembra trattarsi tuttavia di una tesi ancora isolata e, talora, serratamente criticata. In particolare, si obietta a questa nuova ricostruzione che quand'anche il cardinal Farnese avesse avuto inizialmente in mente degli stucchi in rilievo, nulla esclude che il programma del Camerino sia mutato in corso d’opera.

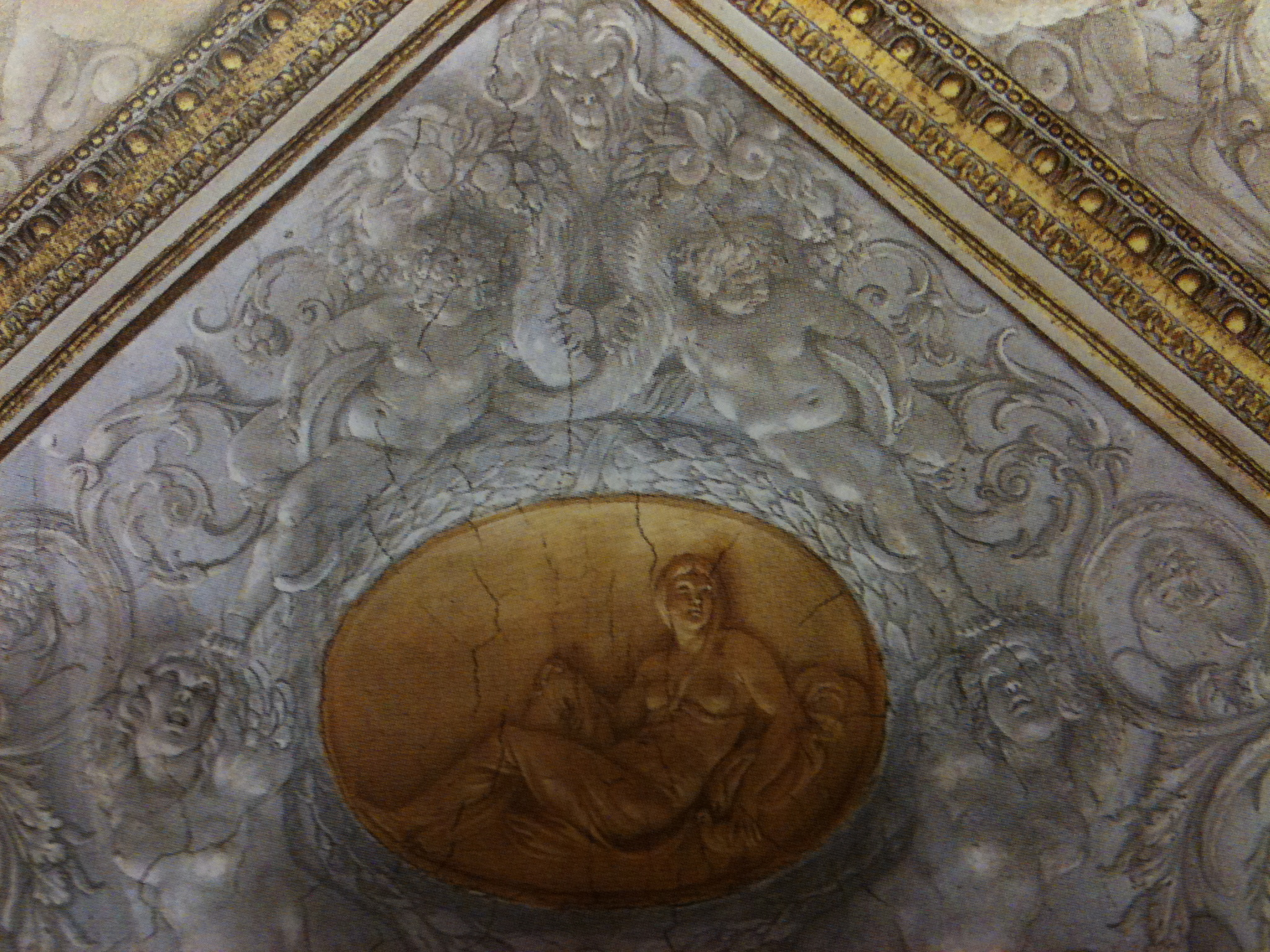
Dettaglio degli stucchi illusionistici

D'altra parte, il fatto che a luglio Annibale fosse a Bologna, non di per sé impedisce che ad agosto potesse essere già a Roma, al lavoro nell'appartamento privato del cardinale. Infine, si rileva che, se si esclude che lo scambio epistolare dell'agosto del 1595 abbia ad oggetto il Camerino, si dovrebbe allora individuare a quale stanza di Palazzo Farnese si faccia riferimento nelle lettere tra Odoardo e Fulvio Orsini. Si dovrebbe cioè indicare una stanza del Palazzo, decorata a stucco ed affresco ed eseguita nel 1595, che non sia il Camerino del cardinale. Ma, si conclude, nessun ambiente di Palazzo Farnese sembra presentare queste caratteristiche.
Altro assunto invalso – a partire in particolare dalle analisi di John Rupert Martin, tuttora ritenute il contributo principale sul Camerino Farnese – è che Annibale Carracci abbia provveduto personalmente all'integrale realizzazione degli affreschi di questo ambiente, senza ricorrere ad aiuti ed in particolare senza l’ausilio di suo fratello Agostino, che lo avrebbe raggiunto a Roma solo qualche anno dopo, per coadiuvarlo nei lavori della Galleria.
Gli affreschi del Camerino Farnese sono menzionati da tutti i biografi secenteschi di Annibale: Agucchi, Mancini, Baglione, Malvasia e Bellori. In molte di queste fonti si leggono parole di particolare elogio per la bellezza e per la riuscita dell'effetto illusionistico dei finti stucchi «tanto belli che paiono rilievi» (Baglione, Vite).
Il Bellori, in particolare, nelle sue Vite (1672), descrisse approfonditamente il ciclo del Camerino (si tratta della fonte secentesca più completa), spiegandone anche l'allegoria morale.

## Tema e programma iconografico

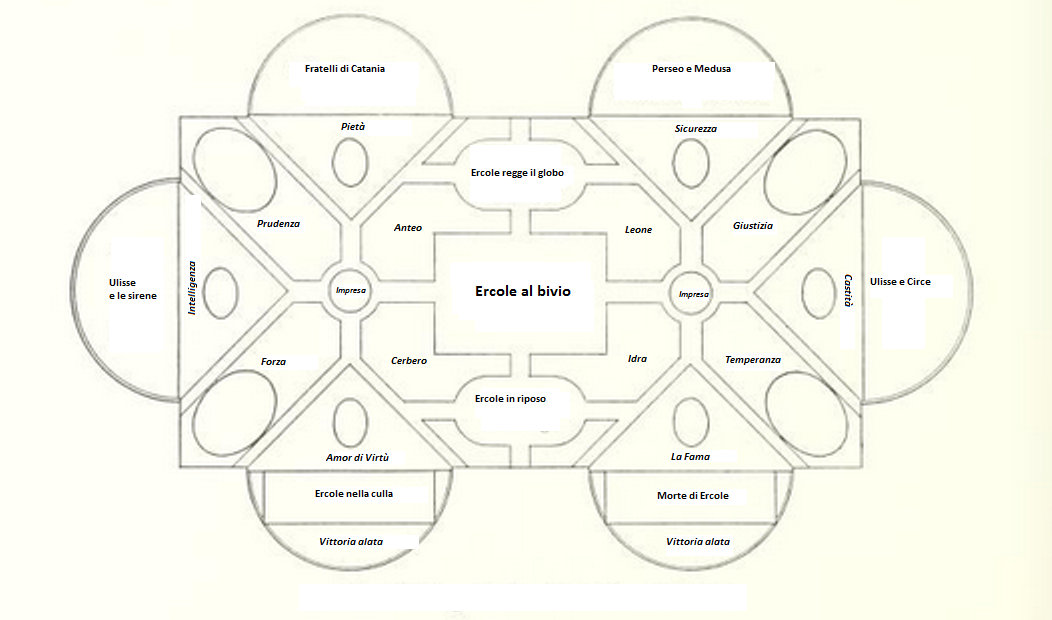
Schema degli affreschi del Camerino Farnese

Il tema del Camerino è la celebrazione della supremazia della virtù sul vizio.
Al centro della volta il giovane Ercole è chiamato a scegliere tra la prima e il secondo. Le altre due grandi scene che hanno Ercole per protagonista (gli affreschi "sopra" e "sotto" la tela centrale, secondo lo schema a fianco) – Ercole che regge il globo ed Ercole in riposo, collocati in riquadri stondati alle estremità  – illustrano i due campi fondamentali dell'esistenza in cui fare esercizio della virtù: la vita contemplativa e la vita attiva. Aspetti della vita che un giovane cardinale, rampollo di una potentissima famiglia come Odoardo Farnese, doveva praticare entrambi.
Le storie di Ercole proseguono nella decorazione in finto stucco. Nei quattro compartimenti dalla forma irregolare – delineati dalla modanatura in stucco – che racchiudono l'Ercole al bivio, sono raffigurate in monocromo, tra i racemi della decorazione illusionistica, quattro delle fatidiche fatiche dell'eroe. Ancora vicende di Ercole compaiono (sempre in monocromo) negli strombi delle due finestre della stanza: Ercole fanciullo strozza i serpenti nella culla e la morte ed apoteosi di Ercole; l'inizio e la fine del ciclo dell'eroe.

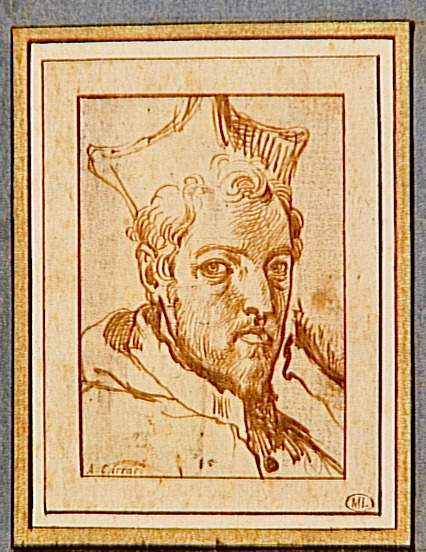
Annibale o Agostino Carracci, Studio per un ritratto di Odoardo Farnese

Il protagonismo di Ercole nelle storie del Camerino è stato associato a vari componimenti poetici che identificano il giovanissimo Odoardo con un novello Ercole, destinato ad eguagliare nel cammino della fede (e in una rapida carriera ecclesiastica) le glorie che il suo illustre padre Alessandro si era guadagnato sui campi di battaglia delle Fiandre.

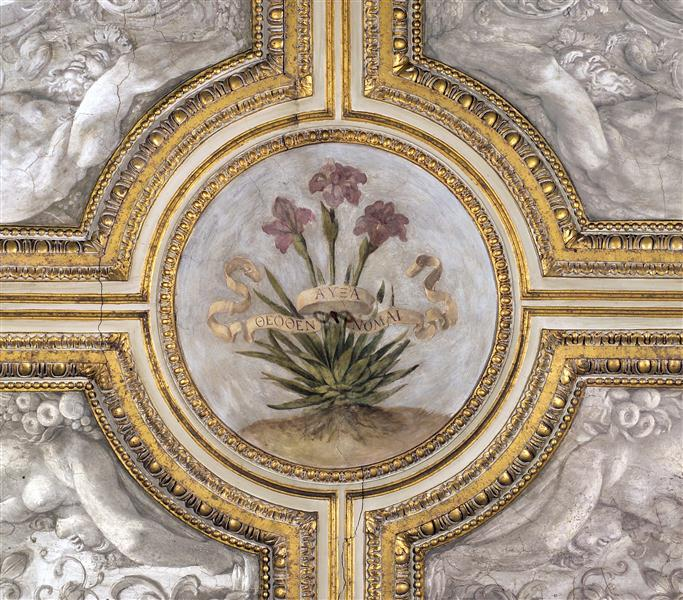
Impresa di Odoardo Farnese

Tra questi scritti, eloquenti sono quelli di Giovanni Savorgnano e del padovano Antonio Querenghi che è molto probabile siano tra le fonti di ispirazione del programma iconografico del Camerino. L'Ercole, cui è dedicata tanta parte di questa prima grande avventura romana di Annibale, quindi, è lo stesso Odoardo Farnese e gli affreschi sono simultaneamente un'attestazione di rettitudine morale del cardinale ed un monito a se stesso sulle gravi sventure che comporta l'abbandono della retta via.
Oltre ad Ercole, altro esempio di virtù, prescelto per il Camerino è Ulisse, cui sono dedicati due episodi. Le restanti due scene narrative del programma riguardano la decapitazione di Medusa ad opera di Perseo e la vicenda dei due fratelli catanesi che misero in salvo i loro anziani genitori durante una furiosa eruzione dell'Etna.
L'iconografia del Camerino prevede ancora sei figure allegoriche, inserite entro ovati dal colore ambrato, da associare ad altrettante scene narrative, di cui completano il significato morale, e quattro Virtù, raffigurate in monocromo nel finto stucco. Conclude il programma l'impresa (che è ripetuta due volte) ideata da Fulvio Orsini per Odoardo Farnese, costituita da gigli di color lilla tenuti insieme da un nastro su cui compare la scritta in greco ΘΕОΘΗΝ ΑΧΑΝΟΜΑΙ (mi innalzo verso Dio).

### Ercole al bivio

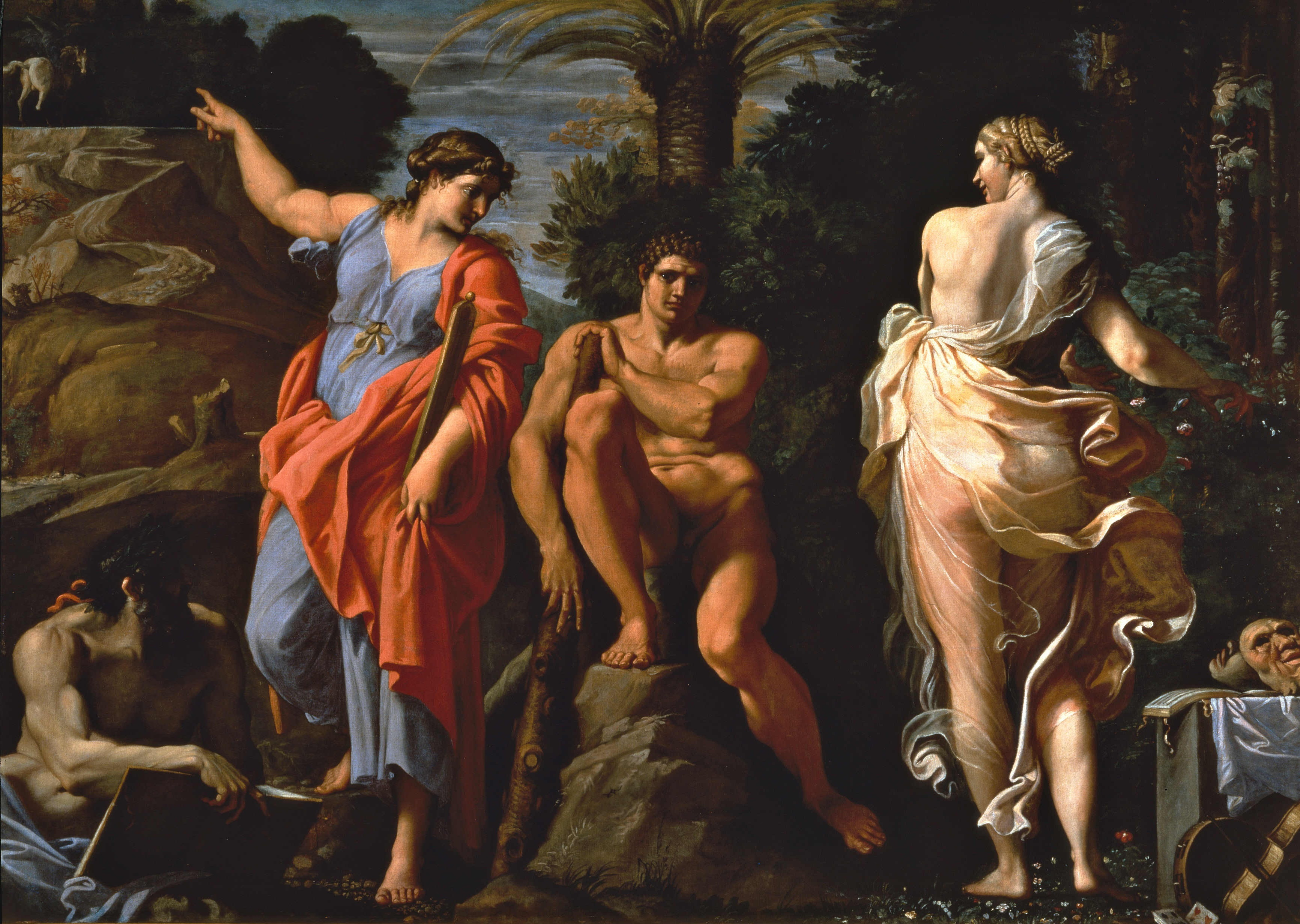
Ercole al bivio

La fonte del dipinto è una favola del filosofo greco Prodico di Ceo, vissuto tra il V e il IV secolo a.C., dove, ad un adolescente Ercole, mentre un giorno era seduto chiedendosi se dedicare la sua vita alla virtù o al piacere, appaiono due donne, personificazioni una della Virtù e l'altra della Voluttà o del Vizio.
Sono rispettivamente le figure a sinistra e a destra nella tela di Annibaleː la prima severamente marziale, la seconda sinuosa e vestita di seducenti veli. Ognuna delle due donne invita Ercole a seguire la via che essa allegoricamente incarna.
Il giovane eroe sembra indeciso su quale strada intraprendere, ma il suo sguardo si dirige verso la Virtù e sarà questa la via su cui Ercole (cioè Odoardo) si incamminerà.
Il ciclo erculeo del Camerino prosegue mostrandoci le proficue conseguenze di questa scelta, già prefigurate nel dipinto centrale, ove, non a caso, Ercole è seduto sotto un albero di palma, evidente allusione alla palma della vittoria.

### Ercole regge il globo

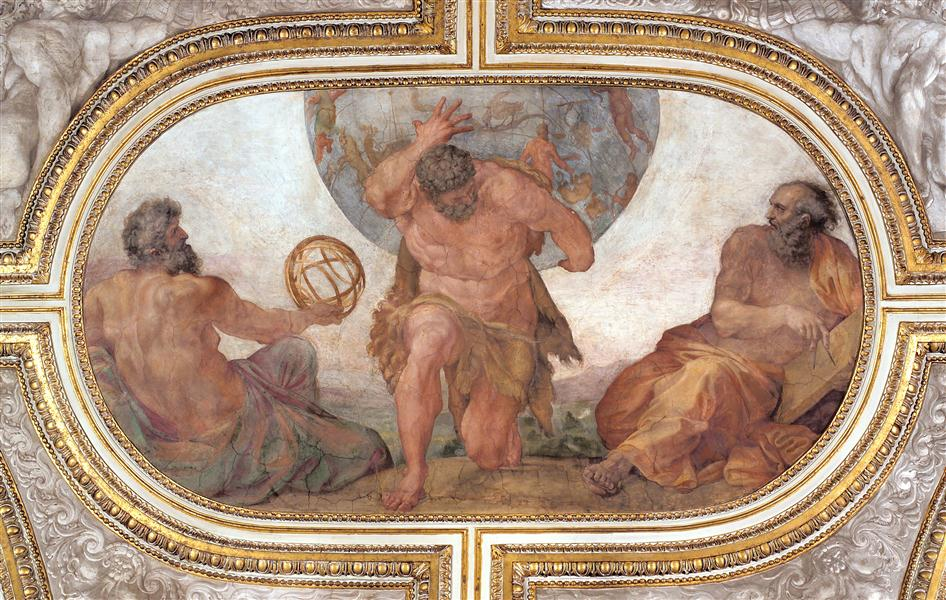
Ercole regge il globo

Ercole, ormai adulto, è al centro della composizione mentre regge il globo celeste su cui si vedono i simboli dello zodiaco. Ai suoi lati due astronomi: quello a sinistra regge una sfera armillare mentre l'altro studia attentamente le costellazioni visibili sulla sfera sorretta dal semidio e con un compasso traccia dei calcoli su un abaco.

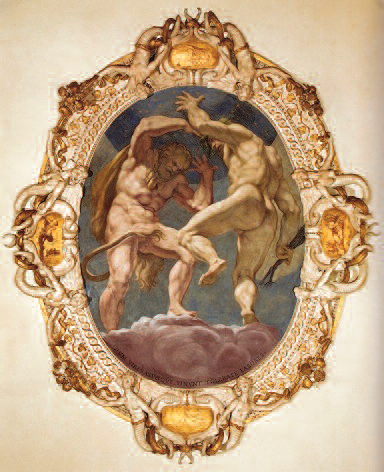
Agostino Carracci, Ercole aiuta Atlante a sostenere la volta celeste, 1593-94, Bologna, Palazzo Sampieri

L'azione di Ercole rimanda con immediatezza al titano Atlante, condannato da Giove a sostenere in eterno la volta celeste.
Alcune fonti classiche (ed in particolare Servio nel commento al libro I dell'Eneide) istituirono un rapporto tra Atlante ed Ercole: il primo, considerato in queste fonti un sapiente astronomo, insegnò ad Ercole la scientia coeli, mentre il secondo talvolta lo aiuta a sostenere il cosmo.
Il tema ebbe varie riprese nell'arte cinquecentesca ed uno dei più significativi esempi di tali richiami si trova proprio nella bottega carraccesca. Si tratta dell'affresco di Agostino Carracci, dove Ercole ed Atlante sostengono insieme il cielo, parte del ciclo (con le Storie di Ercole) realizzato insieme a Ludovico ed Annibale in Palazzo Sampieri a Bologna (1593-1594).

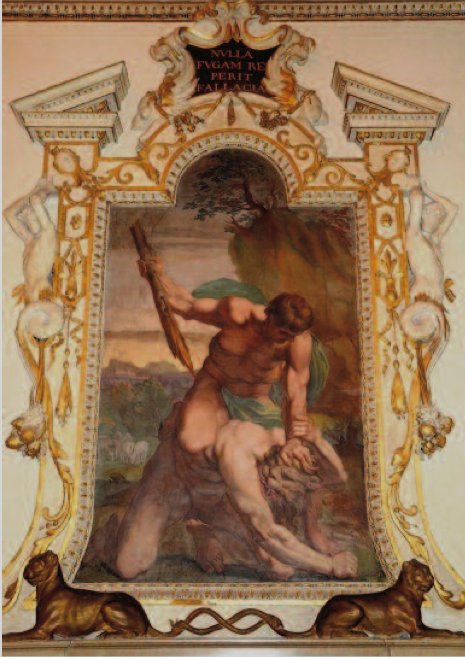
Ercole punisce Caco, Palazzo Sampieri

Come è possibile evincere da un epigramma di Achille Bocchi  (affiancato da un'incisione con Atlante che istruisce Ercole sulle scienze astronomiche) il rapporto tra Atlante ed Ercole venne utilizzato per simboleggiare la diade Vita Attiva (Ercole) -  Vita Contemplativa (Atlante). Come si legge in Bocchi: «hic videt [Atlante contemplativo], alter agit [Ercole attivo]».
L'affresco quindi, come già annotava il Bellori, è un'allegoria della virtù nell'ambito della vita contemplativa.
Non comparendo Atlante nella scena, sostituito da Ercole nella sua azione più tipica, è lo stesso Ercole che in questo caso personifica la virtù contemplativa. Così, infatti, il Bellori: «dell'immagine si intende che Ercole, e la virtù della contemplazione delle cose superiori, e celesti acquista forza; e la scienza di esse ne conduce alla cognitione di Dio, in cui ha il suo fine la mente contemplativa».
Significative anche in questo affresco (come nell'Ercole al bivio) sono le citazioni di opere romane: ovvia è la ripresa in Ercole della statua nota come Atlante Farnese – di cui sono state fedelmente riprodotte nell'affresco anche le costellazioni visibili sulla sfera celeste che poggia sulle spalle del titano – mentre nei due astronomi si è colta l'eco degli ignudi di Michelangelo (visti in controparte) collocati sopra la Sibilla Persica nella Cappella Sistina e per quello di destra anche il richiamo del sant'Andrea della Trasfigurazione di Raffaello (lo si vede sdraiato in basso a sinistra nel capolavoro dell’urbinate).
Per la figura di Ercole, tuttavia, ferma restando l'indiscutibile ripresa dell'antica statua romana, si è colta anche una spiccata vicinanza stilistica al sopra-camino, di nuovo di Palazzo Sampieri, dove è affrescata, questa volta da Annibale, la punizione di Caco ad opera di Ercole.

### Ercole in riposo

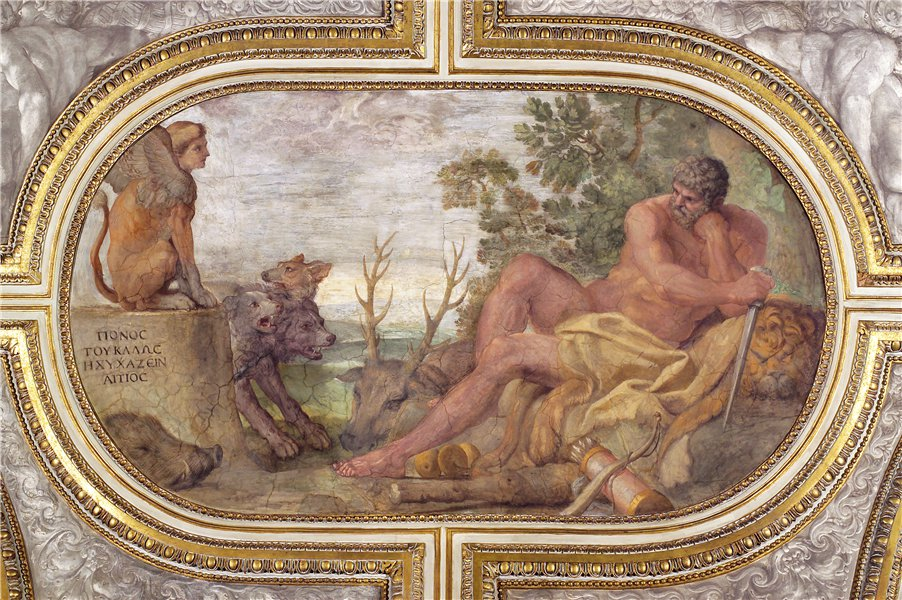
Ercole in riposo

Ercole, sulla destra, giace semisdraiato in riposo dalle sue faticheː la testa del leone nemeo gli fa da cuscino. Altri simboli delle sue imprese sono sparsi tutt'intorno.

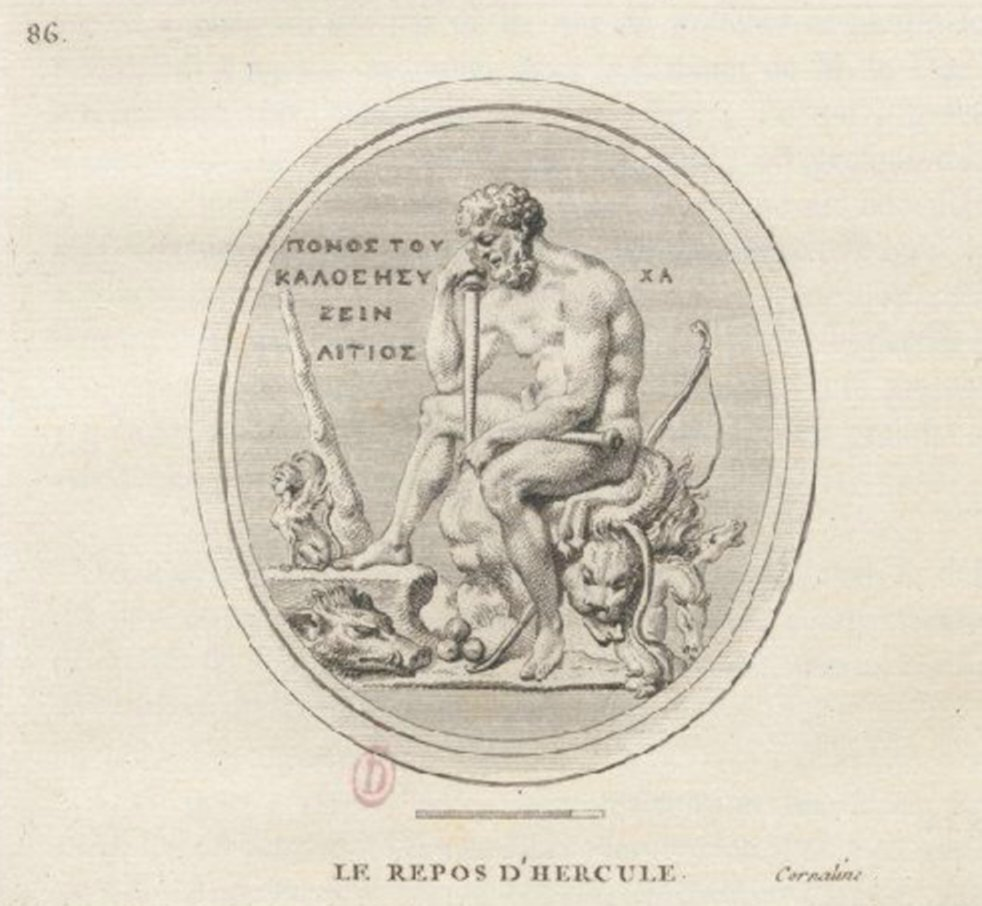
Un'incisione settecentesca che riproduce la perduta gemma di Fulvio Orsini

Innanzi a lui, su un piedistallo, c'è la Sfinge. Sullo stesso basamento compare la scritta in greco: «ΠONOΣ TOY KAΛΩΣ HΣYXAΖEIN AITΙOΣ» che Bellori traduce: «la fatica è cagione di riposarsi bene».
La composizione deriva in modo chiaro da una gemma appartenuta a Fulvio Orsini (ed ora perduta) ove parimenti Ercole riposa circondato dai trofei delle sue gesta e allo stesso modo ha di fronte a sé la Sfingeː anche il motto greco compariva identico sulla gemma di Orsini.

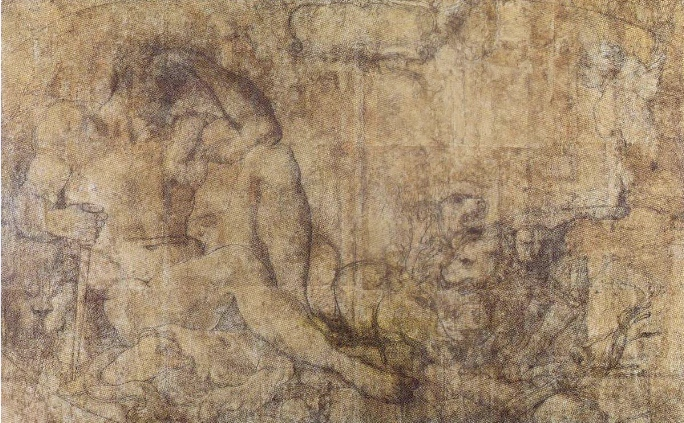
Il cartone

Oscura è la presenza della Sfinge: nessuna fonte antica narra, infatti, di un incontro di questa con Ercole. L'unica spiegazione proposta è che la creatura fantastica alluda alla città di Tebe (dove era stata inviata da Era per sottoporre gli abitanti del luogo al fatidico enigma), patria dell'eroe.
Come ci spiega di nuovo il Bellori l'affresco è un'allegoria della vita attiva, pendant   della scena con Ercole col globo sulle spalle (la vita contemplativa), che insieme si confanno «alla felicità umana, avendo l'una [la vita attiva] per fine il bene, l'altra [quella contemplativa] il vero».
Nella posizione di Ercole si coglie un rimando all'Adamo di Michelangelo.
Della lunetta con Ercole in riposo si conserva, nel Gabinetto dei disegni e delle stampe degli Uffizi, uno dei pochi cartoni superstiti di quelli utilizzati per il Camerino. Il cartone, rispetto al quale Annibale ha introdotto delle lievi varianti direttamente nella stesura del colore sul muro, versa in condizioni conservative piuttosto critiche.

### Le fatiche di Ercole

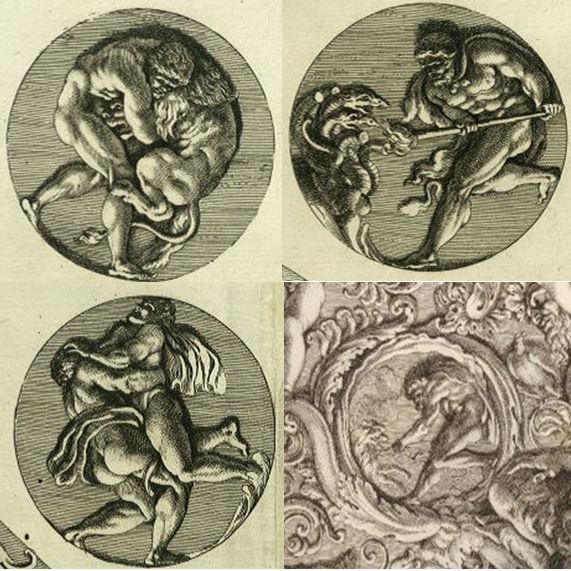
Pietro Aquila, Quattro fatiche di Ercole (copie in incisione dal Camerino Farnese)

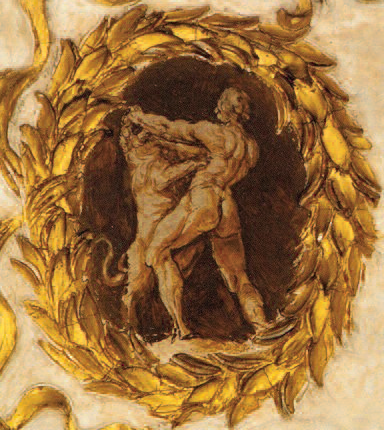
Il clipeo con Ercole e il leone di Nemea, Palazzo Sampieri

Nelle volute di racemi dei finti stucchi della volta si trovano quattro delle dodici fatiche di Ercole: l'uccisione del leone di Nemea, la lotta con il gigante Anteo, l'uccisione dell'Idra di Lerna e la cattura del cane tricipite Cerbero. 

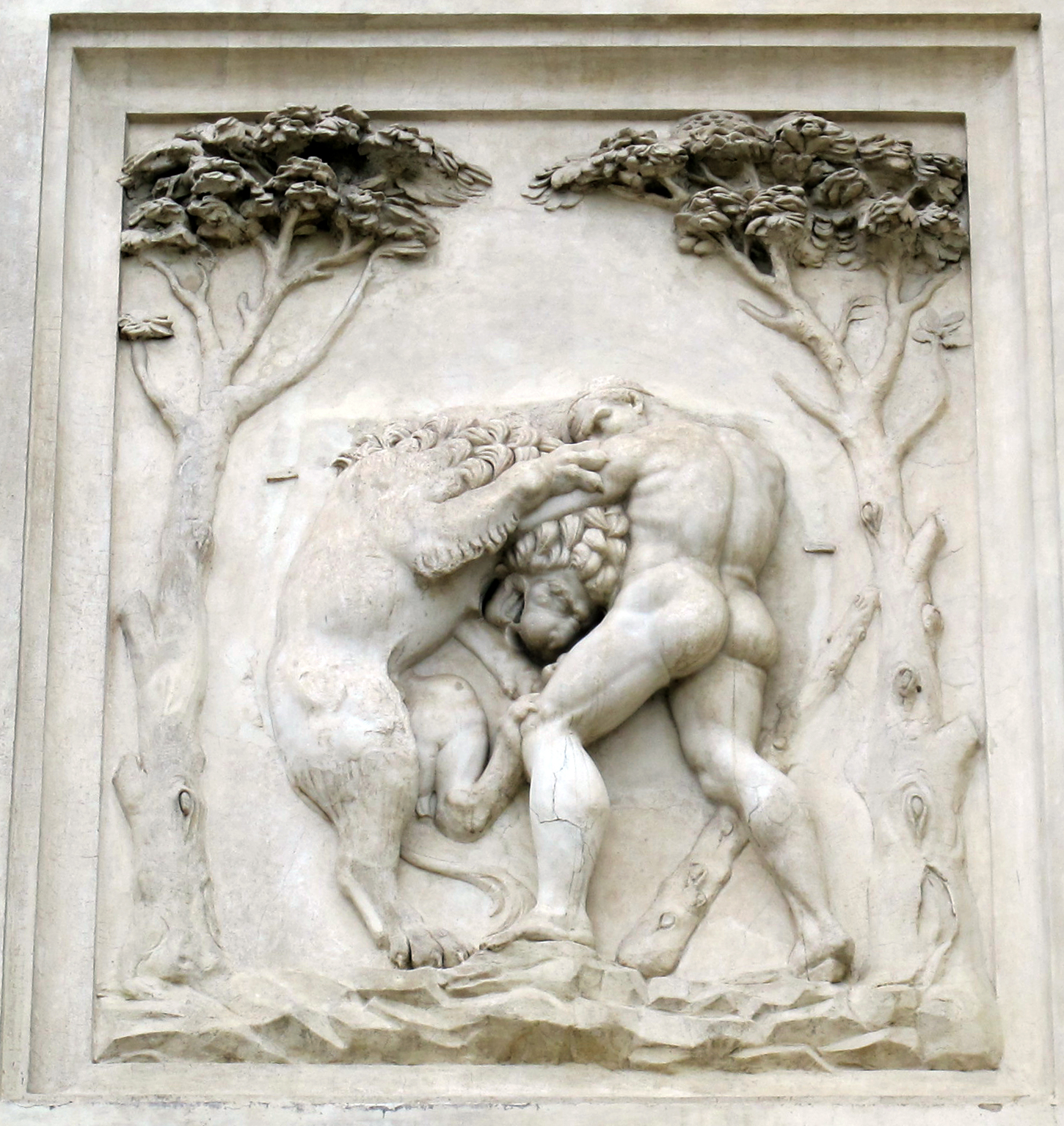
Il rilievo di Villa Medici

La rappresentazione delle fatiche è da porre in relazione alla scelta fatta dal giovane Ercole nella tela principale: il cammino della virtù è irto di difficoltà ma in ultimo porta al premio dell'immortalità.
In tutti e quattro i casi raffigurati Ercole si cimenta, sconfiggendole, con delle creature mostruose: anche questo aspetto è allegoricamente significativo. I mostri simboleggiano il vizio che la virtù, personificata da Ercole, sottomette e schiaccia.
Le quattro specifiche fatiche prescelte per il ciclo, inoltre, sarebbero da associarsi ai quattro elementi naturali.
In particolare ciascuno dei quattro avversari affrontati da Ercole corrisponderebbe ad un elemento. L'Idra all'acqua, poiché viveva in un lago; Cerbero, guardiano degli inferi, quindi dimorante nel sottosuolo, alla terra; il leone, per rimando all'omonima costellazione, al fuoco; infine Anteo all'aria, perché è solo separandolo dal suolo (dal cui contatto il gigante traeva la sua forza sovrannaturale) – quindi tenendolo sospeso in aria (come ben si coglie nel bellissimo dipinto di Antonio del Pollaiolo) – che Ercole riesce a sopraffarlo.
Il complessivo significato dell'associazione tra le quattro fatiche dipinte da Annibale nel Camerino e gli elementi, pertanto, è che la virtù trionfa su ogni stato della materia e dell'essere.
Solo per l'uccisione del leone di Nemea è stato presumibilmente individuato un modello, costituito dai uno degli antichi rilievi posti sulla facciata posteriore di Villa Medici sul Pincio, raffigurante lo stesso episodio.
Si può rilevare, inoltre, che la lotta tra Ercole e il leone era stata raffigurata da Annibale, solo pochi anni prima, anche nei già menzionati affreschi di Palazzo Sampieri.
In particolare, in alcuni clipei incastonati nella ricca cornice in stucco della scena con Ercole guidato dalla Virtù (una di quelle spettanti al più giovane dei Carracci) sono raffigurate, anche qui in monocromo, alcune vicende connesse al semidio, tra le quali, per l'appunto, l'uccisione dell'invulnerabile leone dell'Argolide.
Anche i clipei di Palazzo Sampieri sono racchiusi in un contorno in stucco (in questo caso reale) che simula un motivo vegetale.

### Infanzia e morte di Ercole

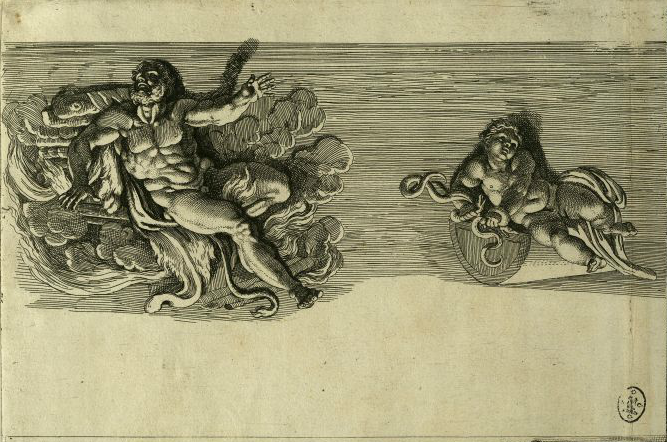
Pietro Aquila, Morte ed Infanzia di Ercole (copie in incisione dal Camerino Farnese)

Negli strombi delle due finestre del Camerino sono raffigurati, anche in questo caso in monocromo, l'episodio di Ercole fanciullo che strozza i serpenti nella culla e quello del funerale di Ercole. L'inizio e la fine della storia dell’eroe.
Il primo episodio, nell'allegoria del Camerino, ha un significato prolettico: già infante – prima quindi della consapevole scelta per il cammino della virtù della scena principale della sala – Ercole distrugge un simbolo demoniaco quale i serpenti.
La seconda raffigurazione è l'epilogo del significato morale del ciclo. L'eroe sulla pira funeraria già in fiamme è sottratto alla morte ed è accolto nell'Olimpo: la vita dedicata alla virtù gli ha assicurato, per volontà divina, l'immortalità.
Nelle lunette sopra ognuna delle finestre sono raffigurate due vittorie alate. La prima (sovrastante l'Ercole infante) regge una corona d’alloro con ambo le mani, la seconda ha in una mano la stessa corona e nell'altra una palma della vittoria, che sottolinea l'apoteosi di Ercole decretata dagli dèi.
Nelle vele della volta che si dipartono dalle finestre sono incastonate due gemme color dell’ambra, dalla forma ovale, con delle figure allegoriche. In corrispondenza dell’'episodio di Ercole nella culla la gemma contiene un'allegoria della Fama.
Nell'ovato dell'altra vela c'è la figura di un giovane con una corona in una mano e uno scettro nell'altra. Questa seconda allegoria è stata inizialmente intesa come l'Onor di Virtù.
Alla base di questa prima interpretazione sta il fatto che il Malvasia ha definito in questo modo un dipinto con la stessa figura allegorica realizzato da Annibale alcuni anni prima (ora a Dresda). Studi più recenti hanno però evidenziato che il dipinto di Dresda raffigura piuttosto l'Amor di Virtù e in tale diversa allegoria si ritiene debba essere identificata anche quella della gemma del Camerino.
Per l'Ercole bambino che strozza i serpenti è stata avanzata l'ipotesi che Annibale possa aver utilizzato come modello un perduto dipinto di Giulio Romano (noto attraverso trasposizioni in incisione) dove l'eroe fanciullo compie la stessa azione alla presenza dei suoi genitori.

### Ulisse e Circe

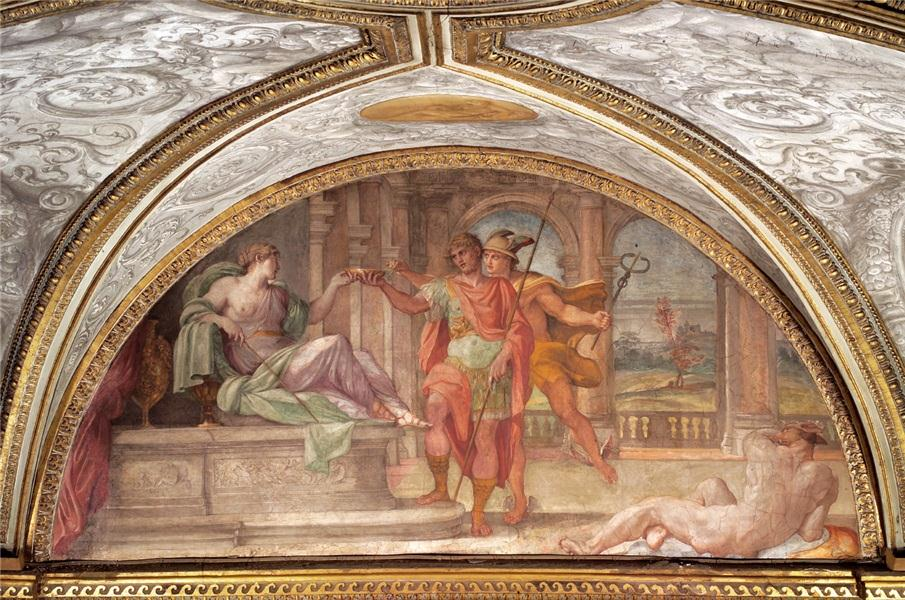
Ulisse e Circe

È la prima delle due storie che hanno per protagonista Ulisse e deriva dal Libro X dell'Odissea. L'eroe si trova al cospetto di Circe che gli porge una coppa col filtro magico che trasforma gli uomini in bestie. In basso a destra, infatti, si vede uno dei compagni del re di Itaca che ha già la testa di un suino.

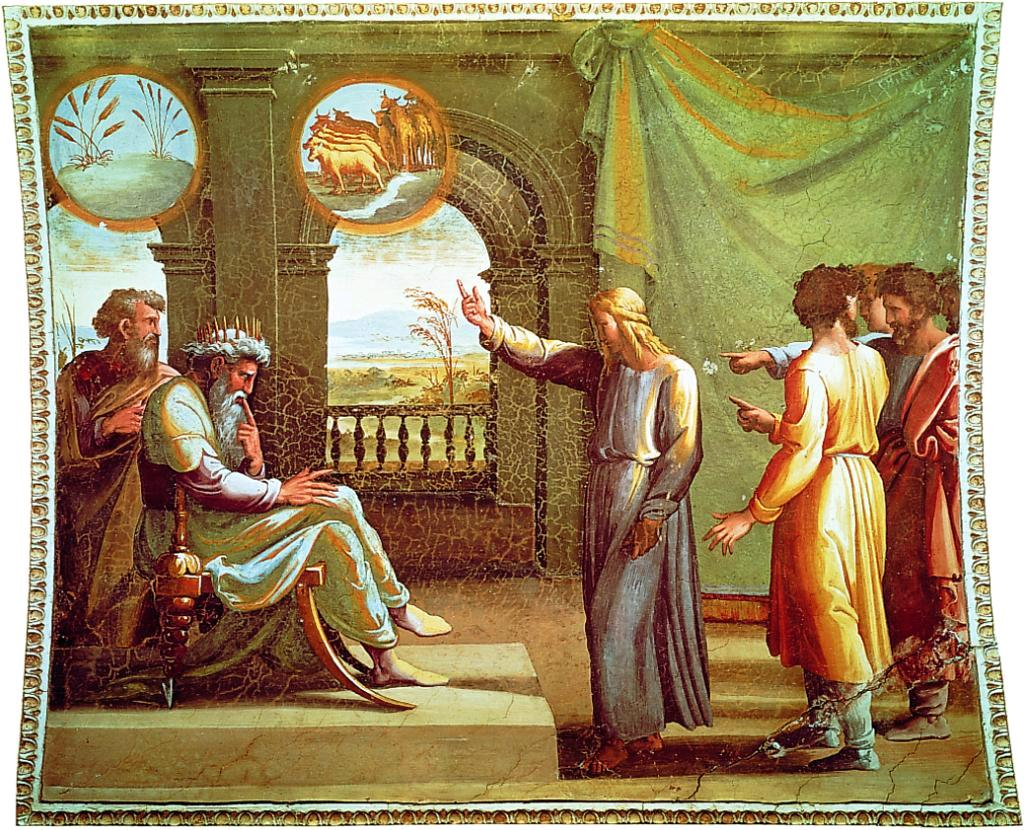
Raffaello, Giuseppe interpreta il sogno del Faraone, 1519, Città del Vaticano, Palazzo Apostolico

Circe è seduta su un trono che a sua volta poggia su un grande basamento istoriato di rilievi di tema erotico. Come si addice ad una seduttrice il suo atteggiamento è languido ed ella si mostra ad Ulisse con un seno nudo. L'eroe accetta la coppa che gli porge la maga, ma dietro di lui c'è Mercurio che prontamente versa nel recipiente un antidoto (il moly) capace di rendere innocua la bevanda malefica.

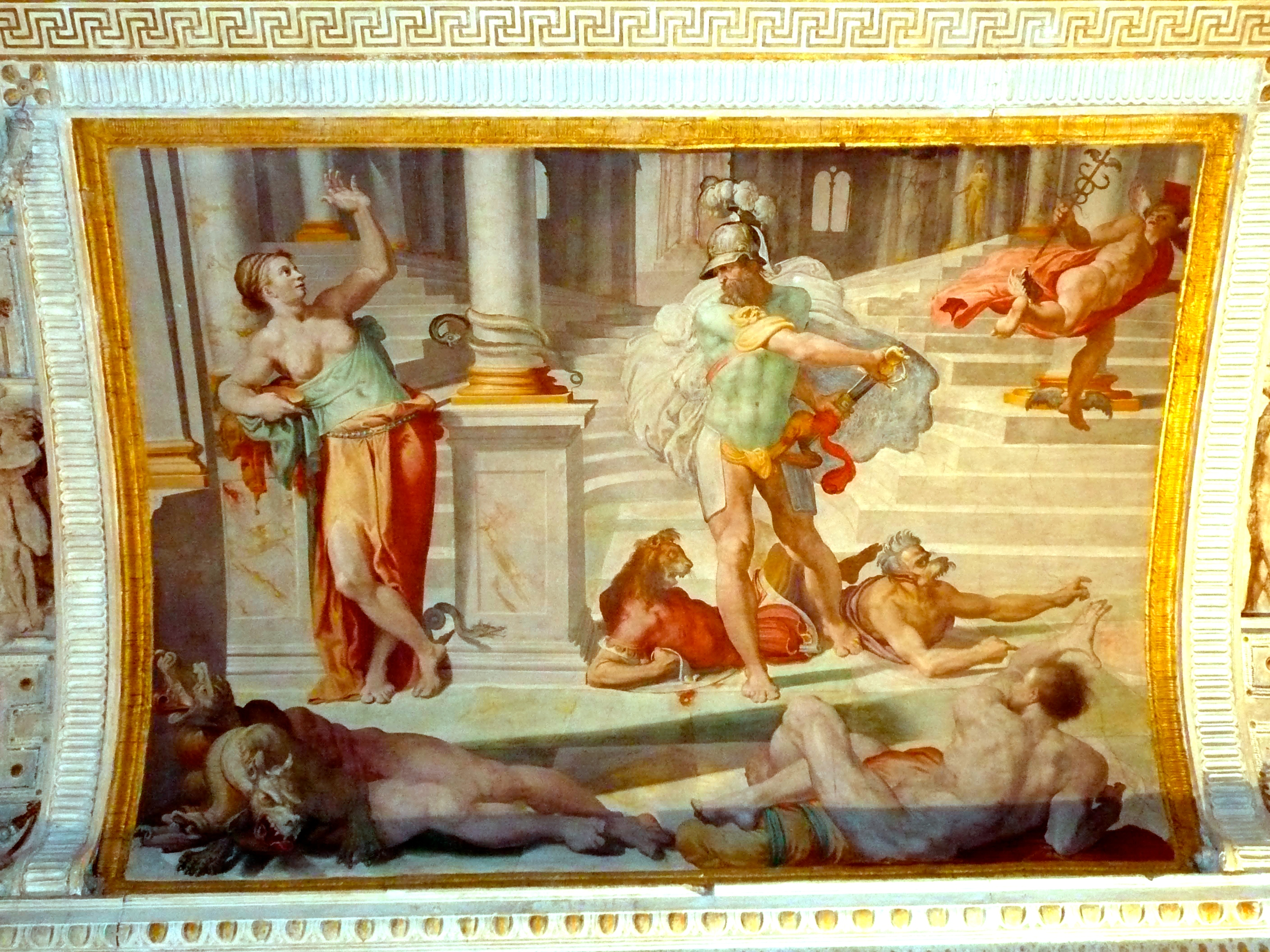
Pellegrino Tibaldi, Ulisse e Circe, 1550 ca., Bologna, Palazzo Poggi

Completa il significato allegorico della scena la gemma della vela corrispondente alla lunetta con questa prima storia di Ulisse, dove una giovane donna in posizione semisdraiata ha nella mano sinistra una tortora. Si tratta di un'allegoria della Castità matrimonialeː la tortora, infatti, come si legge nell'Iconologia di Cesare Ripa, essendo un uccello monogamo, è uno degli attributi di questa figura allegorica.
Il senso morale della lunetta con Ulisse e Circe, dunque, è che la fedeltà di Ulisse alla sua consorte Penelope – grazie anche all'aiuto divino rappresentato da Mercurio – evita al primo di cedere alla seduzione della sacerdotessa (e quindi al piacere dei sensi che Circe personifica), preservandolo dalla degradazione prodotta dalla lascivia, simboleggiata dai compagni dell'eroe divenuti, invece, delle bestie per non aver saputo resistere alla tentazione.

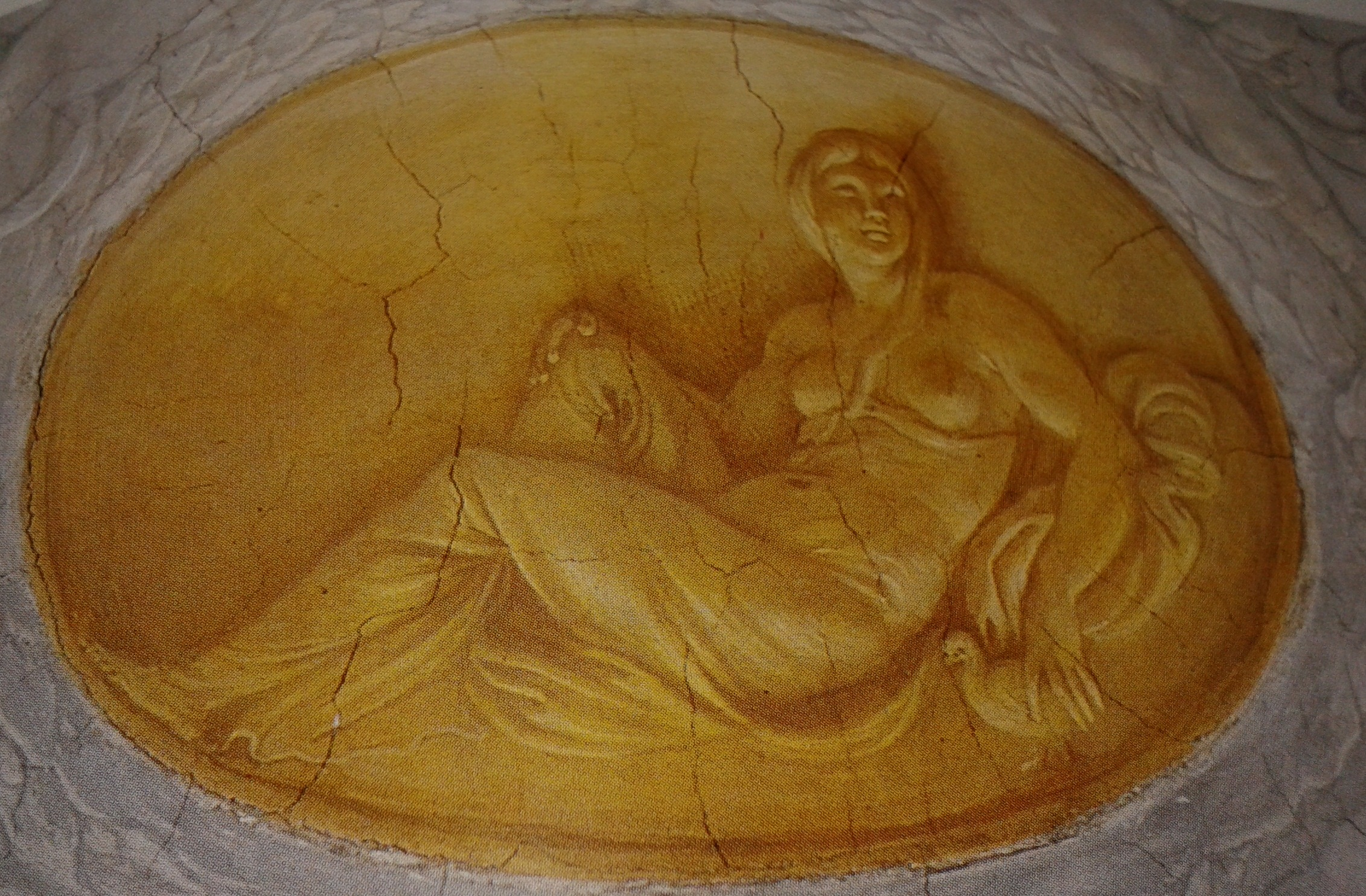
La Castità

Sul piano figurativo, Annibale si è avvalso, per quest'affresco, del precedente di Pellegrino Tibaldi in Palazzo Poggi, dove è riprodotto lo stesso episodio, emendandolo però dagli aspetti più tipicamente manieristici che vi si riscontrano. Le figure di Annibale, infatti, assumono pose credibili e danno vita ad una composizione equilibrata, senza le poco naturali contorsioni dei personaggi del Tibaldi.

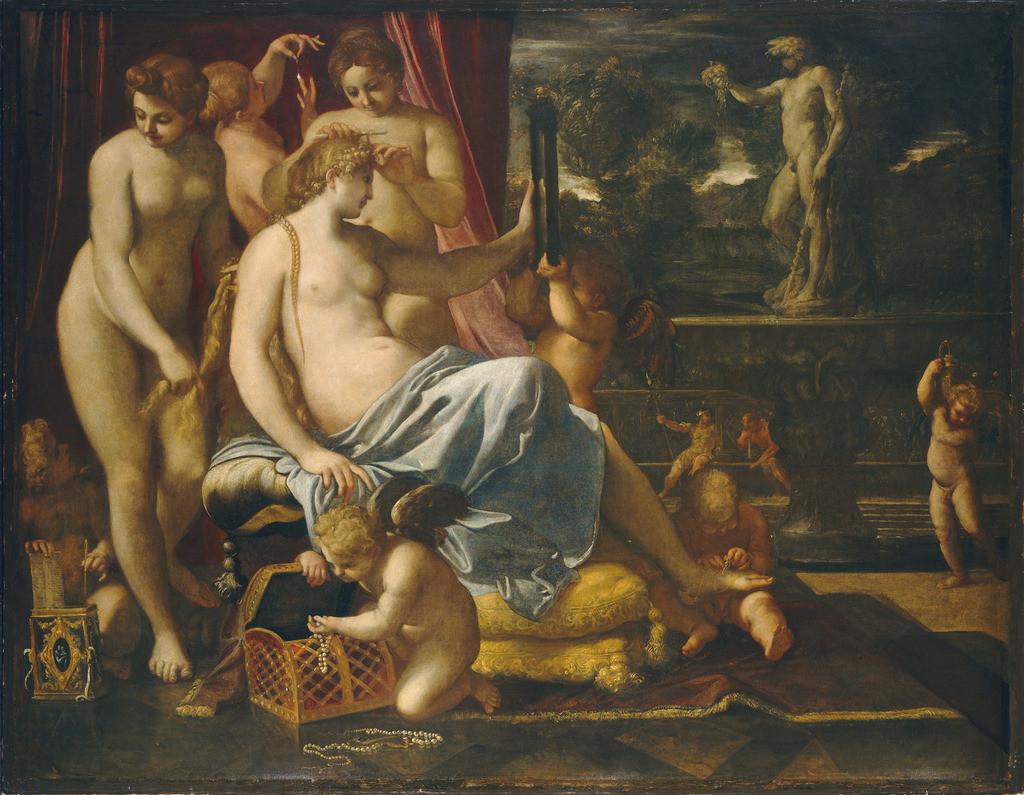
Annibale Carracci, Venere abbigliata dalle grazie, 1590-95, Washington, National Gallery of Art

Il Carracci, inoltre – a differenza di quel che si osserva nel precedente di Palazzo Poggi, dove il tutto sembra svolgersi in una quinta immaginifica – colloca l'episodio in uno spazio reale e plausibile. Per questi aspetti la lunetta di Annibale mostra significative consonanze compositive con l'affresco raffaellesco della Loggia vaticana, raffigurante l'episodio di Giuseppe che interpreta il sogno del Faraone.
La figura di Circe è molto vicina a quella di Venere quale si vede in un dipinto dello stesso Annibale, di poco precedente all'impresa del Camerino, in cui la dea è abbigliata dalle grazie, mentre la figura di Ulisse è stata associata ad alcune statue del duca Alessandro Farnese (degli scultori Simone Mosca e Ippolito Buzio) in cui il padre del cardinale Odoardo compare abbigliato come un antico condottiero romano.
Infine, il loggiato raffigurato in questa lunetta del Camerino è molto simile a quello (reale) realizzato da Antonio da Sangallo il Giovane per il cortile di Palazzo Farnese.

### Ulisse e le sirene

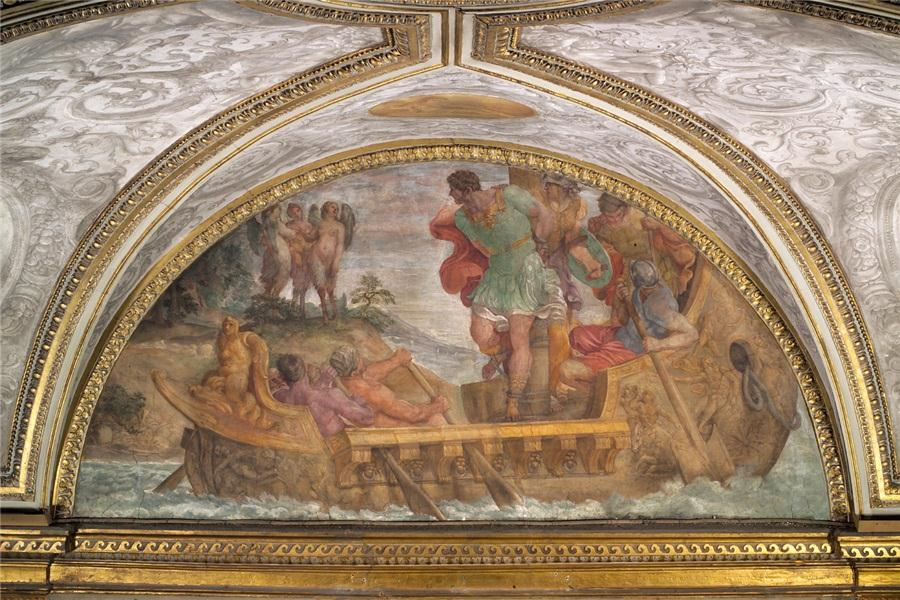
Ulisse e le sirene

Nella lunetta sul lato breve opposto a quello con Ulisse e Circe c’è la seconda storia del Camerino dedicata ad Odisseo: l'incontro con le sirene. 

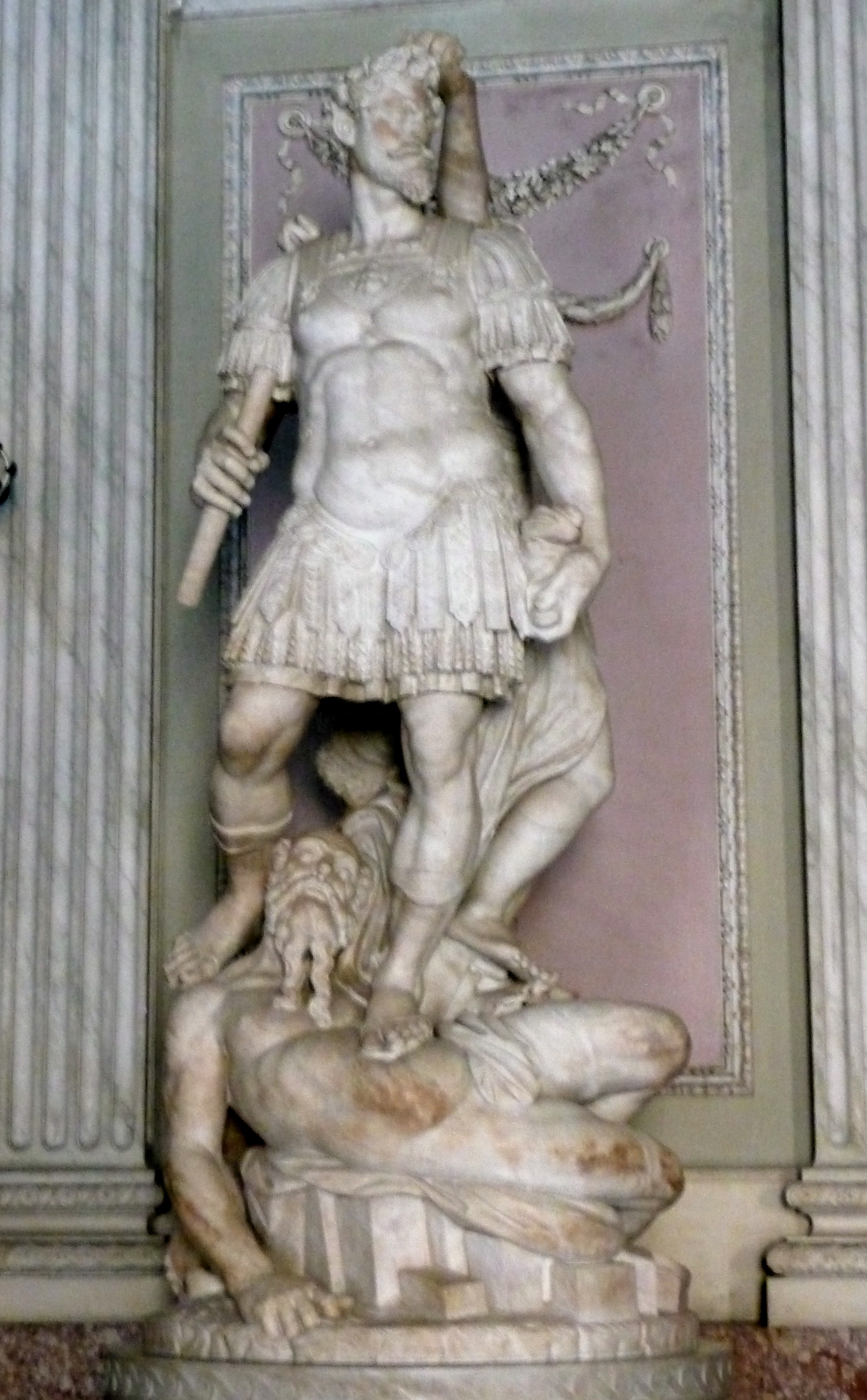
Simone Moschino, Alessandro Farnese cinto della corona della vittoria, 1593, Caserta, Palazzo reale

Ulisse è legato all'albero maestro di un’imbarcazione che procede grazie alla spinta di vigorosi rematori. La nave, riccamente istoriata di rilievi con scene mitologiche di ambientazione marina – sulla poppa si vede Nettuno che incede sul suo carro –, lambisce l’isola dove abitano le mitiche creature.
Ulisse si è fatto legare per ascoltare il suadente canto delle sirene, che stanno su un piccolo promontorio sulla sinistra della lunetta, senza correre il pericolo di tuffarsi verso di loro e consegnarsi così a morte certa. 
Le sirene, infatti, sono solite attrarre i marinai che passano di lì con il loro dolce e sensualissimo canto per poi ucciderli. Sulla riva (nell'angolo sinistro della lunetta) si vedono ossa e teschi delle loro sventurate vittime.
Alle spalle di Ulisse c'è Minerva che lo assiste.

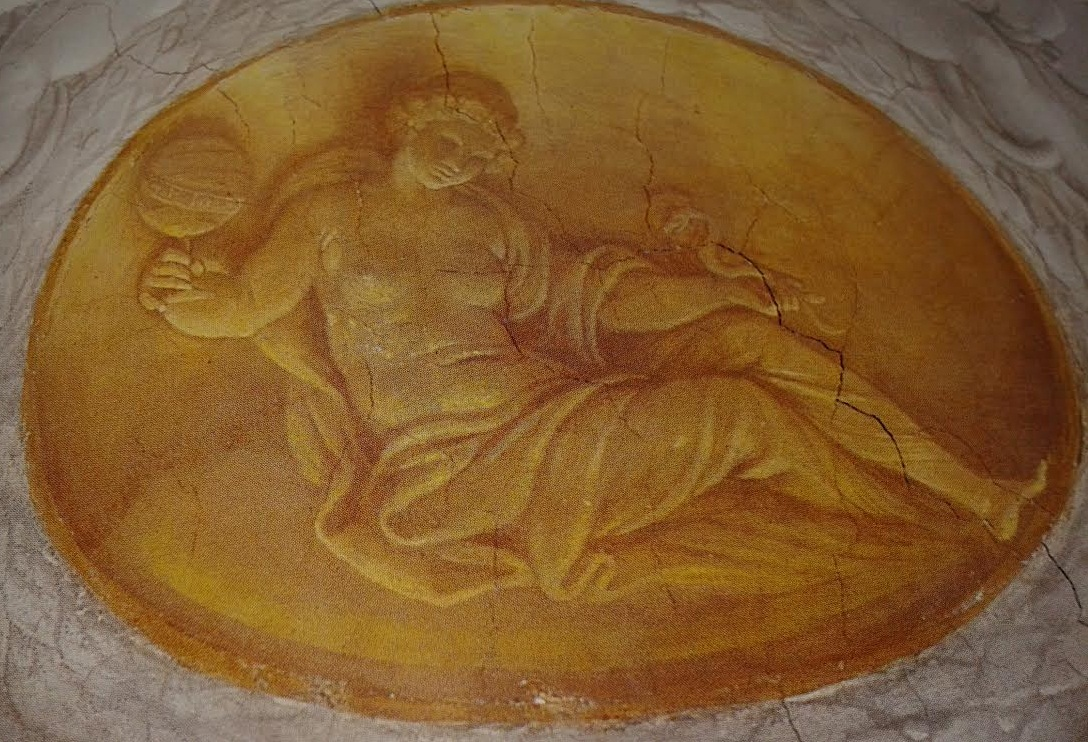
L'Intelligenza

Nella gemma della vela c'è una donna seminuda con una ghirlanda sulla fronte: ella ha in una mano una sfera armillare e nell'altra un serpente. Come si legge nell'Iconologia del Ripa si tratta di un’allegoria dell'Intelligenza che è  «una donna, vestita d'oro, che nella destra mano tenga una Sfera, e con la sinistra una Serpe, sarà inghirlandata di fiori». Quanto al senso di questi attributi Ripa aggiunge che l'Intelligenza «con la Sfera, e con la Serpe dimostra, che per intender le cose alte, e sublimi bisogna prima andar per terra, come fà il Serpe, e nell'intender nostro andare co' principij delle cose terrene, che sono meno perfette delle celesti; però si fà nella man sinistra il Serpe, e nella destra, che è più nobile, la Sfera».
Il significato allegorico della lunetta, dunque, è che la virtù dell’intelligenza, rafforzata dall'aiuto divino, in questo caso fornito da Minerva, consente ad Ulisse di resistere alla tentazione delle sirene e al grave danno che ne conseguirebbe, rappresentato dalle ossa umane sulla riva dell’isola.
Anche in questo caso, come nella scena con Circe, si tratta di un monito sulle insidie del sesso: le sirene, infatti, in alcune fonti classiche, e in particolare in Servio, sono paragonate a delle prostitute.

### Perseo e Medusa

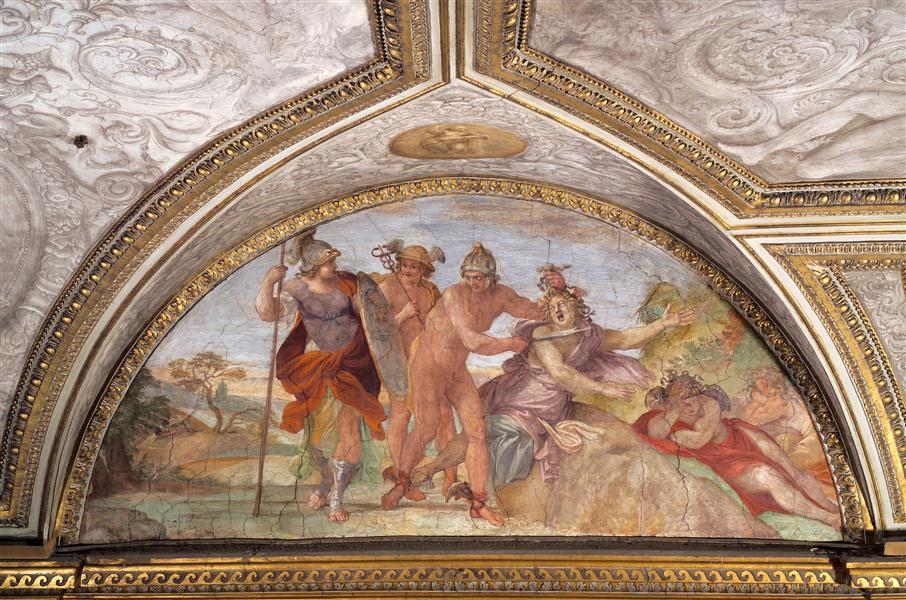
Perseo e Medusa

Perseo, completamente nudo, eccetto che per l'elmo che gli dona l'invisibilità e i calzari alati fornitigli da Mercurio, si accinge a decapitare Medusa che egli ha sorpreso nel sonno.
Per evitare lo sguardo pietrificante della Gorgone osserva quel che accade nello scudo riflettente retto da Minerva che assiste all'evento. Alle spalle della dea c'è anche Mercurio.

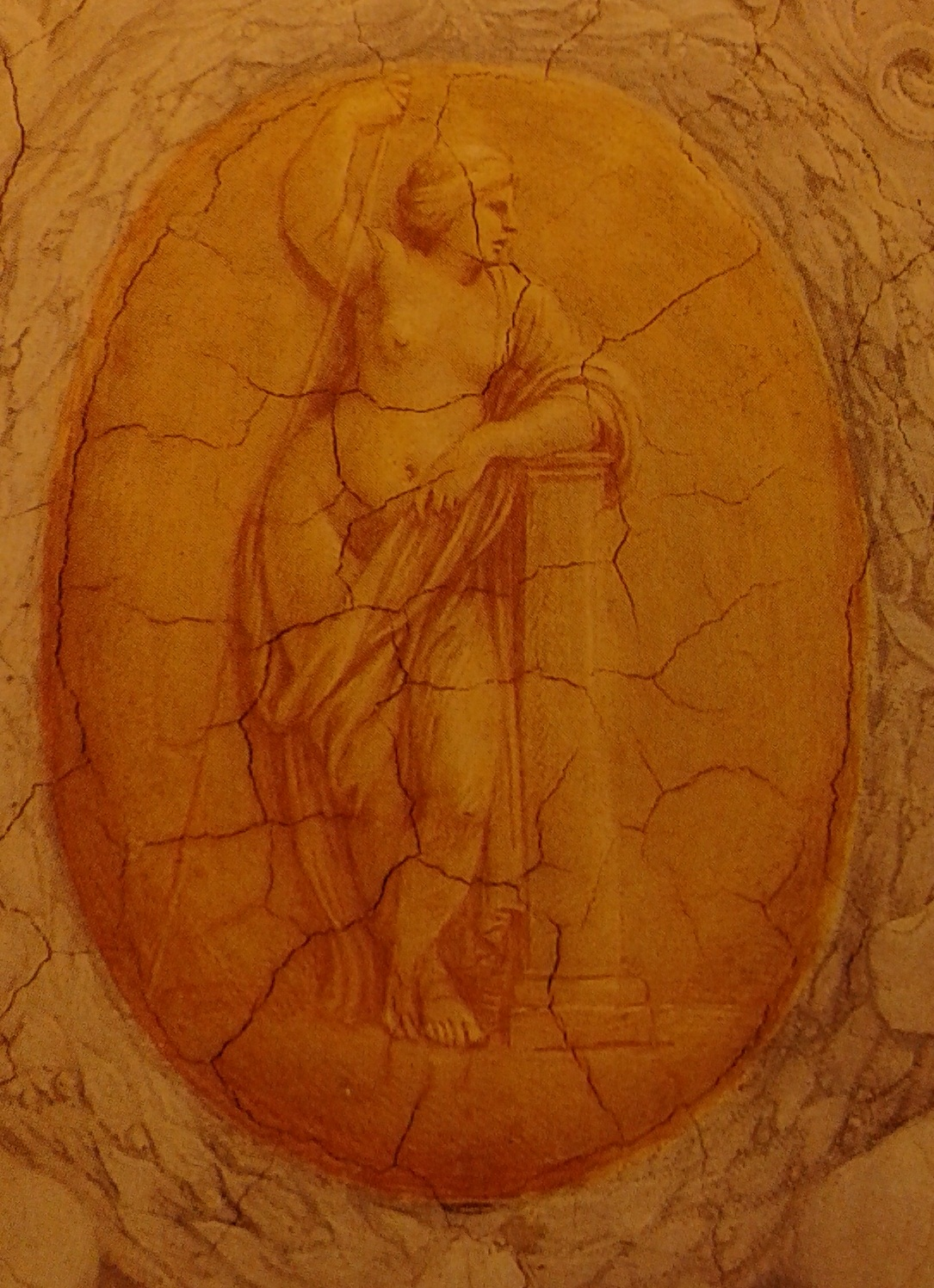
La Sicurezza

Sulla destra ci sono le due sorelle di Medusa, ancora dormienti, riconoscibili dalle serpi che (come la prima) hanno in testa invece dei capelli.
La gemma della vela contiene la personificazione allegorica della Sicurezza. Si tratta, infatti, di una donna con una lancia che si regge su una colonna, descrizione che corrisponde a quella del Ripa. Il Ripa a sua volta rimanda, per l'origine iconografica di questa allegoria, ad una moneta coniata durante il regno dell'imperatore Macrino, che sul rovescio raffigura la Securitas Temporum: per l'appunto una figura femminile che imbraccia una lancia e si appoggia ad una colonna.
Anche in questo caso il significato edificante dell'affresco va tratto da quanto narrato nella lunetta, mettendolo in relazione all'allegoria dell'ovale.
Il senso del tutto, quindi, è che il terrore cui Medusa induce, può essere superato dalla virtù, incarnata da Perseo, se questa gode del sostegno divino (Minerva e Mercurio). La sconfitta del terrore infonde nell'animo umano la sicurezza, appunto l'allegoria oggetto della gemma.

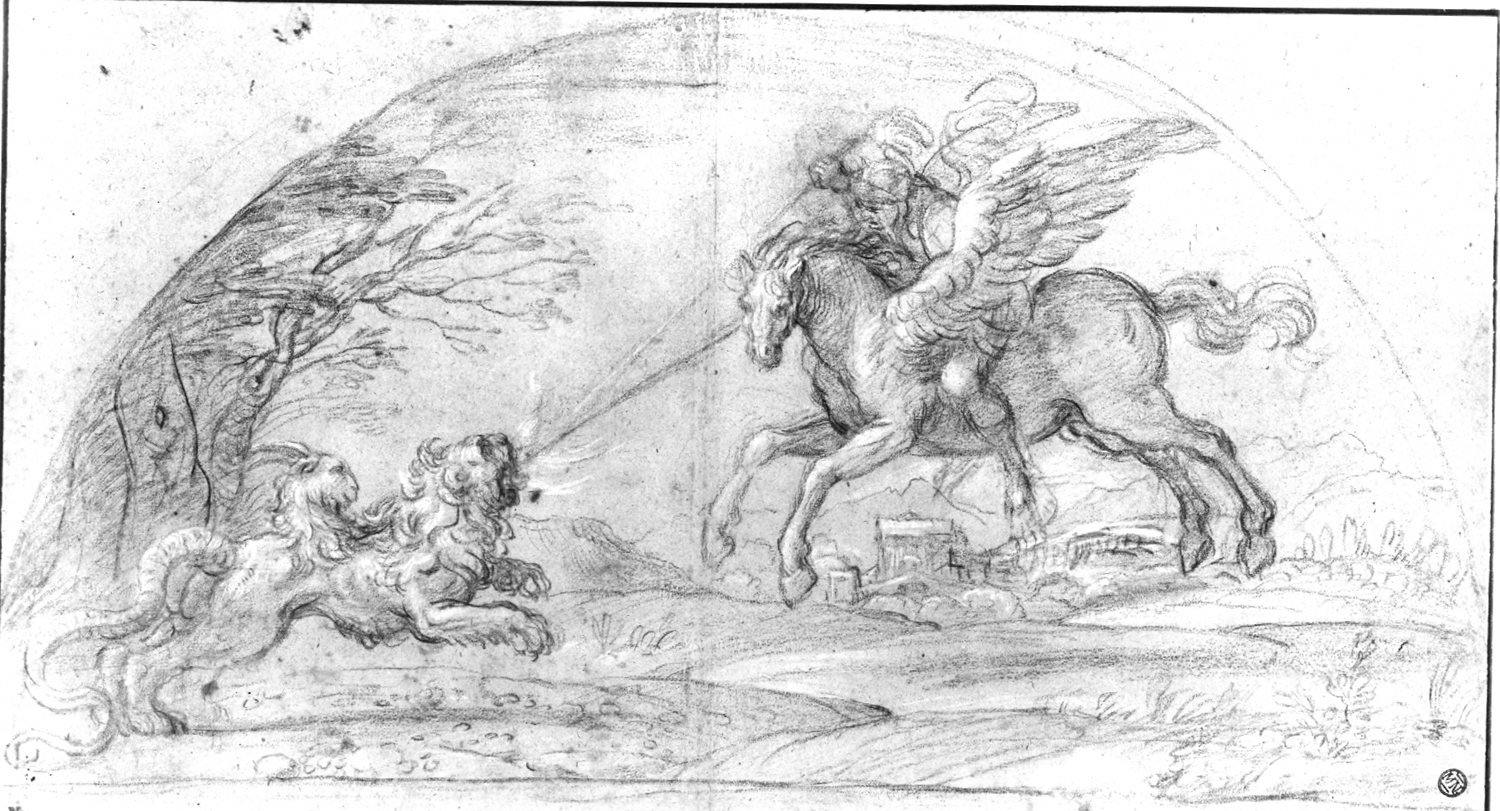
Annibale Carracci, Bellerofonte uccide la Chimera, 1595 ca., Parigi, Louvre, Cabinet des Dessins

È stato rilevato che nelle collezioni di Fulvio Orsini vi era un'ulteriore antica moneta raffigurante la decapitazione di Medusa ad opera di Perseo e potrebbe trattarsi di un altro degli oggetti appartenuti all'uomo di cultura (oltre alla già menzionata gemma con Ercole in riposo) utilizzati come fonte iconografica degli affreschi.
Altro rimando antico è stato visto nella somiglianza tra il volto di Medusa (benché sia una della parti oggi peggio conservate degli affreschi del Camerino, compromessa da un restauro mal eseguito) e il viso di una statua di Niobe, parte del gruppo dei Niobidi di proprietà dei Medici (da Roma poi trasferito agli Uffizi), riprodotto da Annibale in un disegno e citato anche in dipinti successivi.
Come si desume da uno studio preparatorio, con ogni probabilità, alla storia di Perseo e Medusa avrebbe dovuto succedere quella di Bellerofonte che in groppa a Pegaso uccide la Chimera. Si tratta, infatti, di un seguito appropriato posto che Pegaso, secondo il mito, sarebbe nato dal sangue versato da Medusa decapitata da Perseo.
Questo progetto però venne modificato e in luogo della storia di Bellerofonte l'ultima lunetta del Camerino è dedicata ai Fratelli di Catania.

### I fratelli di Catania

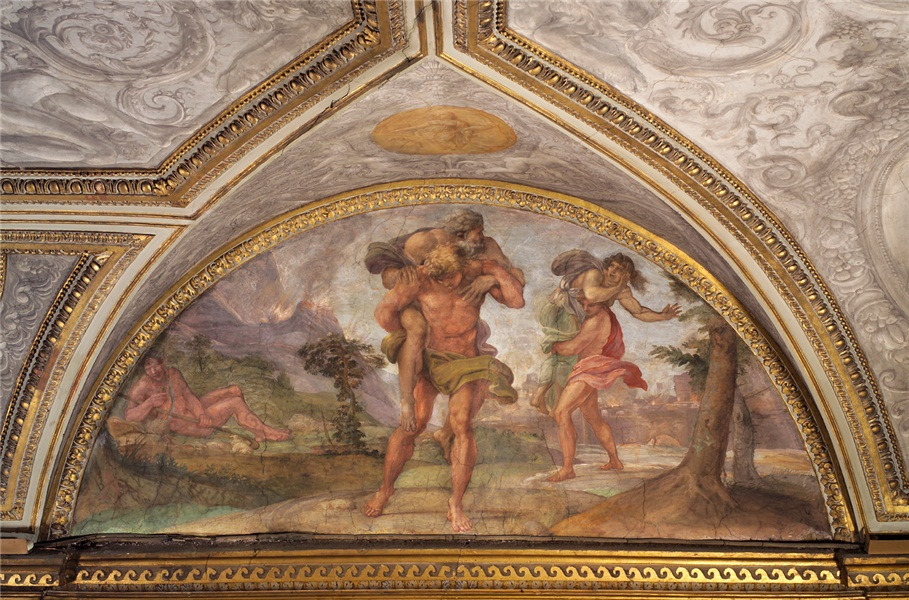
I fratelli di Catania

Il soggetto di quest'ultima lunetta deriva da un'antica leggenda catanese, riportata da diverse fonti antiche quale encomiabile esempio di amore filiale. Questa leggenda vuole, infatti, che durante una rovinosa eruzione dell'Etna, mentre la popolazione si dava scompostamente alla fuga – e molti, approfittando della situazione, si abbandonavano al furto e alla razzia delle altrui ricchezze incustodite – due fratelli, Anfinomo ed Anapia, cercarono di trarre in salvo i loro anziani genitori caricandoseli sulle spalle.
Al loro passaggio il fiume di lava, per miracolo, si divise in due, lasciando aperto un varco che consentì a genitori e figli di mettersi al riparo.

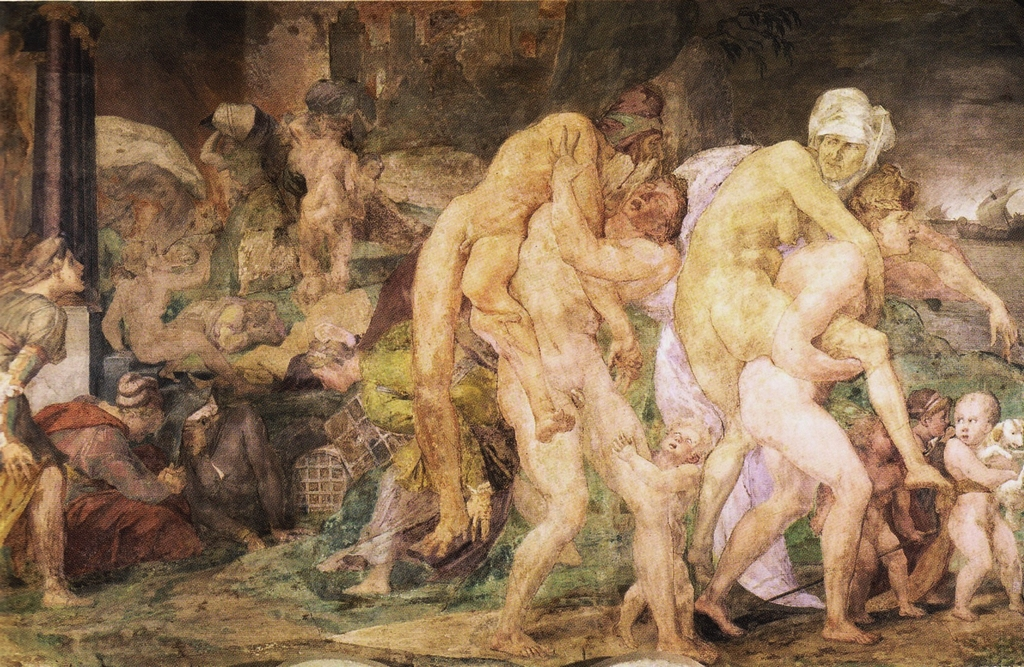
Primaticcio, I fratelli di Catania, 1530 ca., Castello di Fontainebleau

Varie fonti, inoltre, aggiungono che i catanesi, ammirati dal coraggio e dalla devozione filiale di Anfinomo ed Anapia, dedicarono all'evento un monumento costituito da un gruppo scultoreo raffigurante i due, con i genitori in groppa, mentre corrono verso la salvezza.
Se l'episodio dei pii fratres è con ogni probabilità privo di fondamento storico, sembra invece vera la circostanza dell'erezione di una statua in loro onore: in alcuni scritti, e in particolare in Claudio Claudiano, ve ne è una descrizione particolareggiata (in sostanziale concordanza con altre fonti) che lascia, per l'appunto, dedurre che il gruppo scultoreo sia esistito davvero. 

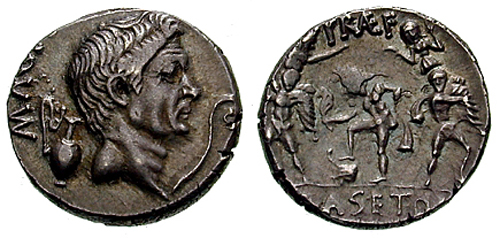
il denario di Sesto Pompeo

La vicenda, inoltre, è ripresa in molte monete antiche, tra le quali, particolarmente significativa in relazione all'affresco del Camerino, vi è un denario (coniato tra il 42 e il 37 a.C.) raffigurante, sul recto l’effigie di Sesto Pompeo e, sul verso, ai lati, i due fratelli catanesi con i genitori sulle spalle, mentre nel mezzo della moneta compare una statua dello stesso Sesto Pompeo in veste di Nettuno. Con ogni probabilità anche la raffigurazione di Anfinomo ed Anapia sul rovescio del denario deriva da una scultura: quella, per l’appunto, descritta da Claudiano e in altri testi antichi.

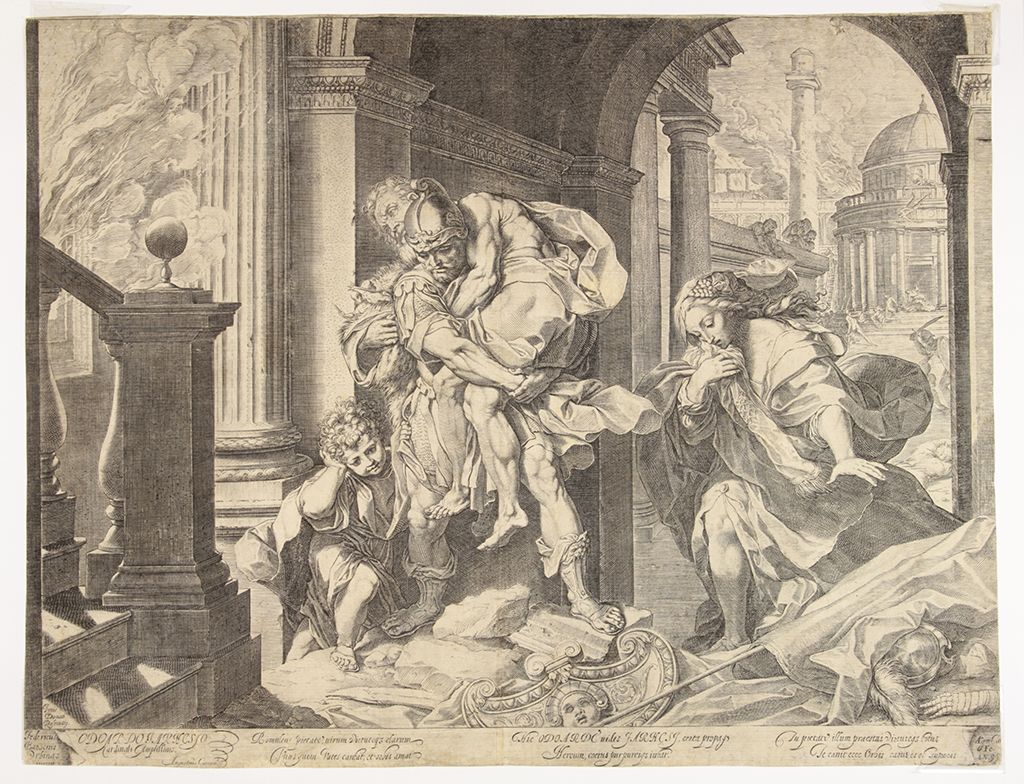
Agostino Carracci, Fuga di Enea da Troia, 1595

È plausibile che Sesto Pompeo abbia scelto il tema dei pii fratres per questo denarius, proprio per evocare la sua devozione al padre Gneo Pompeo Magno. Del resto lo stesso appellativo di Sesto Pompeo, Pius, è un'attestazione di amore e fedeltà per l’illustre e potente triumviro Pompeo. Appare, quindi, consona alla volontà di onorare il padre la scelta di un esempio di Pietas filiale assai noto e celebrato a quei tempi (e per qualche secolo a seguire, come attesta l’attenzione che gli dedica Claudiano ancora nel IV secolo d.C.).
Con il tramonto del mondo antico il tema dei fratelli catanesi scomparve dalle arti figurative, per essere sostituito, quale esemplificazione di amor filiale, da quello, per molti versi simile, di Enea che fugge da Troia in fiamme portando con sé, sulle sue spalle, il vecchio padre Anchise.
La prima rimarchevole ripresa della storia dei pii fratelli di Catania si trova nella Galleria di Francesco I, nel Castello di Fontainebleau, dove è raffigurata in un affresco del Primaticcio. Come evidenziato da Dora ed Erwin Panofsky la funzione del dipinto, nel complesso di Fontainebleau, è quella di sottolineare la devozione del re di Francia alla sua stripe.

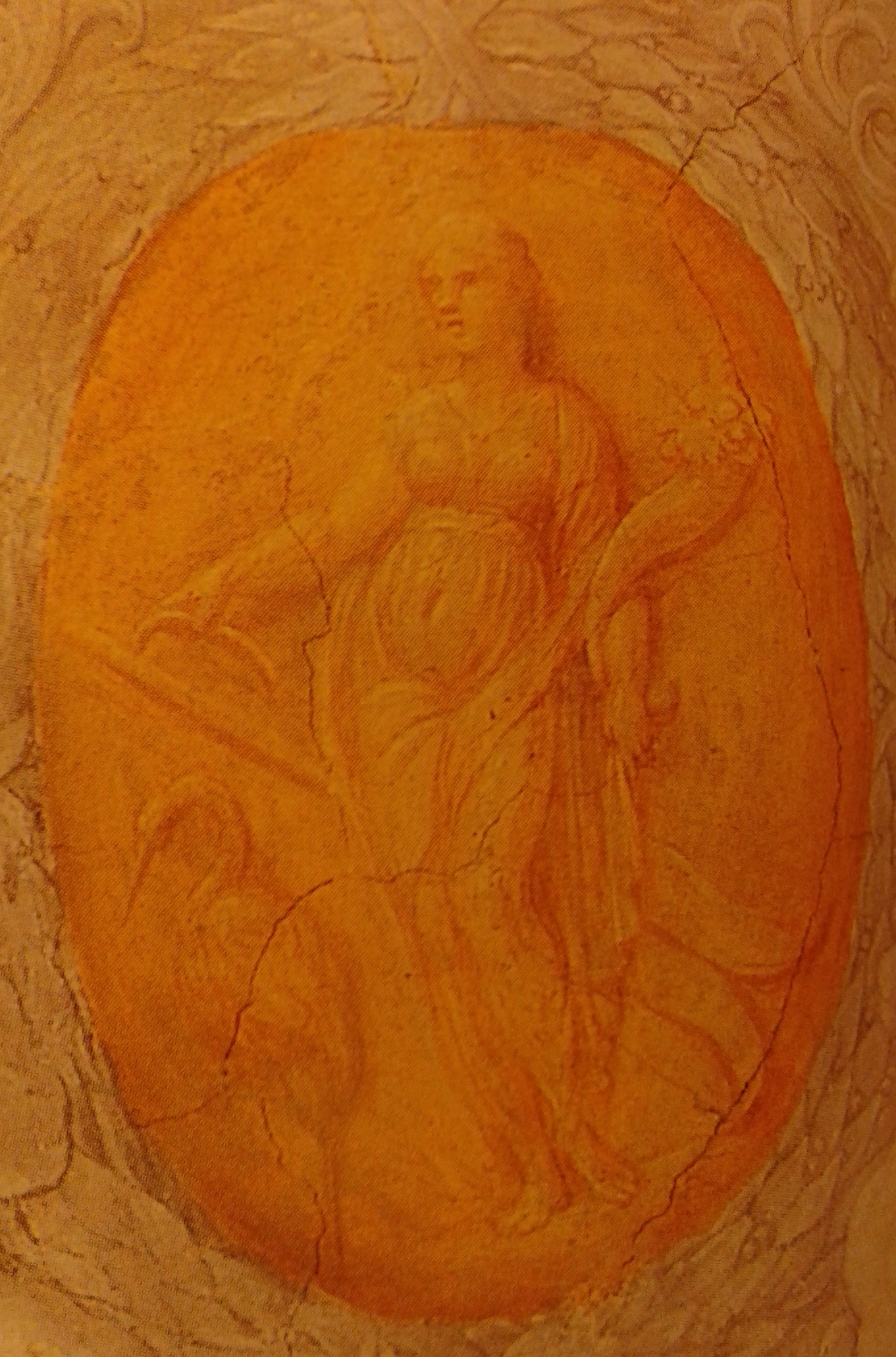
La Pietà

A distanza di poco più di una sessantina d'anni, la leggenda ricompare nel Camerino Farnese. Anche in questo caso la scelta del tema è con ogni probabilità frutto dell'erudizione di Fulvio Orsini: non solo medaglie e monete con la vicenda di Anfinomo ed Anapia sono attestate nelle sue raccolte, ma il bibliotecario di casa Farnese fu, altresì, autore di un trattato – Familiae Romanae quae reperiuntur in antiquis numismatibus, del 1577 – dove particolare attenzione è dedicata al denario di Sesto Pompeo. Moneta che, per una serie di dettagli figurativi, è da alcuni studi indicata come l'esatto modello iconografico utilizzato nel Camerino di Odoardo Farnese.
Ci si è interrogati sul perché nel Camerino compaia un tema così insolito, tanto più ove si consideri che in quelle stesse date Agostino Carracci aveva dato alle stampe un’incisione – tratta da un dipinto di Federico Barocci – con il più consueto tema di Enea che porta in salvo Anchise. Incisione, peraltro, dedicata proprio al cardinal Odoardo.
La risposta fornita è che nell'affresco si è voluta celebrare la devozione, non solo di Odoardo Farnese per l’illustre padre Alessandro, ma quella di entrambi i figli del duca, quindi di Odoardo e pure di Ranuccio Farnese, per tutti e due i loro genitori, cioè lo stesso duca Alessandro e Maria d'Aviz di Portogallo.
Immediata in questo caso è l'individuazione della funzione della gemma della vela che contiene una personificazione della Pietà, da intendersi come Pietas erga parentes.
Completa la composizione la presenza di Polifemo, sdraiato a sinistra, che compare allo scopo di rendere più immediata la comprensione della collocazione dei fatti narrati, cioè le pendici dell'Etna, patria del Ciclope.

### Le Virtù
Ai quattro angoli della volta, ai lati delle lunette dei lati brevi (quelle con le storie di Ulisse), compaiono, inserite in un ovale cui fa da cornice una ghirlanda di frutti, quattro figure di Virtù.
Si tratta della Giustizia e della Temperanza, che affiancano Ulisse e Circe, della Forza e della Prudenza, nel mezzo delle quali c'è la lunetta con Ulisse e le sirene.
Le quattro figure, parte della decorazione monocroma della volta del Camerino che simula finti rilievi in stucco, sintetizzano la volontà di Odoardo Farnese di dedicare la propria vita alla virtù che l'intero ciclo è finalizzata a celebrare.
Le Virtù del Camerino sono iconograficamente riprese dalle indicazioni di Cesare Ripa, che, nella sua Iconologia, laddove a proposito della raffigurazione della virtù eroica cita come esempi due statue di Palazzo Farnese – l'Ercole Farnese e, il forse perduto, Ercole Latino (che alcuni però identificano in una statua ora nella Reggia di Caserta) –, definisce il cardinal Odoardo vero amatore delle virtù.
Sul piano stilistico, le quattro allegorie agli angoli della volta sono state associate alla serie di incisioni con le Virtù Cardinali e quelle Teologali, intagliate da Marcantonio Raimondi su disegni di Raffaello.

## Lo stile

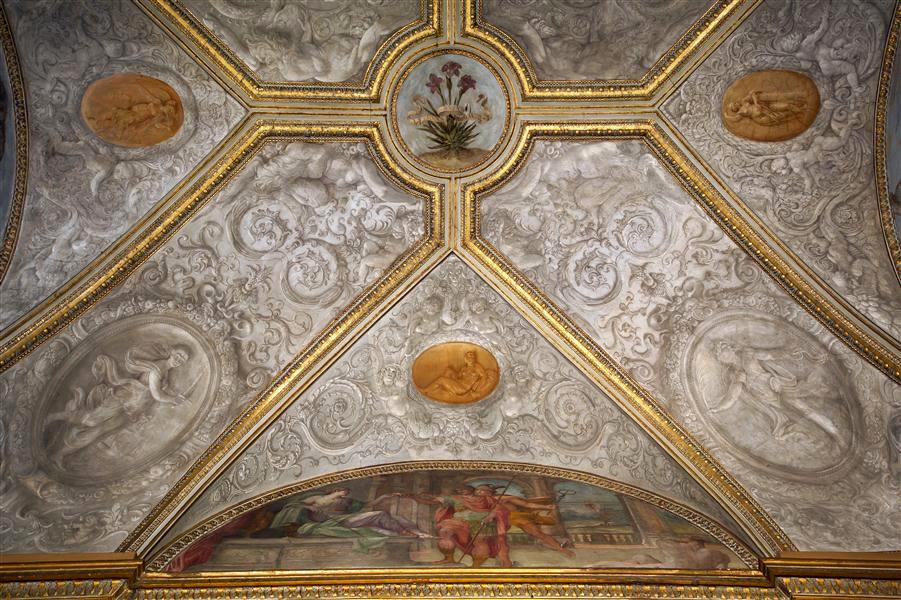
La volta del Camerino, dettaglio

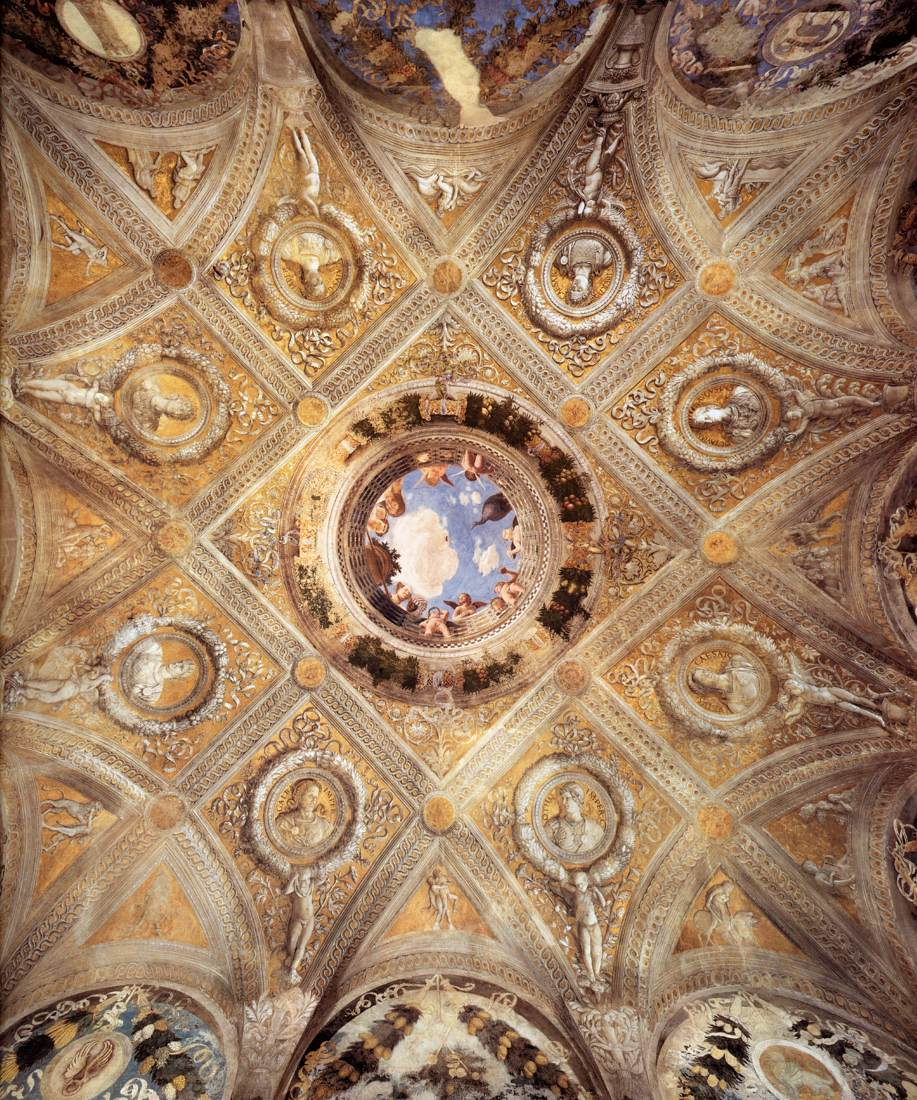
Soffitto della Camera degli Sposi

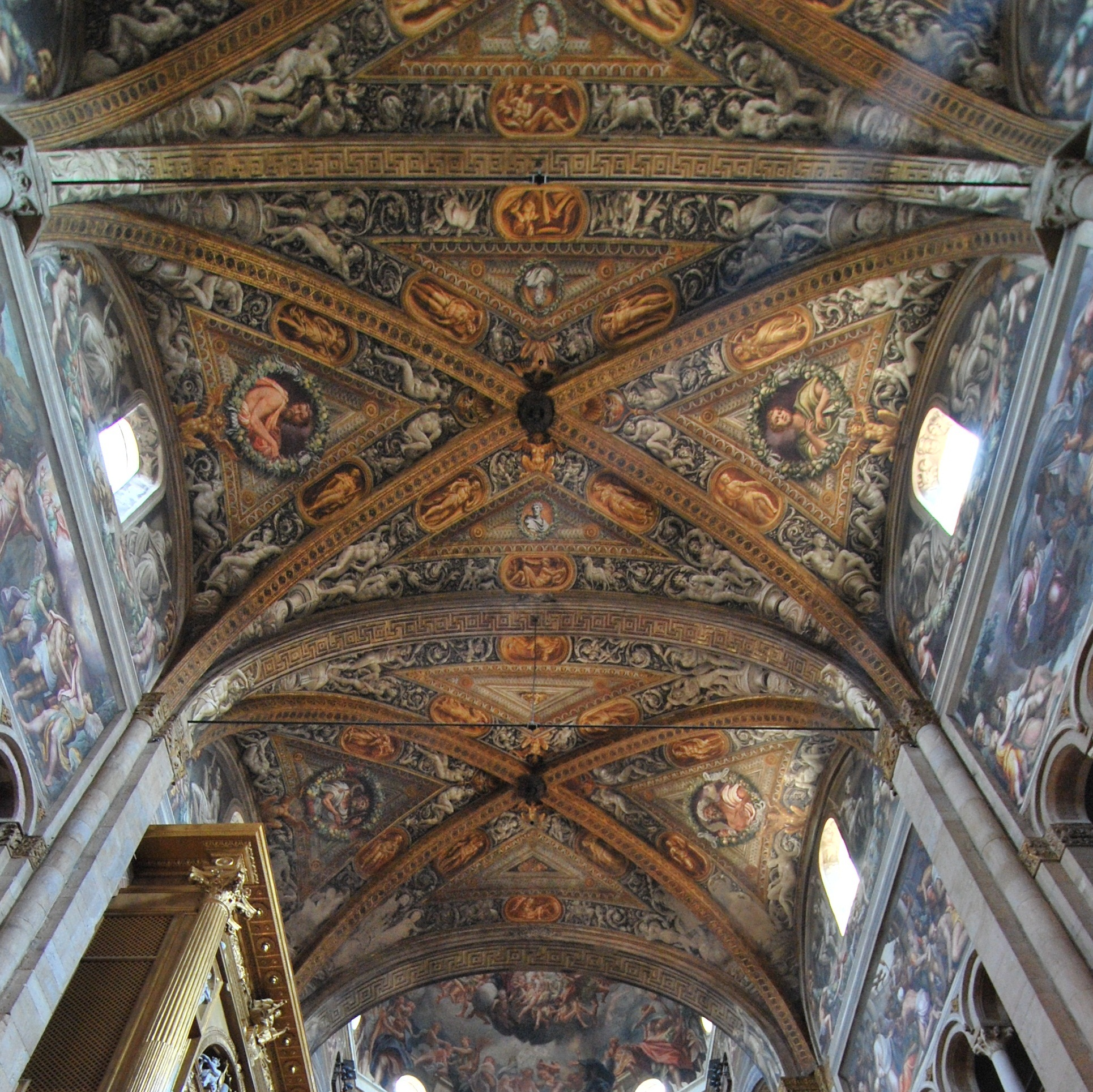
Navata della Cattedrale di Parma

Coerentemente alla datazione corrente degli affreschi del Camerino, la critica prevalente coglie in questa prima rilevante impresa di Annibale al servizio del cardinal Farnese una matrice ancora essenzialmente settentrionale. Questo, in particolare, è il giudizio di Donald Posner, che molto influsso ha avuto sugli studi successivi. Ad avviso del Posner, infatti, le citazioni di opere romane, rinascimentali ed antiche, messe in luce dal Martin non possono essere (ancora) intese come un indice significativo di un mutamento dello stile pittorico di Annibale.
Per lo storico statunitense, sul piano stilistico, i dipinti del Camerino sarebbero ancora strettamente associabili ad opere di Annibale antecedenti al suo approdo a Roma, quali il Cristo e la Samaritana al pozzo,  l'Elemosina di san Rocco e gli affreschi di Palazzo Sampieri.
Solo qualche anno dopo, sempre secondo questa analisi, gli esempi romani di Michelangelo, di Raffaello e della statuaria antica sarebbero profondamente penetrati nella pittura di Annibale Carracci, modificandone definitivamente lo stile. È solo negli affreschi della Galleria Farnese, quindi, che questo processo di assimilazione giunge a compimento, mentre, secondo questa visione, il Camerino ne sarebbe ancora estraneo.
Lo stesso elemento più caratterizzante dell'ambiente, e più apprezzato già dagli antichi commentatori – cioè l'ampia decorazione monocroma in finto stucco – è un retaggio tutto lombardo da Annibale portato con sé a Roma, dove nulla di simile era dato osservare.
Più d'uno sono i precedenti norditaliani cui gli stucchi del Camerino Farnese sono stati avvicinati a partire dal soffitto della Camera degli Sposi di Andrea Mantegna nel Palazzo ducale di Mantova.
Anche in quest’ambiente, infatti, la volta è riccamente istoriata a finto stucco con dei clipei definiti da cornici dal motivo vegetale. Così come l’idea di alternare al monocromo dello stucco illusionistico un dipinto centrale dal vivo cromatismo (nel caso di Mantegna il celeberrimo sfondato) sembra accomunare il Camerino di Odoardo Farnese e la stanza mantovana.

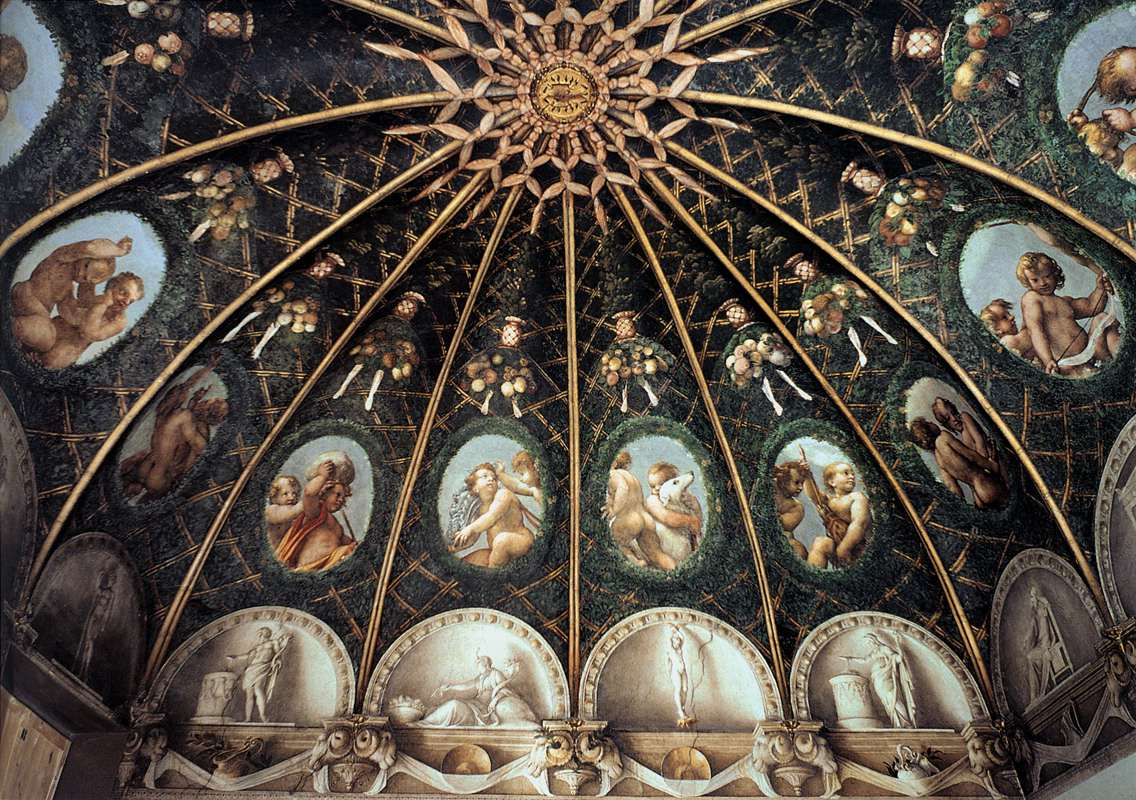
La volta della Camera della Badessa

Lo stesso effetto di alternanza tra colore e parti in monocromo rimanda ad un altro celebre esempio rinascimentale: la Camera della Badessa affrescata a Parma dal Correggio, opera con ogni probabilità ad Annibale ben nota e da lui ampiamente citata anche nella successiva impresa della Galleria.
Per le figure che abitano la decorazione della volta del Camerino (putti, satiri, sirene) e per l’alternarsi del bianco/grigio dello stucco con il giallo vivo delle gemme con le allegorie, un altro possibile punto di riferimento individuato è dato dagli affreschi della volta della navata del duomo di Parma, dove compaiono motivi ed effetti similari.
Una tesi alternativa a quella consolidata dovuta al Posner è sostenuta da Silvia Ginzburg. Per la studiosa, che sposta la datazione del Camerino qualche anno avanti (ritenendolo opera contemporanea alla Galleria), nell'ambiente sarebbe dato cogliere già una decisa virata di Annibale verso lo stile romano, sotto l’influsso, innanzitutto, di Raffaello.
Le pur innegabili ascendenze padane che vi si riscontrano, a partire dagli stucchi, sarebbero dovute, per la Ginzburg, sia alla partecipazione, quanto meno nella fase preparatoria del ciclo, di Agostino Carracci sia alla poliedricità di un artista come Annibale Carracci, propenso a mescolare stili e generi.

## Disegni preparatori
Anche il Camerino, come poi la Galleria, fu progettato con cura, come si deduce dal numero apprezzabile di disegni preparatori giunti fino a noi. La meticolosità di Annibale in questa fase preliminare è dimostrata anche dalla circostanza che, per alcune scene, egli ha variato più volte l'idea iniziale, fino a raggiungere, attraverso tentativi ed approssimazioni, l'effetto desiderato. Così ad esempio, per la scena di Ercole che regge il globo, esistono vari studi preliminari che evidenziano come Annibale abbia studiato a lungo il modo di rendere lo sforzo di Ercole sotto il peso della volta celeste.
Come è possibile evincere dal materiale grafico superstite, Annibale procedette prima alla stesura di rapidi schizzi d'insieme, poi alla realizzazione di disegni particolareggiati di singole figure, e quindi all'accurata preparazione della composizione di un'intrea scena, assai prossima al definitivo risultato che si vede negli affreschi.
Alcune fonti attestano che anche per i disegni e i cartoni del Camerino (come per quelli della Galleria) si verificò un fenomeno di devoto collezionismo da parte degli estimatori del maestro bolognese: Bellori, Francesco Angeloni, Carlo Maratta ne possedevano vari esemplari.
Nella galleria di immagini che segue vi è una selezione dei disegni preliminari del Camerino. I fogli raffiguranti una sirena e un putto con cornucopia sono cartoni: gli unici, con quello di Ercole in riposo degli Uffizi, oggi individuati. Entrambi sono relativi alla decorazione in finto stucco della volta.

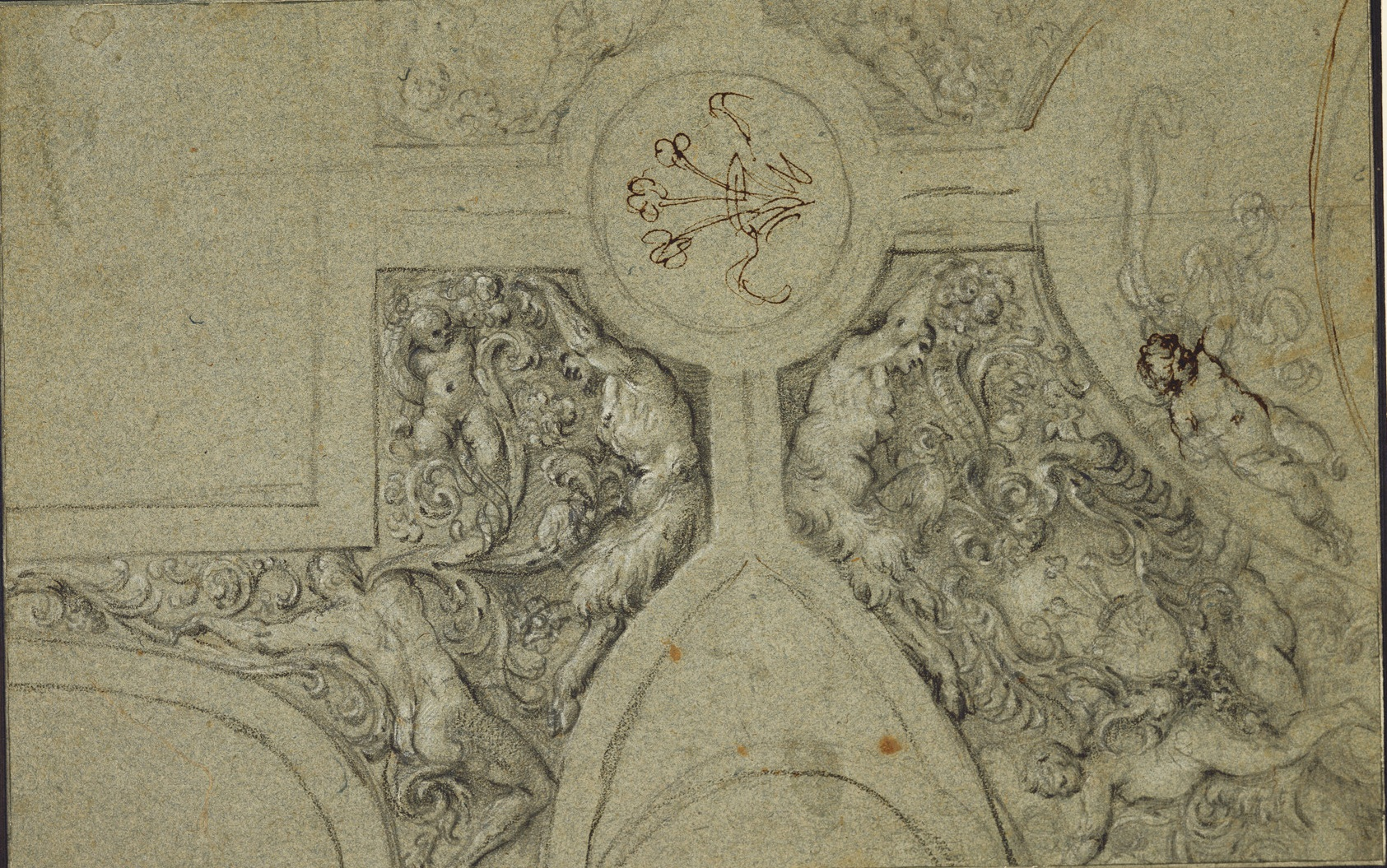
Progetto della decorazione della volta, Windsor Castle, Royal Collection
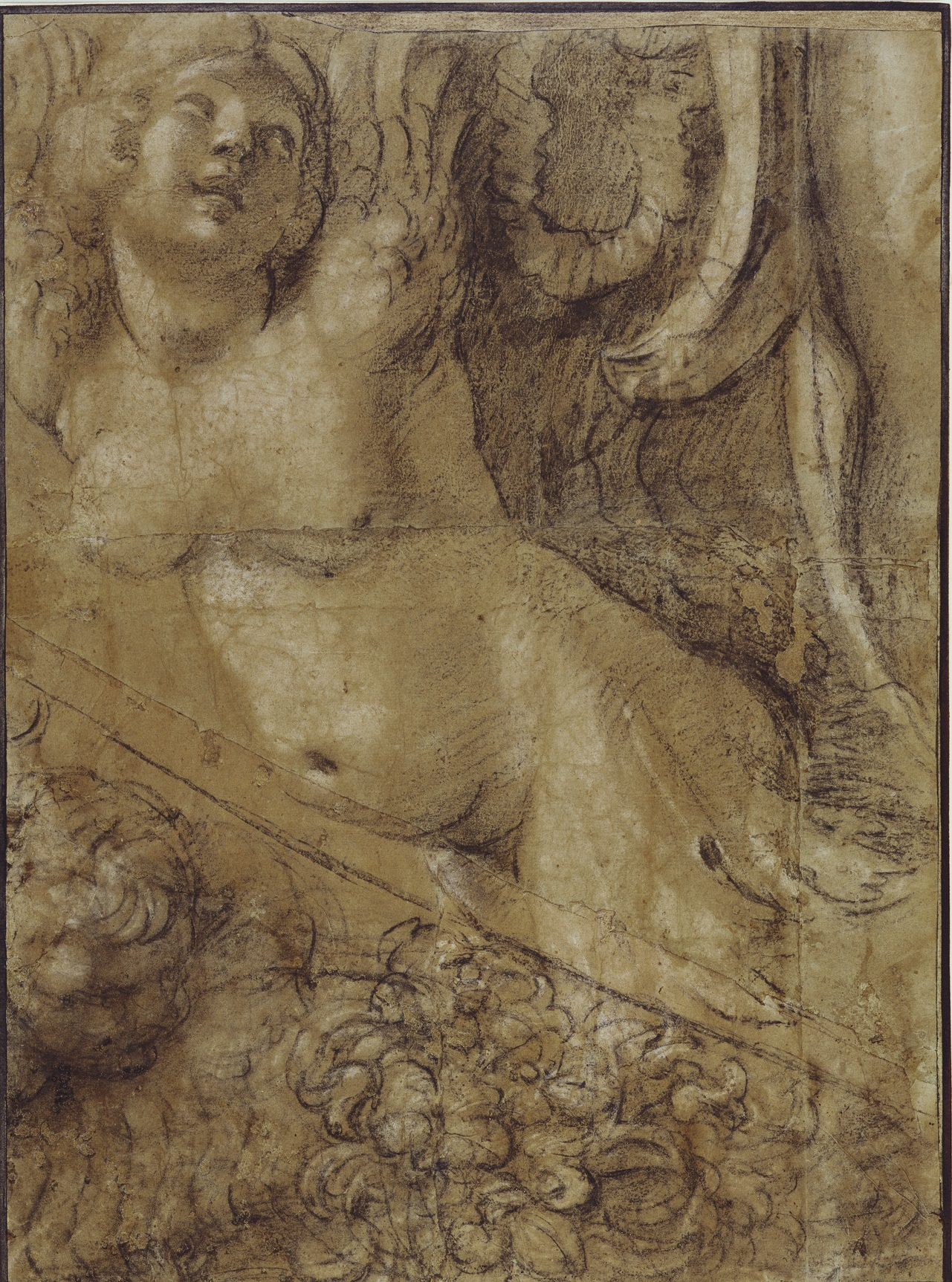
Sirena (volta), Windsor Castle, Royal Collection
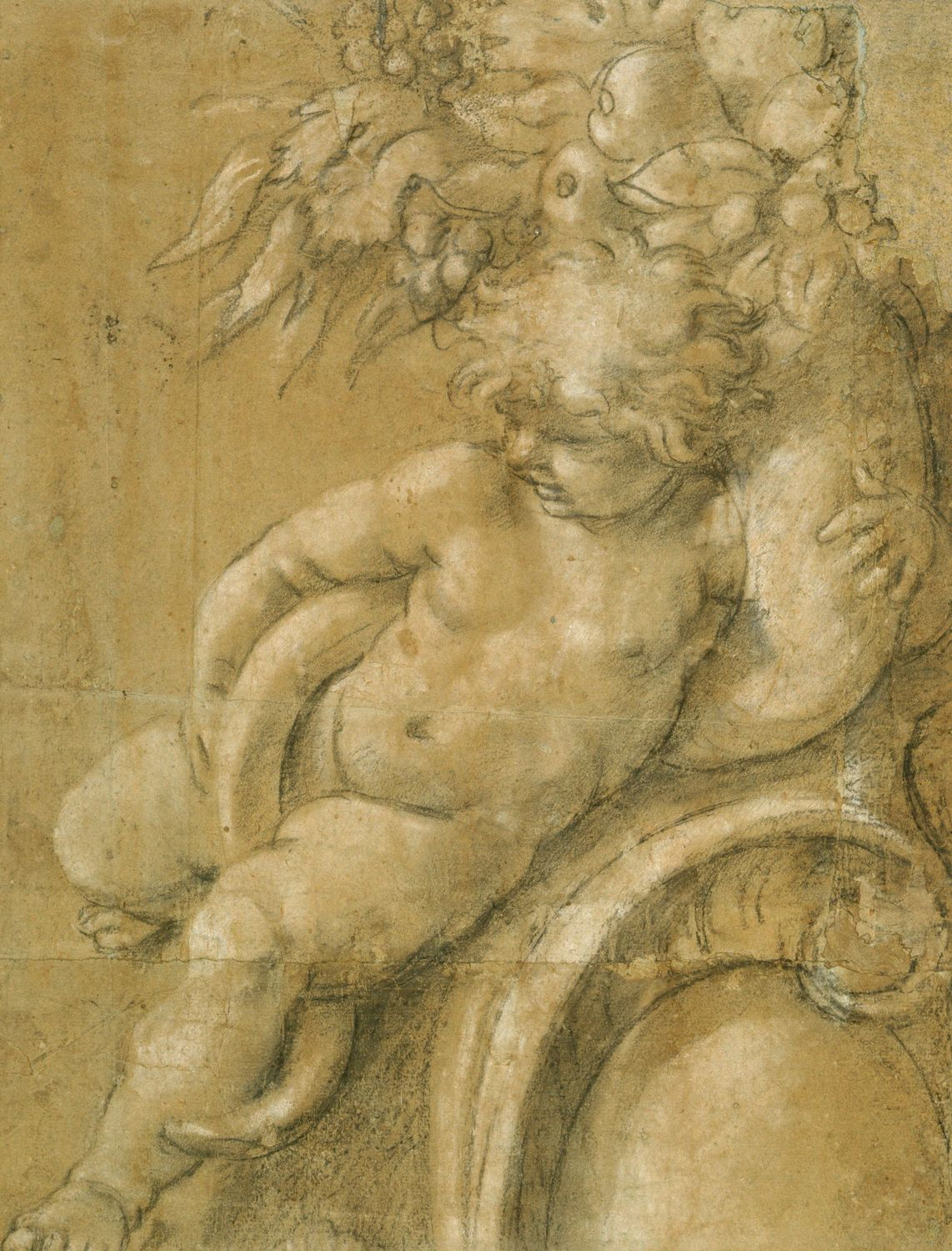
Putto con cornucopia (volta), Windsor Castle, Royal Collection
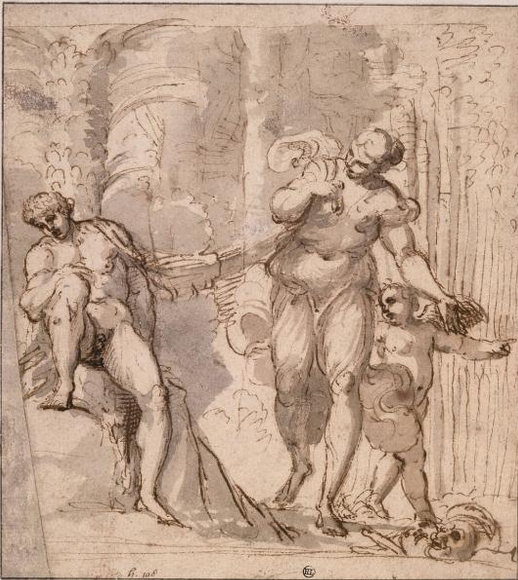
Ercole al bivio, Parigi, Louvre
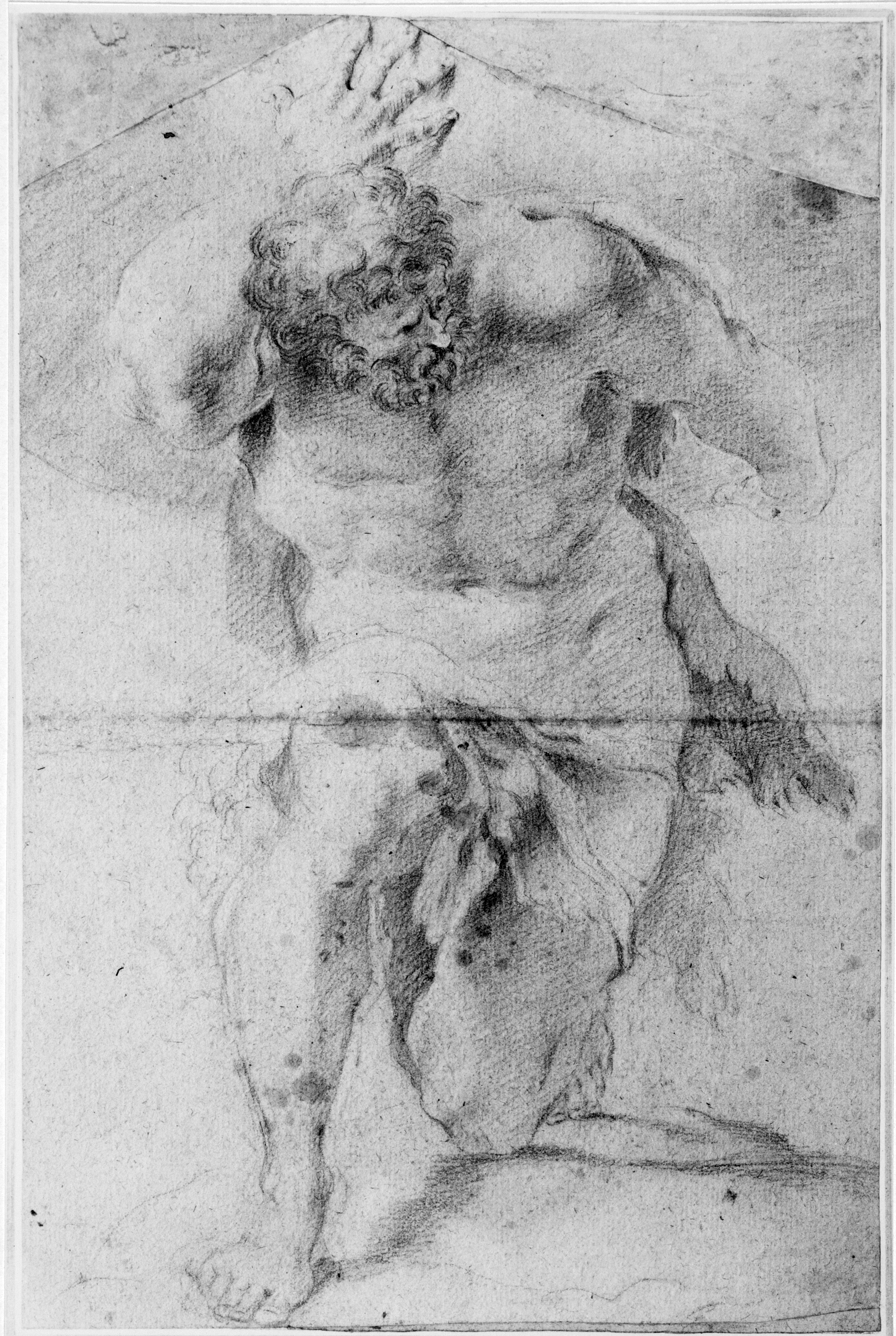
Ercole regge il globo, Collezione privata
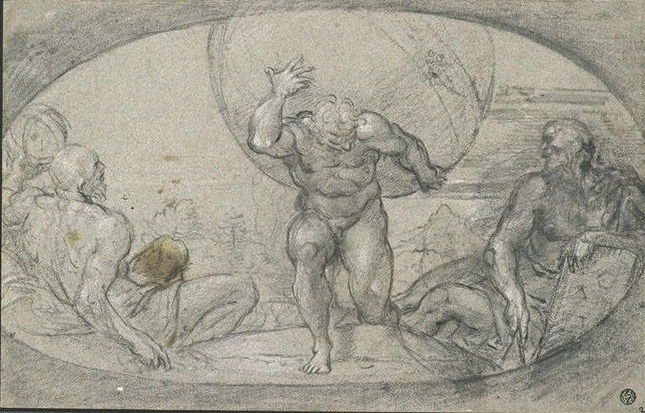
Ercole regge il globo, Parigi, Louvre
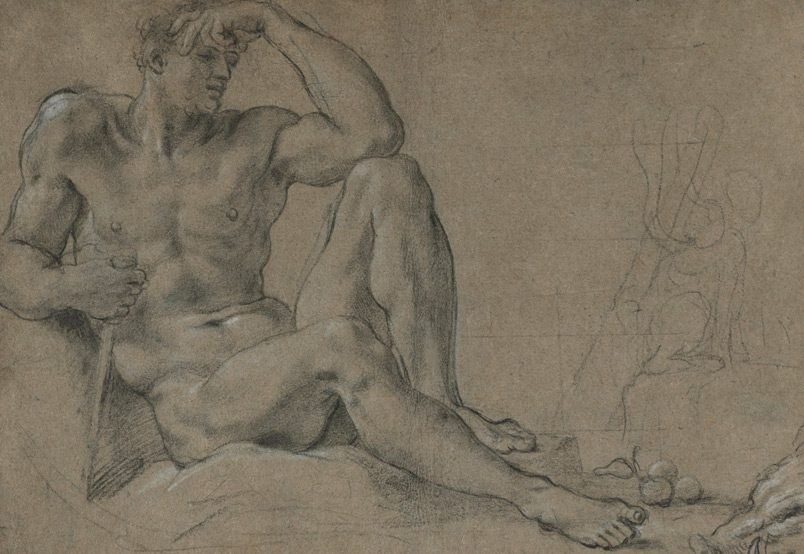
Ercole in riposo, Cleveland, CMA
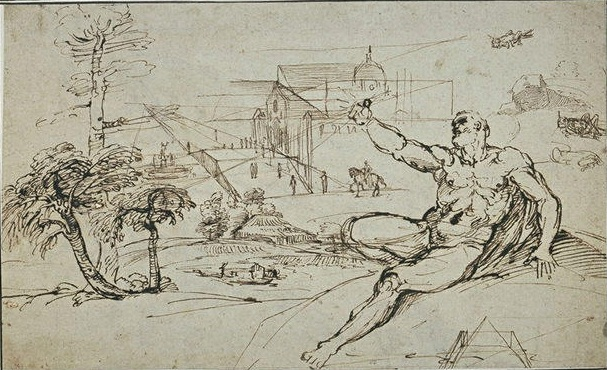
Studio per la morte di Ercole, Parigi, Louvre
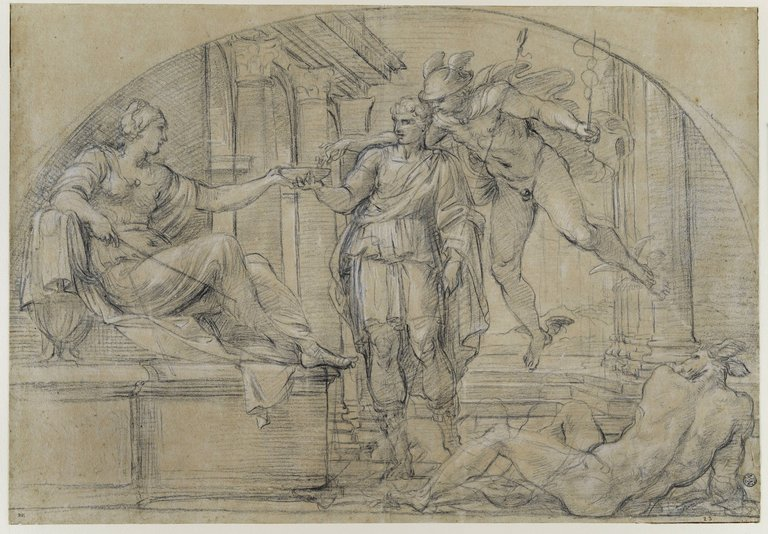
Ulisse e Circe, Parigi, Louvre
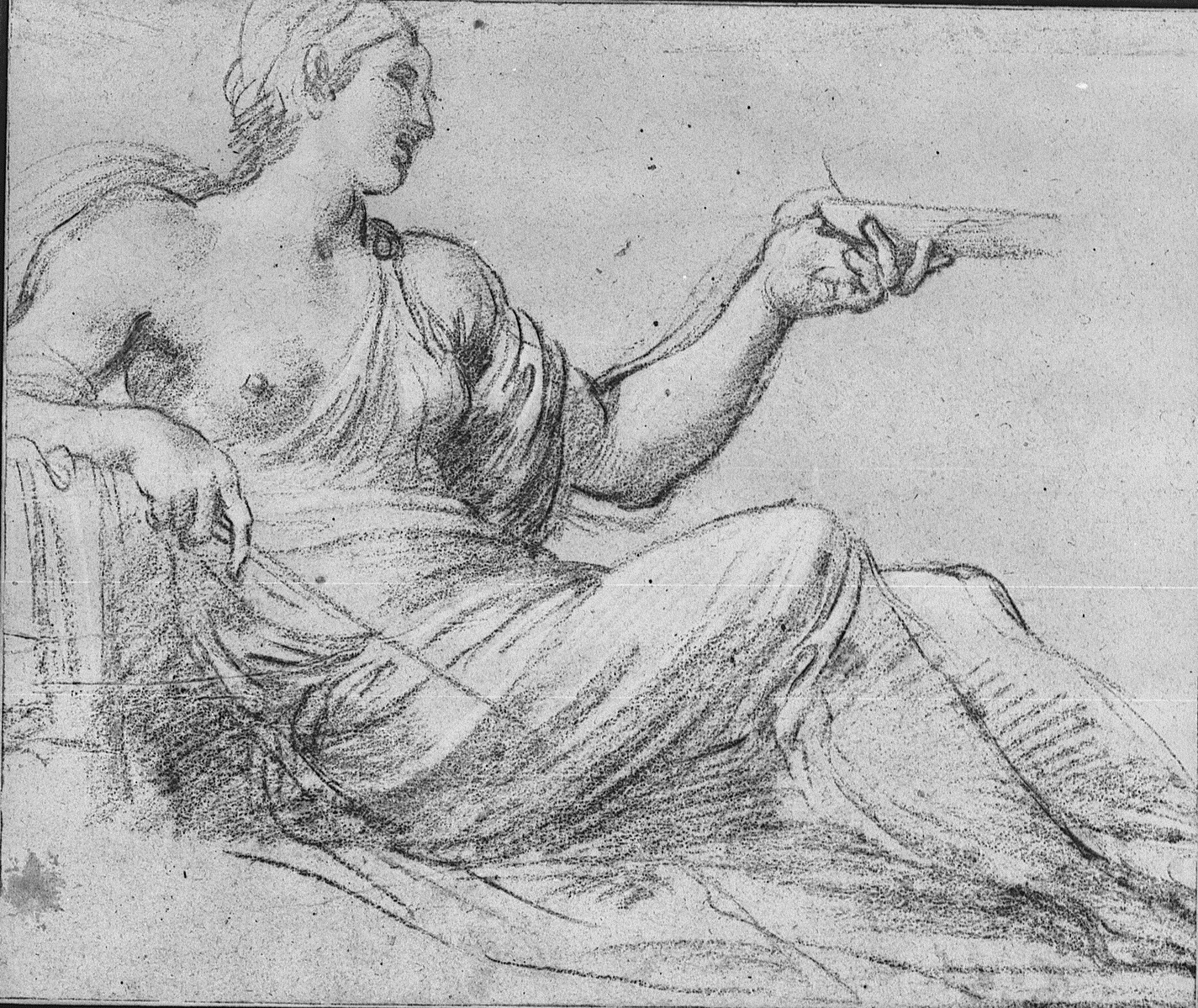
Circe, Windsor Castle, Royal Collection
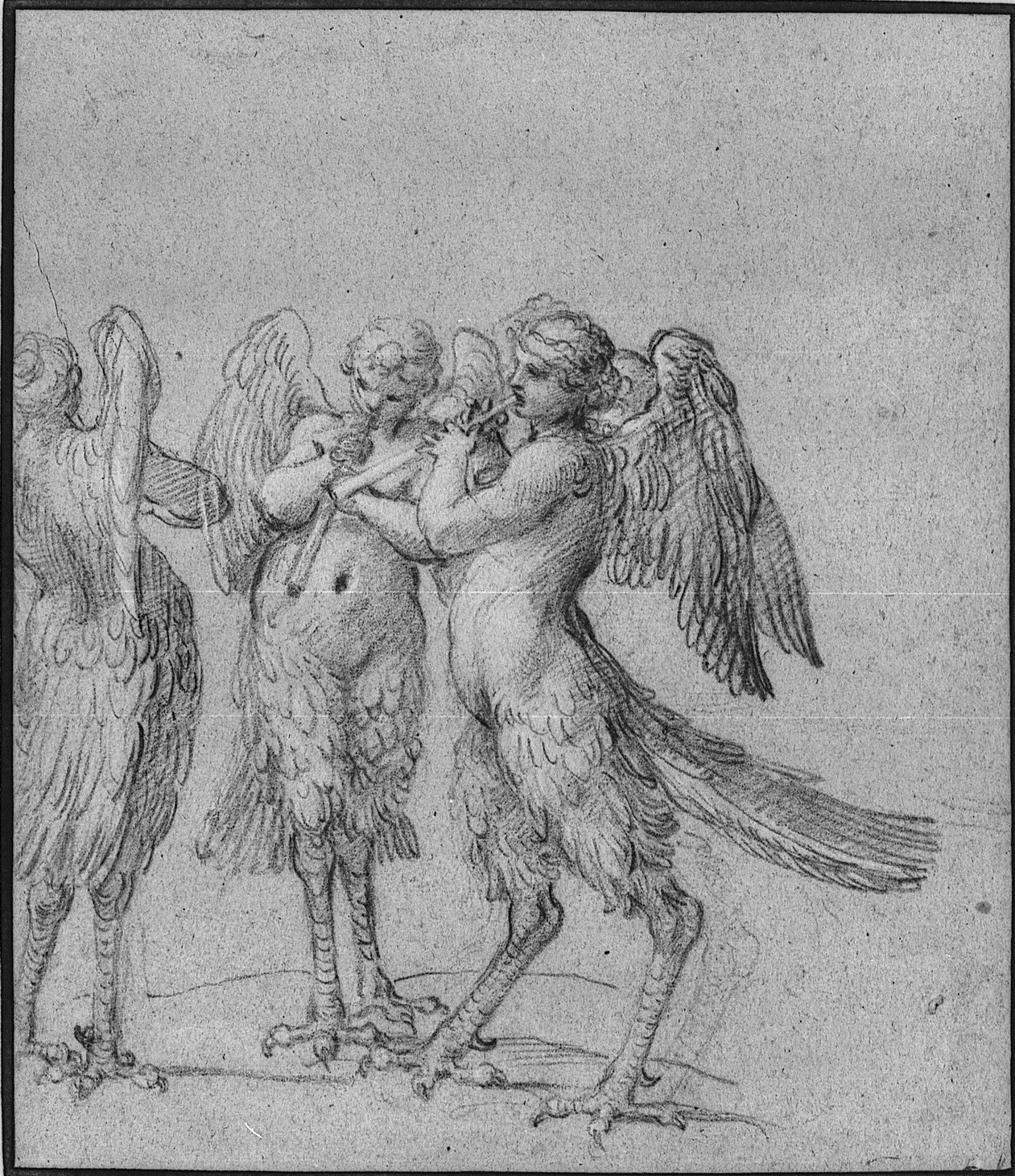
Sirene, Windsor Castle, Royal Collection
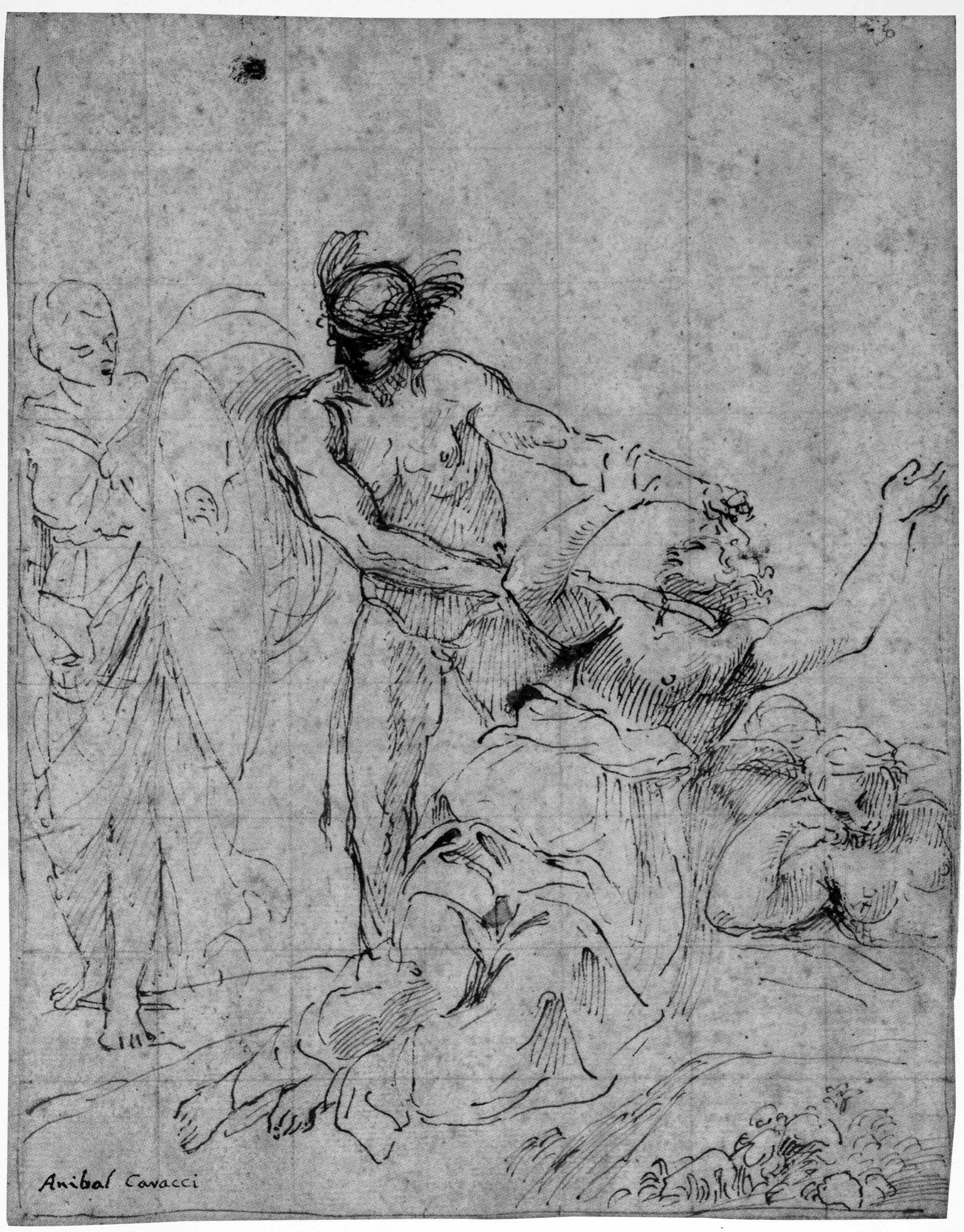
Perseo e Medusa, Collezione privata
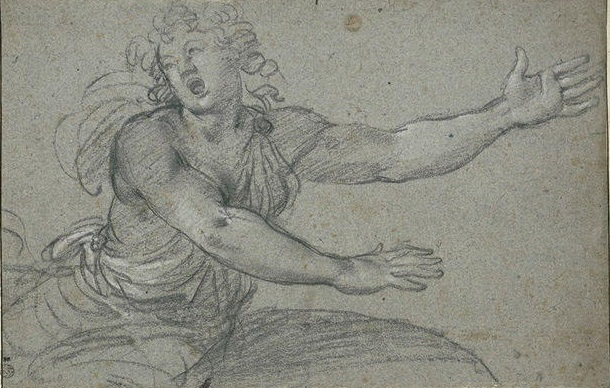
Medusa, Parigi, Louvre
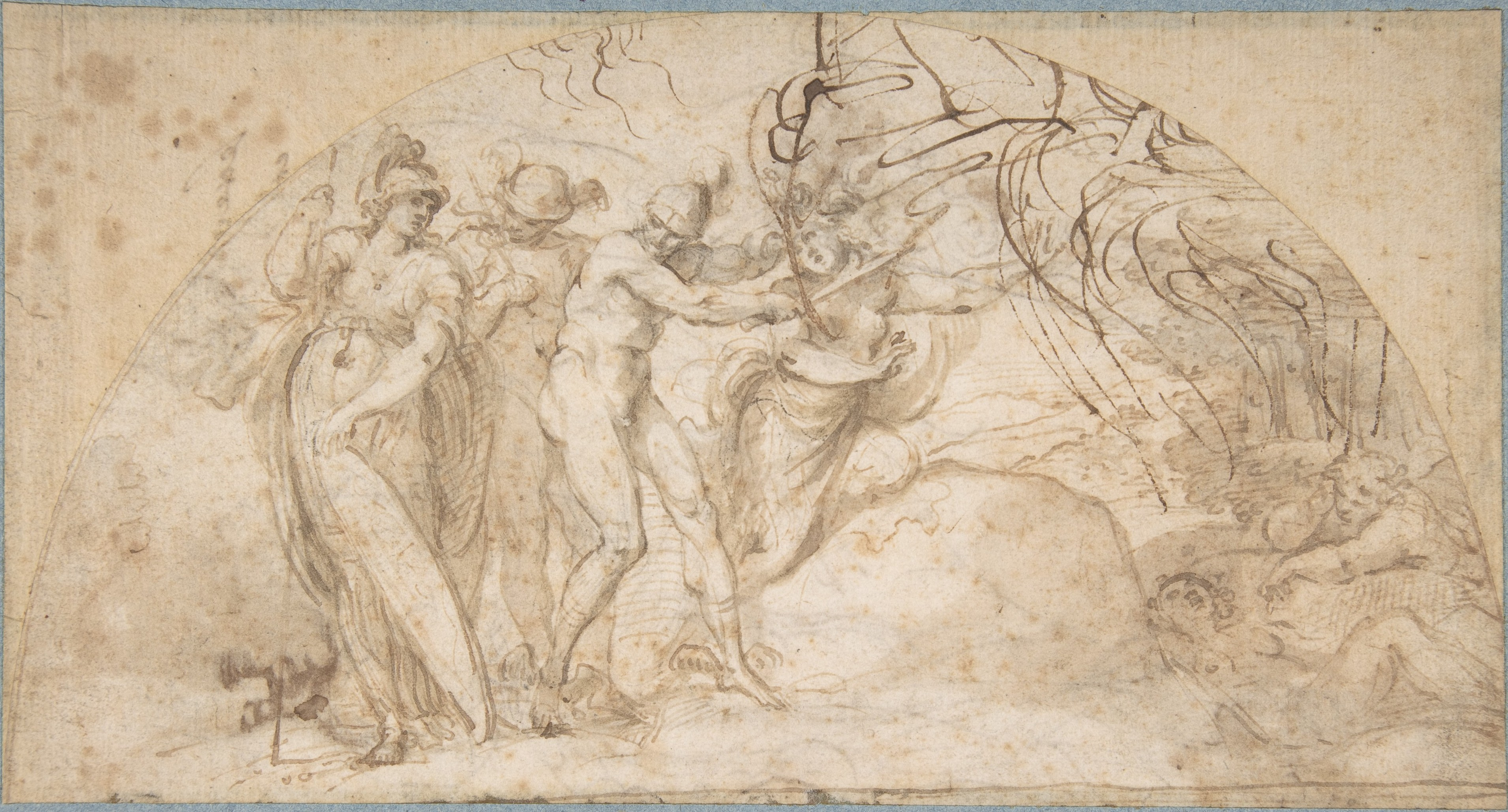
Perseo e Medusa, New York, MET
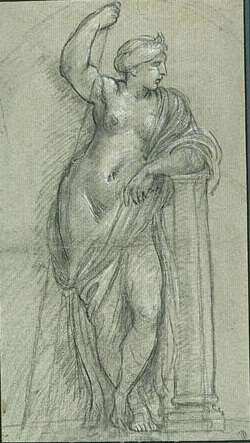
Sicurezza, Parigi, Louvre
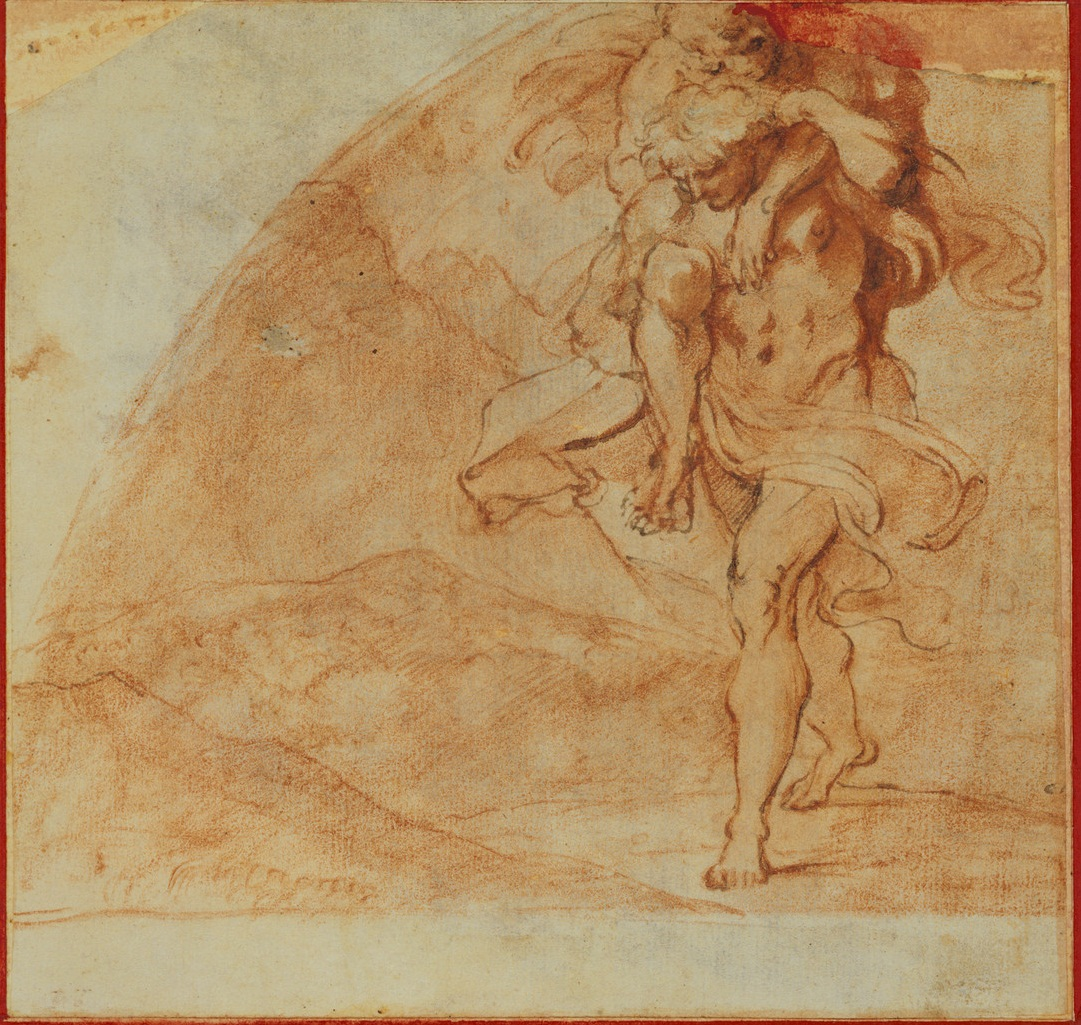
Fratelli di Catania, Windsor Castle, Royal Collection
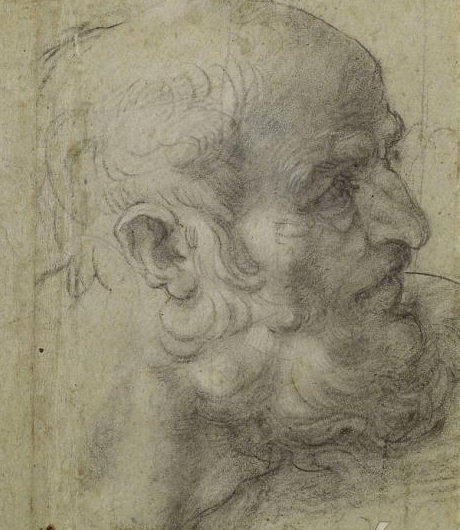
Testa di vecchio (il padre dei fratelli di Catania), Parigi, Louvre

## Stato di conservazione
Lo stato di conservazione degli affreschi del Camerino Farnese non è ottimale. La causa delle attuali condizioni del ciclo è verosimilmente individuabile in un malaccorto restauro, non documentato ma collocabile tra la fine degli anni Trenta e gli anni Quaranta del secolo scorso.
A soffrire per quest'intervento sono state soprattutto le rifiniture a secco degli affreschi, quali vari brani di vegetazione e alcuni dettagli delle raffigurazioni. Così ad esempio, l'ombra proiettata dal timone sulla nave, nella scena con Ulisse e le sirene, oggi non è più visibile e, sempre nella stessa scena, le ali della sirena centrale sono scomparse. Anche il bellissimo effetto della testa di Medusa riflessa nello scudo di Minerva, nella lunetta con la decapitazione della Gorgone, oggi si intravede appena.
Successivi restauri nel Camerino non hanno potuto porre rimedio a questi guasti irreversibili.
Un prezioso documento che illustra lo stato dei dipinti prima della loro compromissione è una serie di fotografie (visibili nella galleria di immagini che segue) scattate nel 1934 dallo studio Anderson (fondato a Roma a fine 800 da James Anderson e proseguito da suo figlio Domenico), uno dei primi a dedicarsi alla riproduzione fotografica del patrimonio artistico romano.

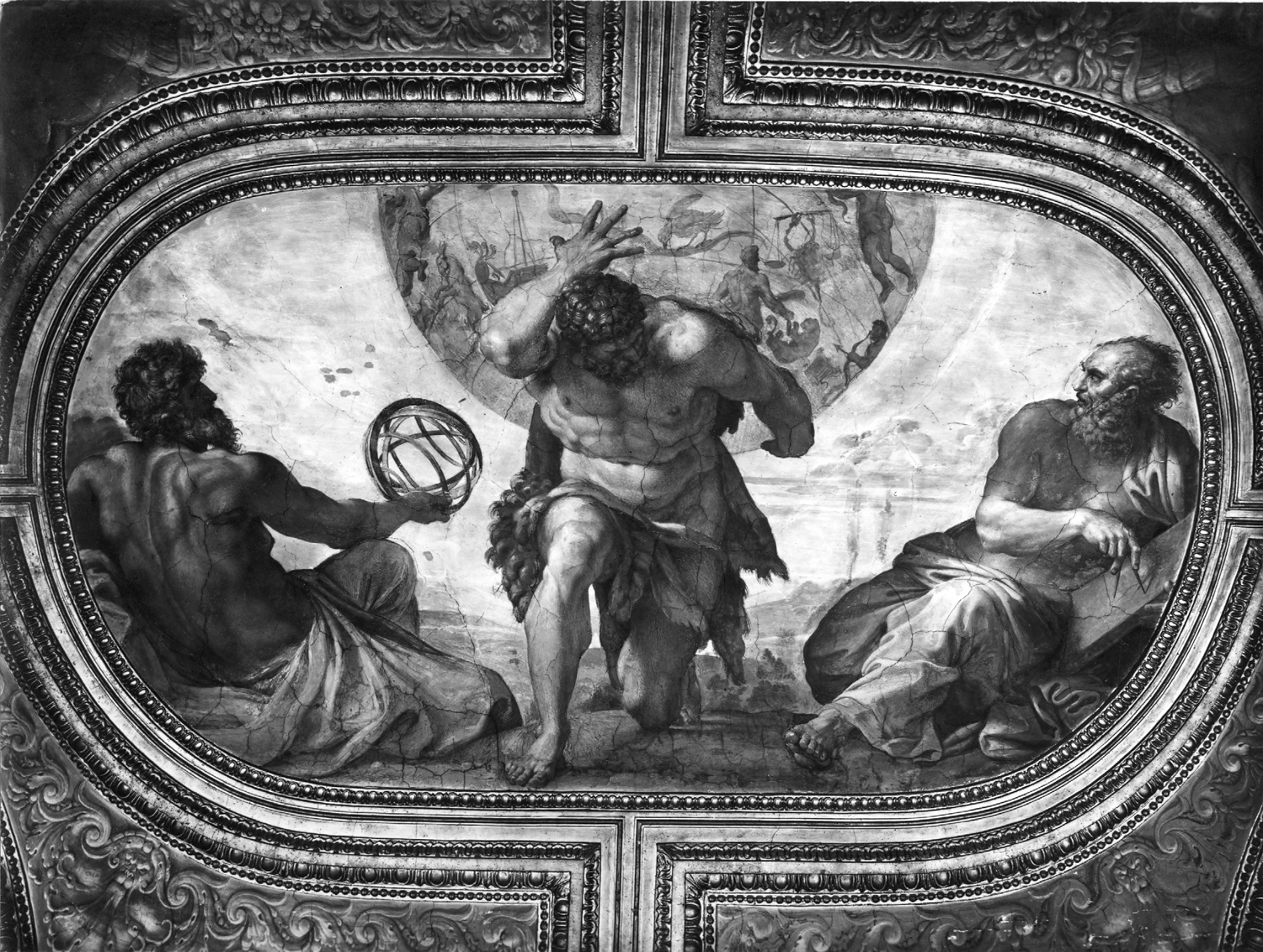
Ercole regge il globo
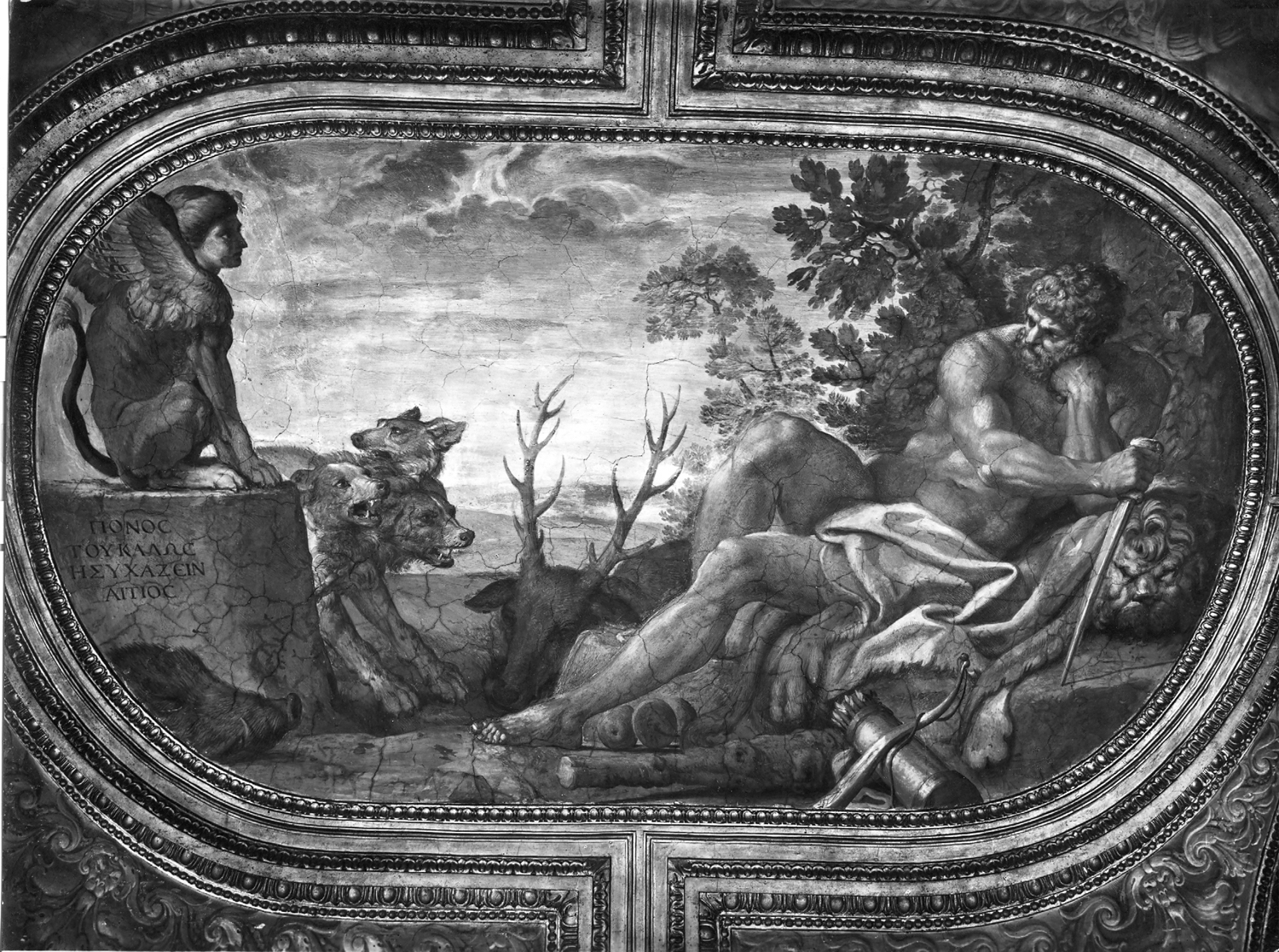
Ercole in riposo
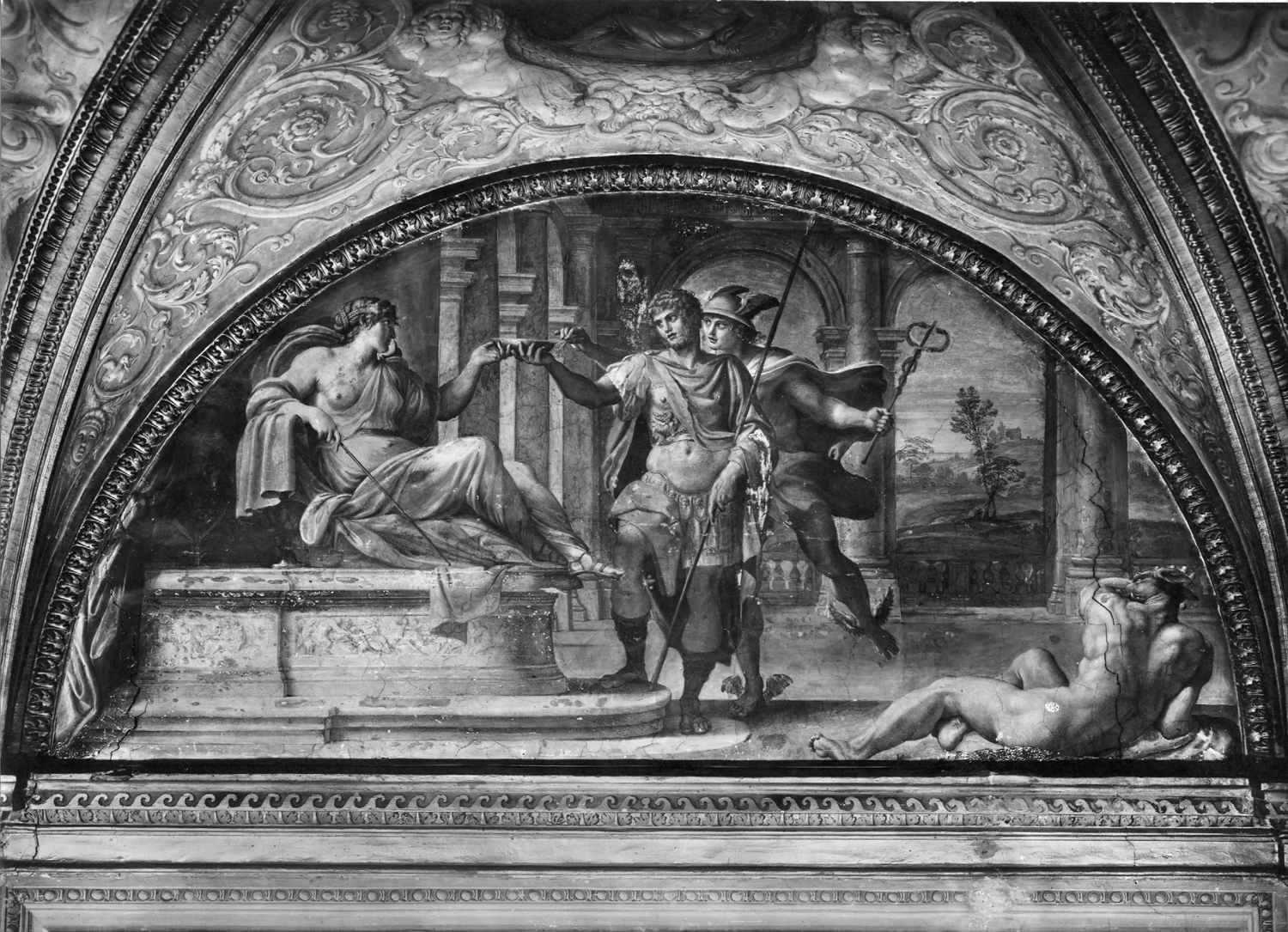
Ulisse e Circe
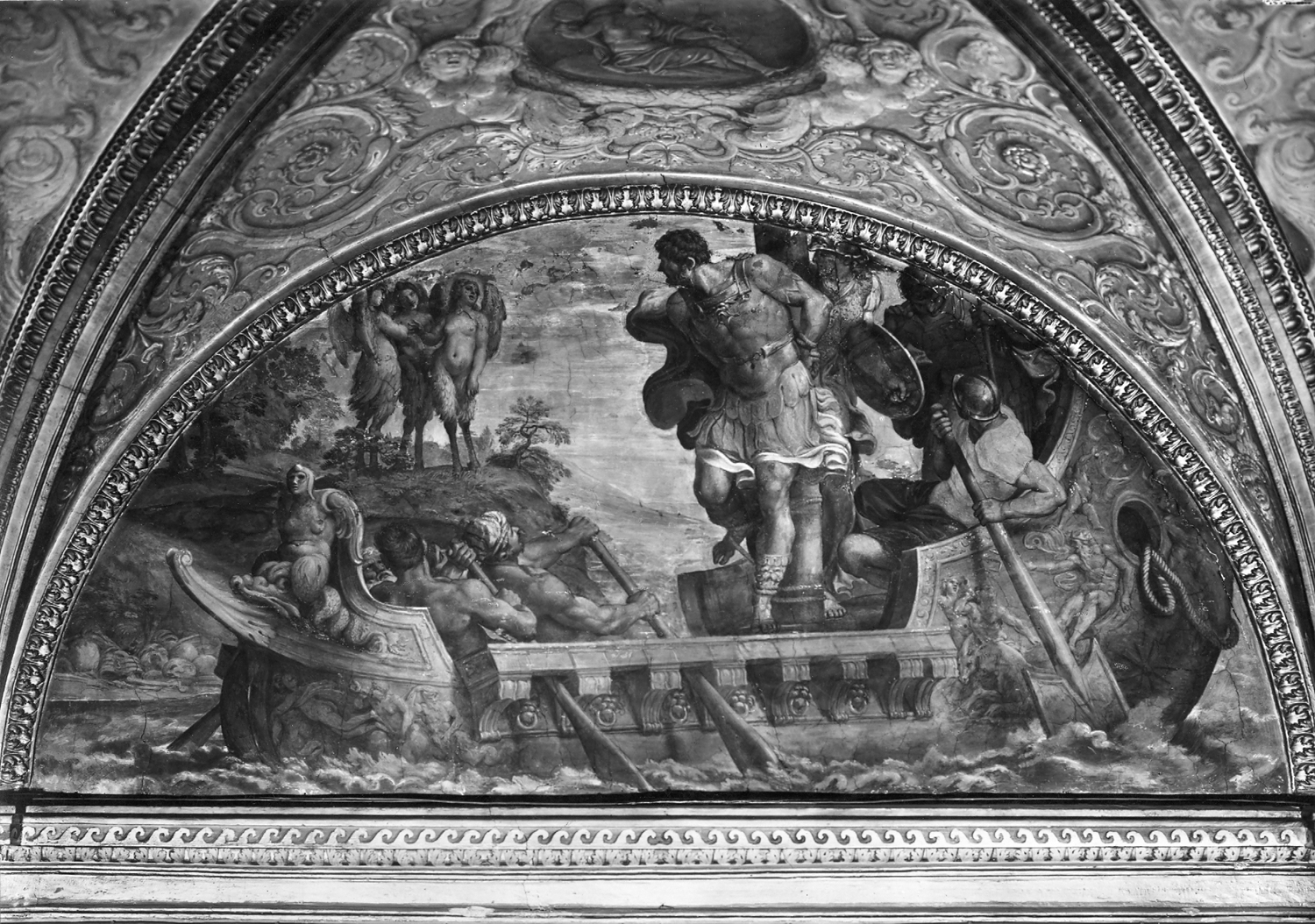
Ulisse e le sirene
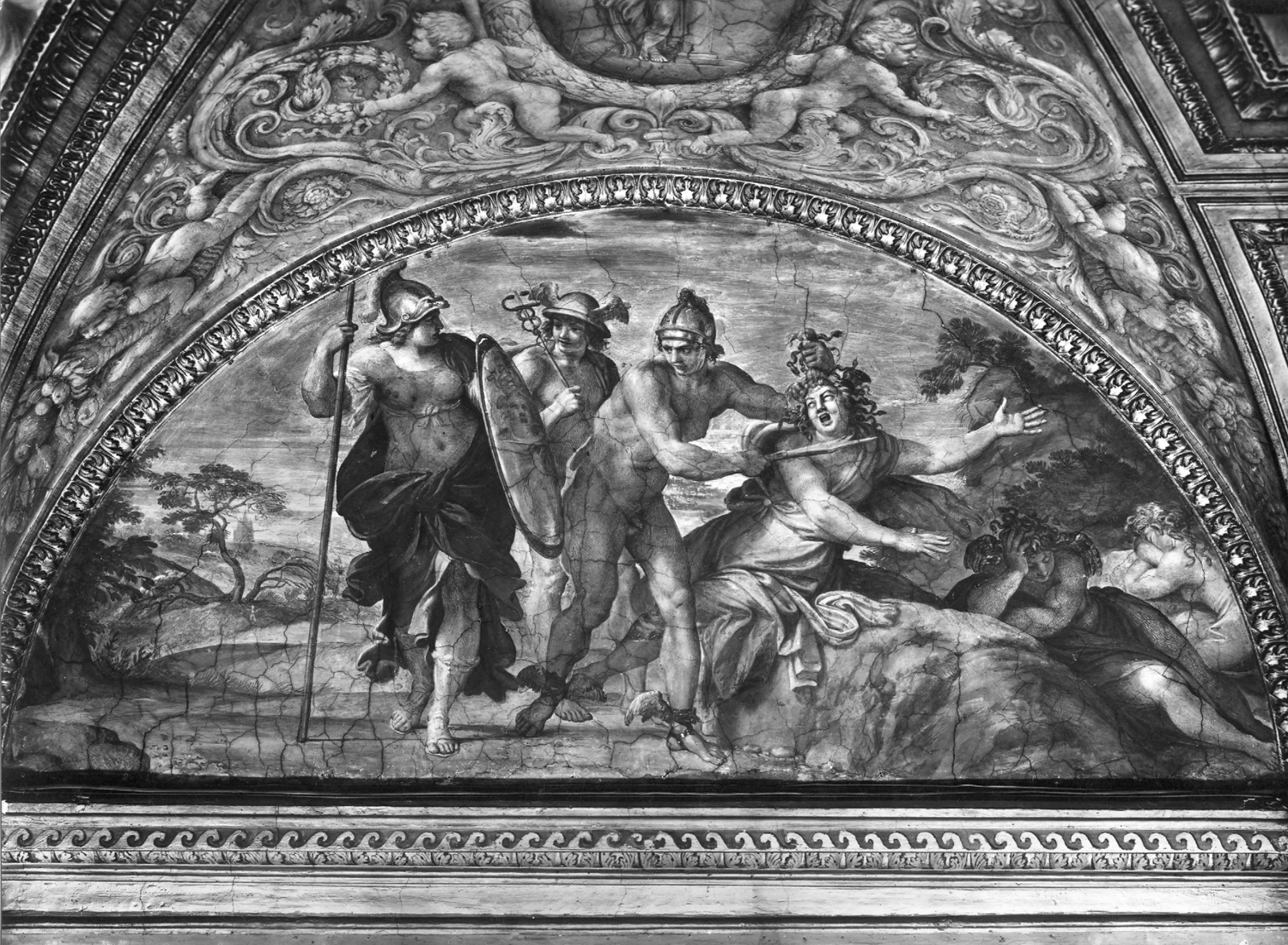
Perseo e Medusa
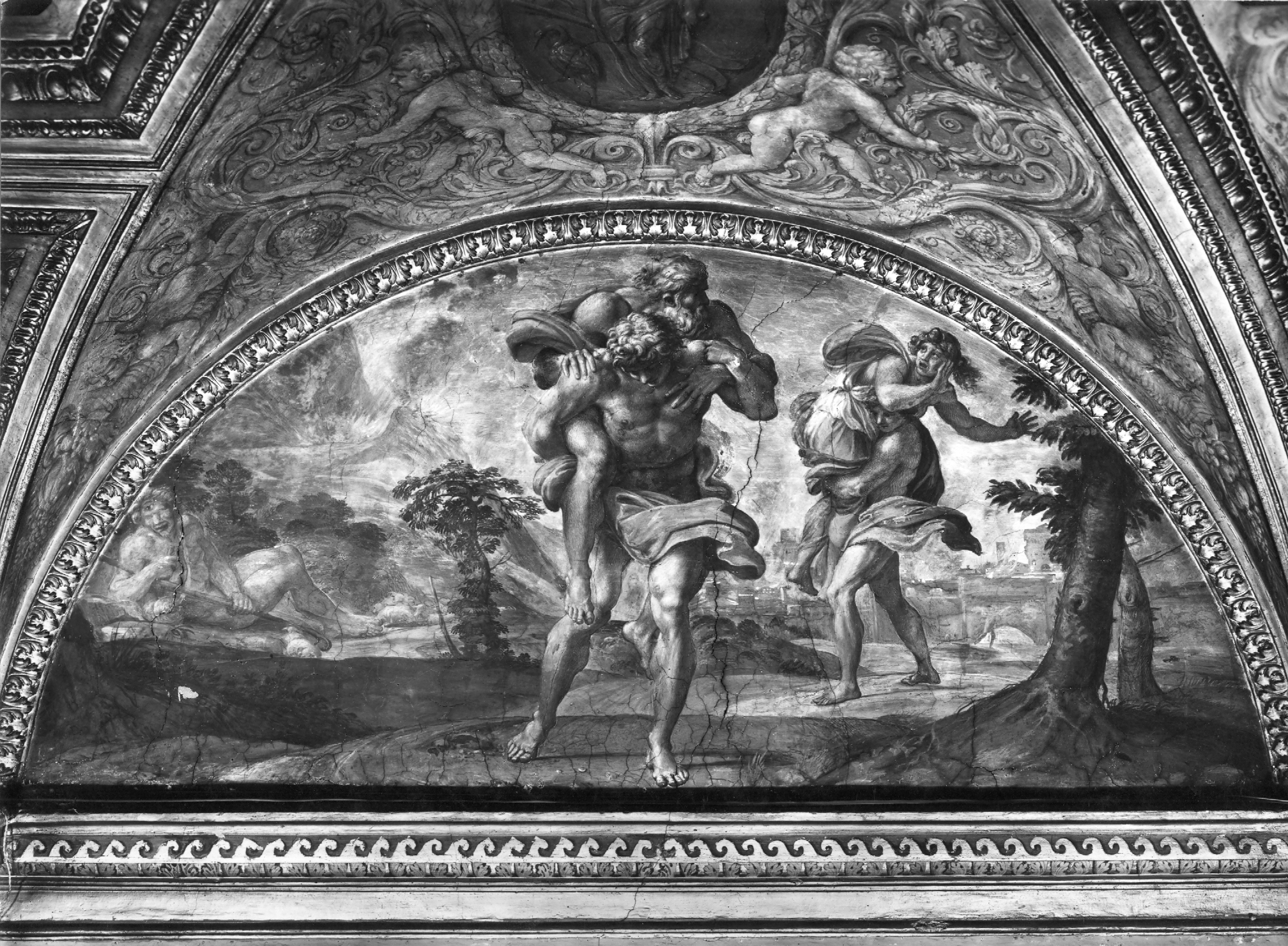
I fratelli di Catania

## Incisioni
Dagli affreschi del Camerino nel Seicento sono state tratte due rilevanti serie di incisioni. La prima si deve al francese Nicolas Mignard, che soggiornò per qualche tempo a Palazzo Farnese, e fu stampata ad Avignone nel 1637. La seconda fu realizzata, alcuni decenni dopo, da Pietro Aquila ed inserita nel volume Imagines Farnesiani Cubiculi Cum Ipsarum Monocromatibus Et Ornamentis Romae in Aedibus Sereniss. Ducis Parmensis Ab Annibale Carraccio Aernitati Pictae a Petro Aqulia delineatae incisae, stampata a Roma presso la celebre calcografia De' Rossi.
La serie di Mignard comprende solo sei stampe tratte dalle scene narrative degli affreschi: manca stranamente la riproduzione dell'ovato con Ercole che regge il globo. Pietro Aquila, invece, incise tutte le raffigurazioni narrative del Camerino, più vari dettagli della decorazione in finto stucco della volta (per un totale di dodici stampe tratte dagli affreschi di Annibale).

### La serie di Nicolas Mignard

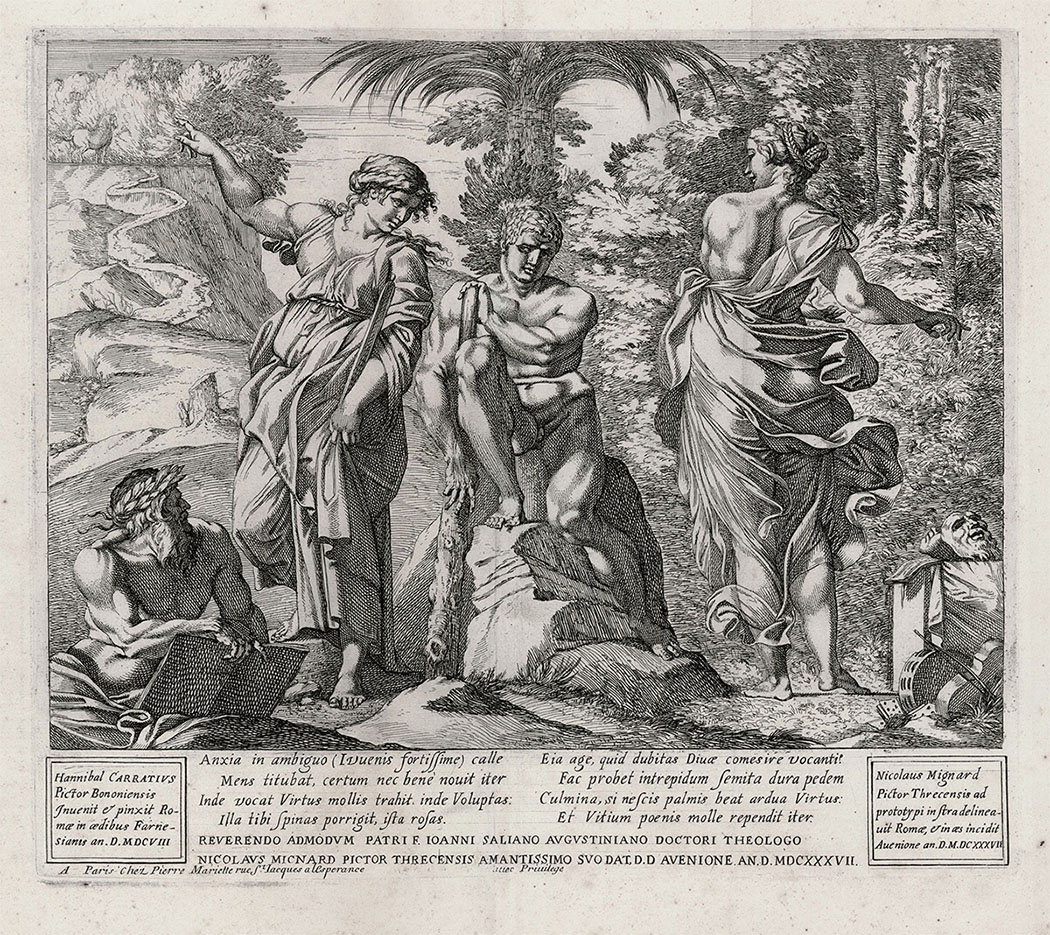
Ercole al bivio
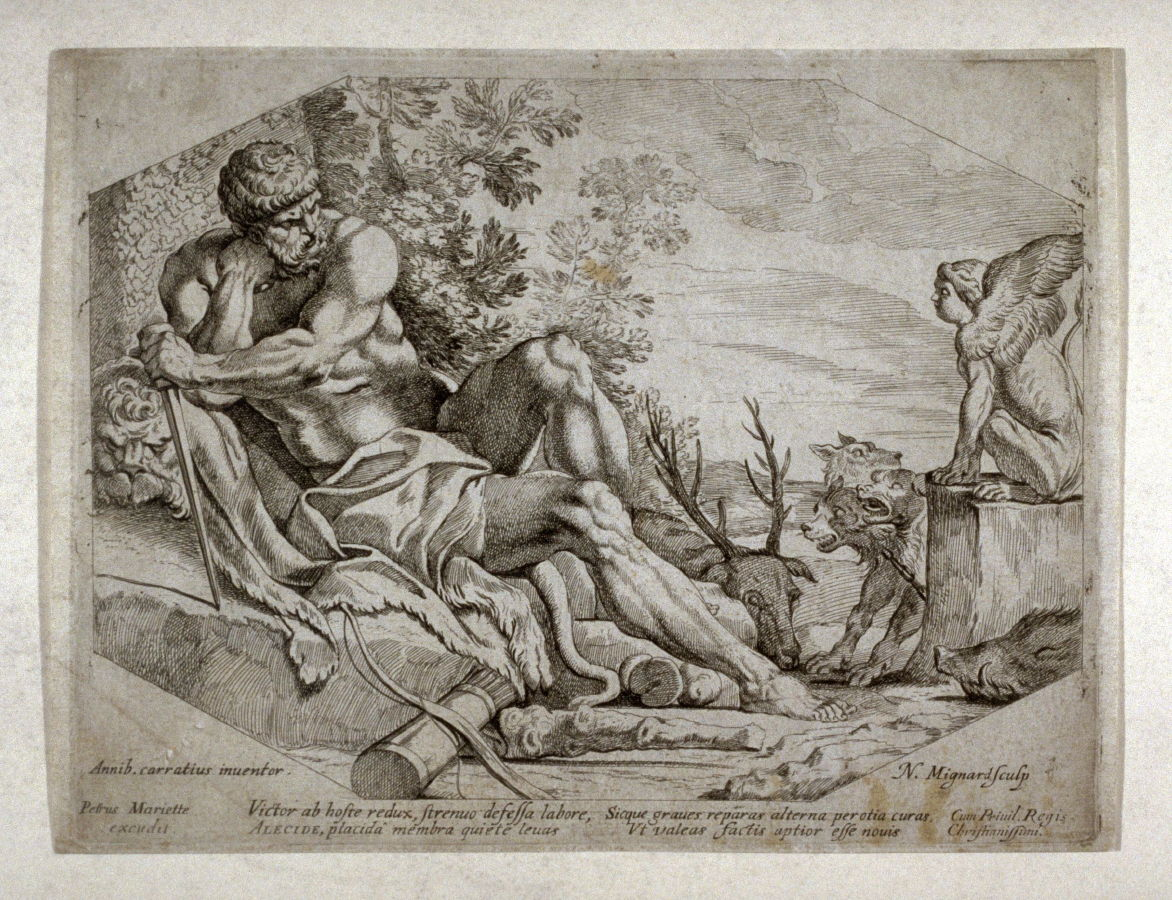
Ercole in riposo
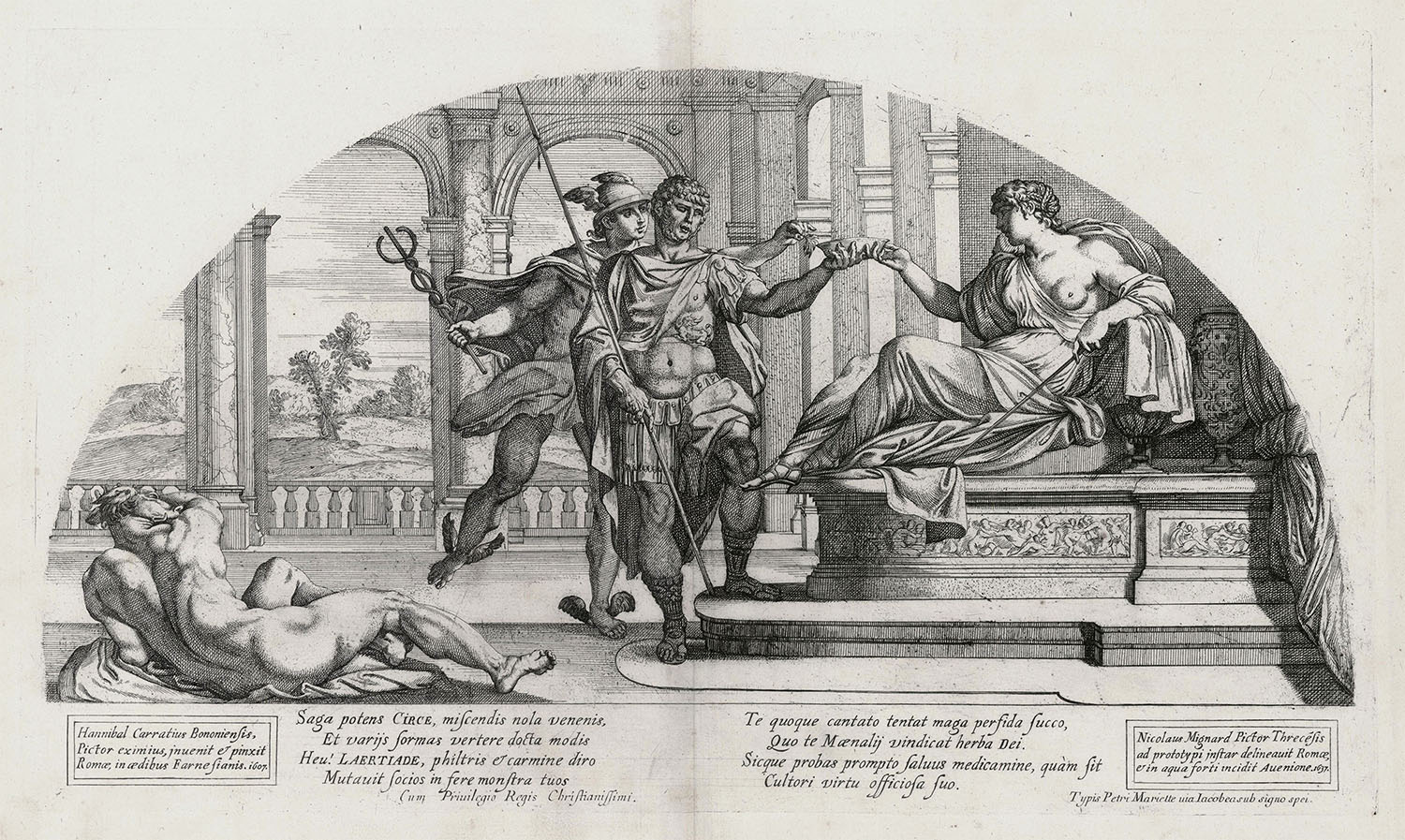
Ulisse e Circe
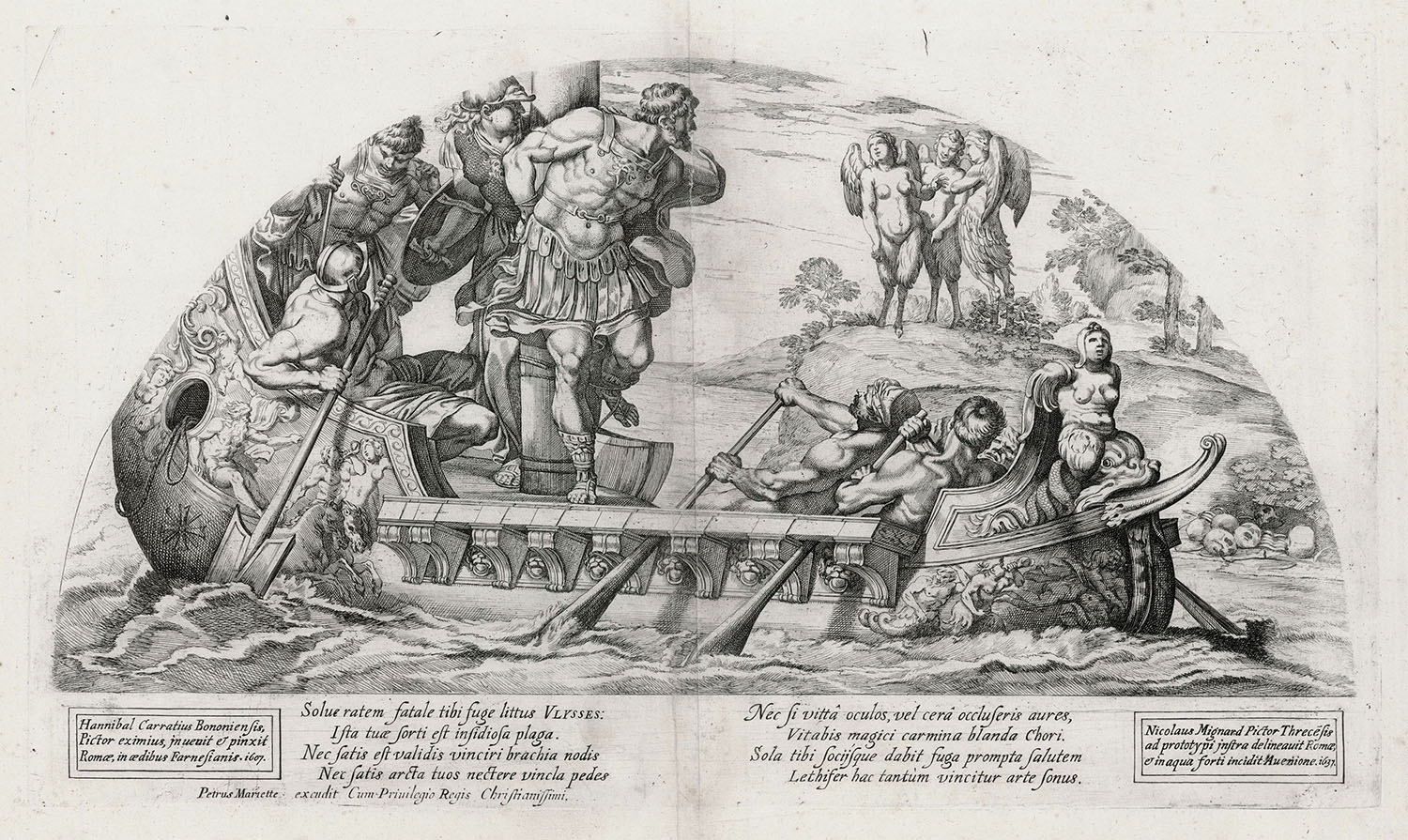
Ulisse e le sirene
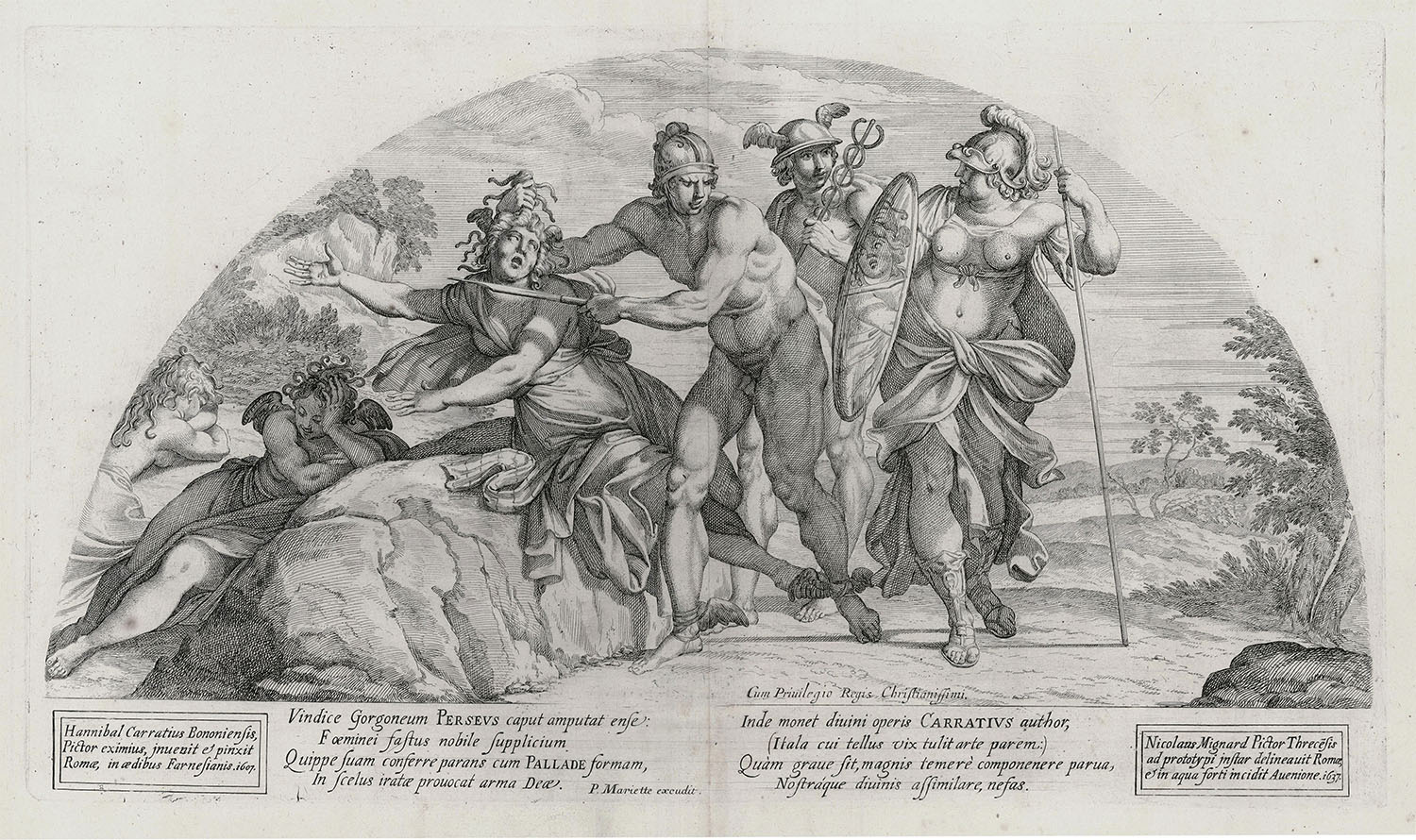
Perseo e Medusa
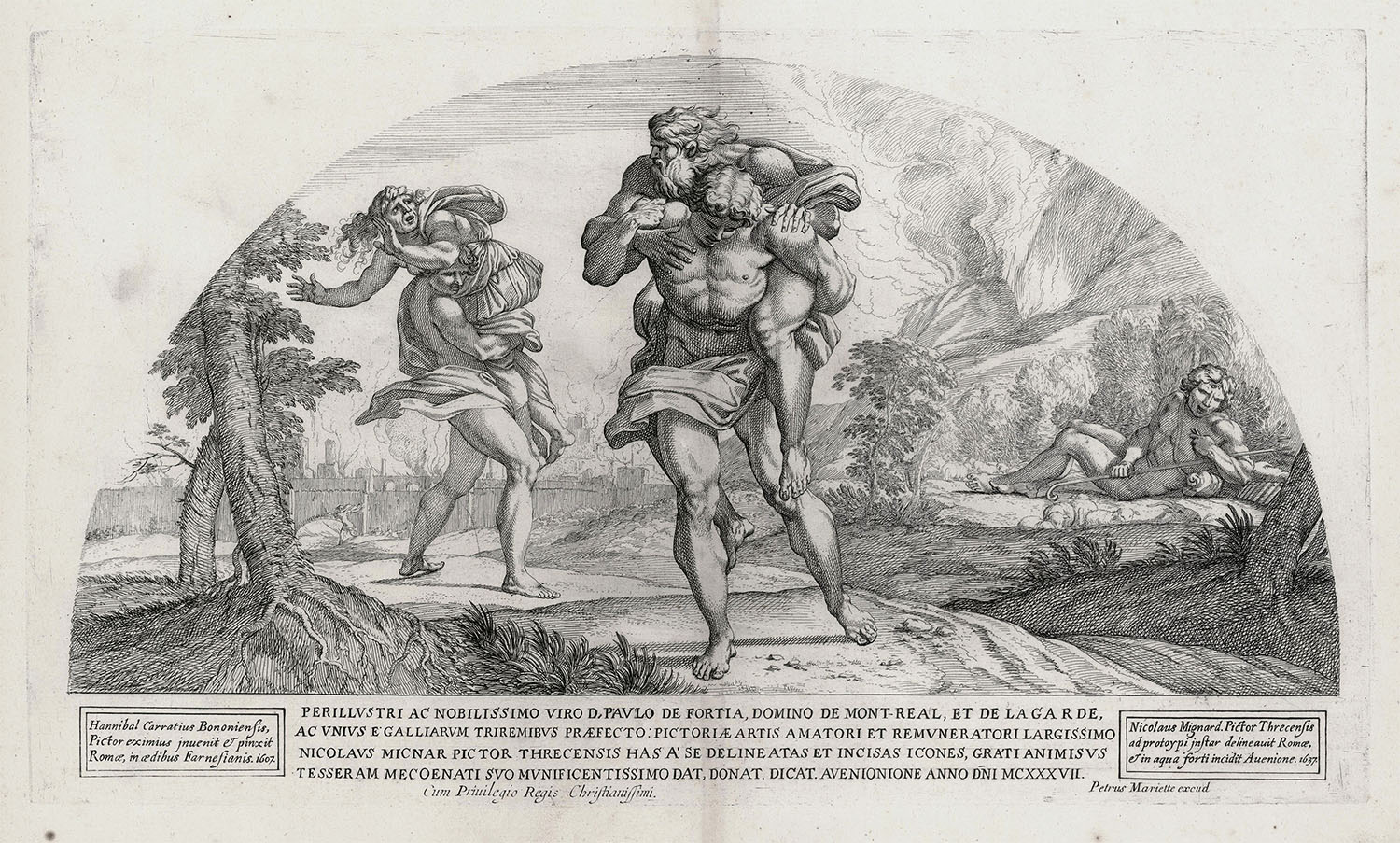
i fratelli di Catania

### La serie di Pietro Aquila

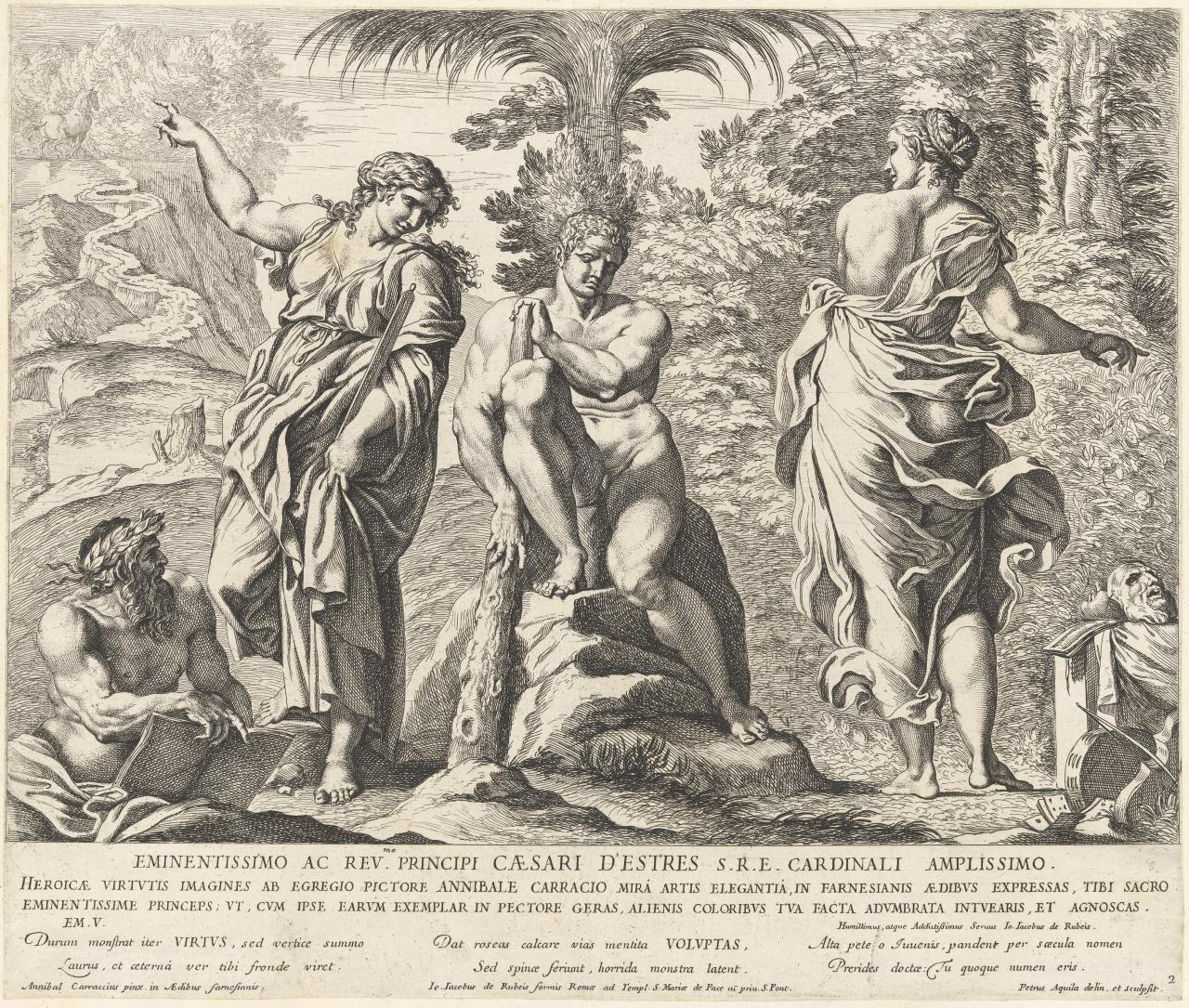
Ercole al bivio
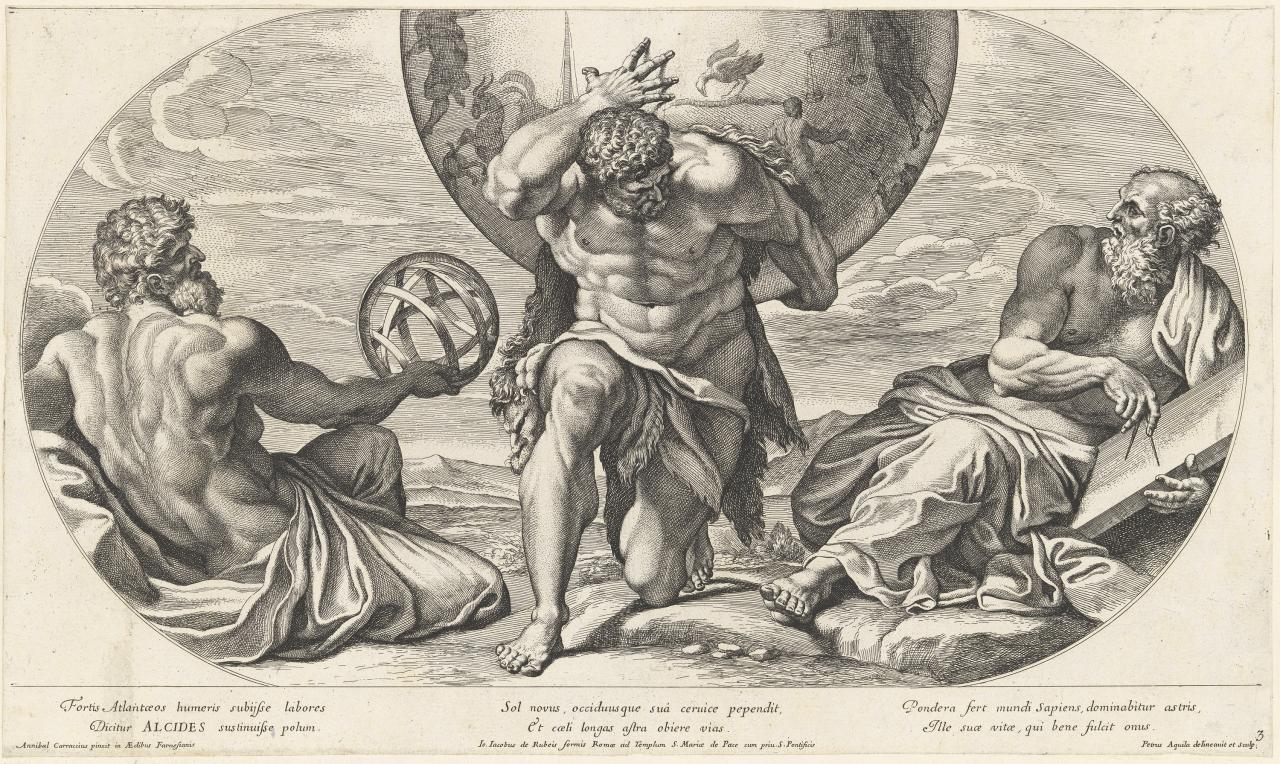
Ercole regge il globo
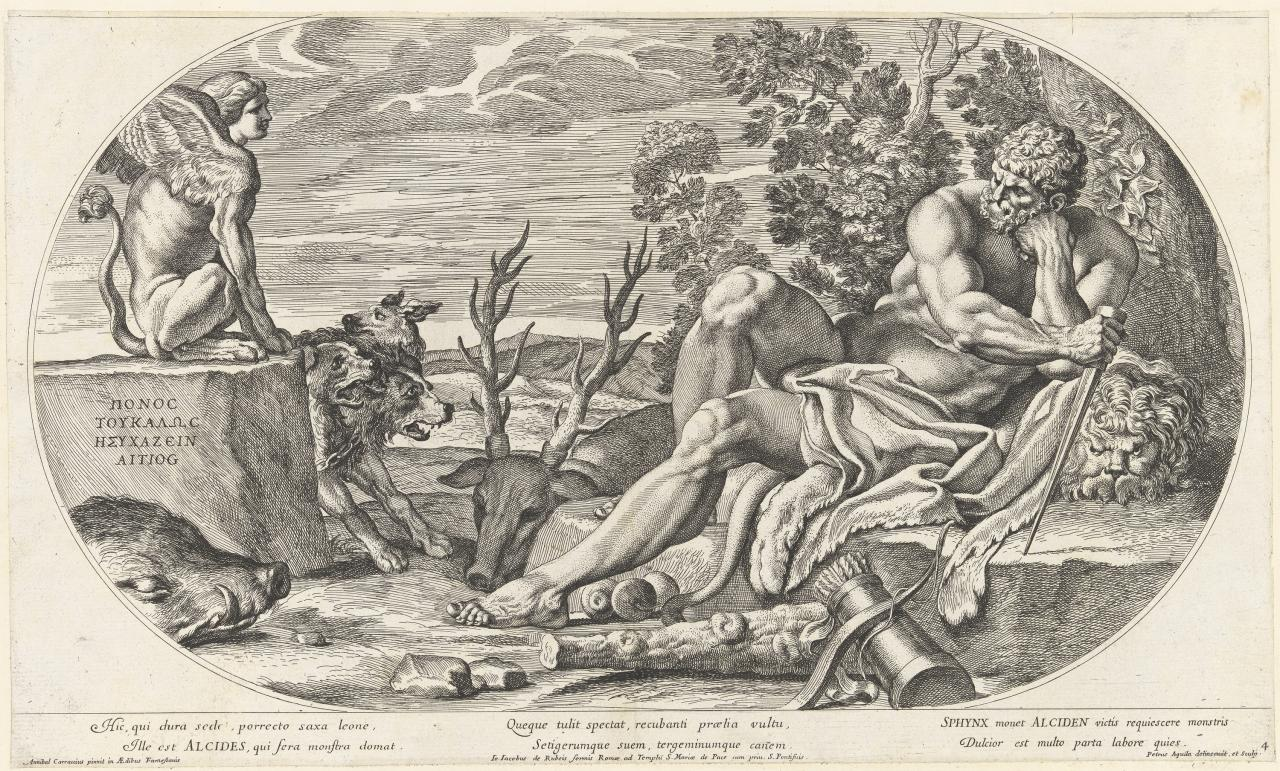
Ercole in riposo
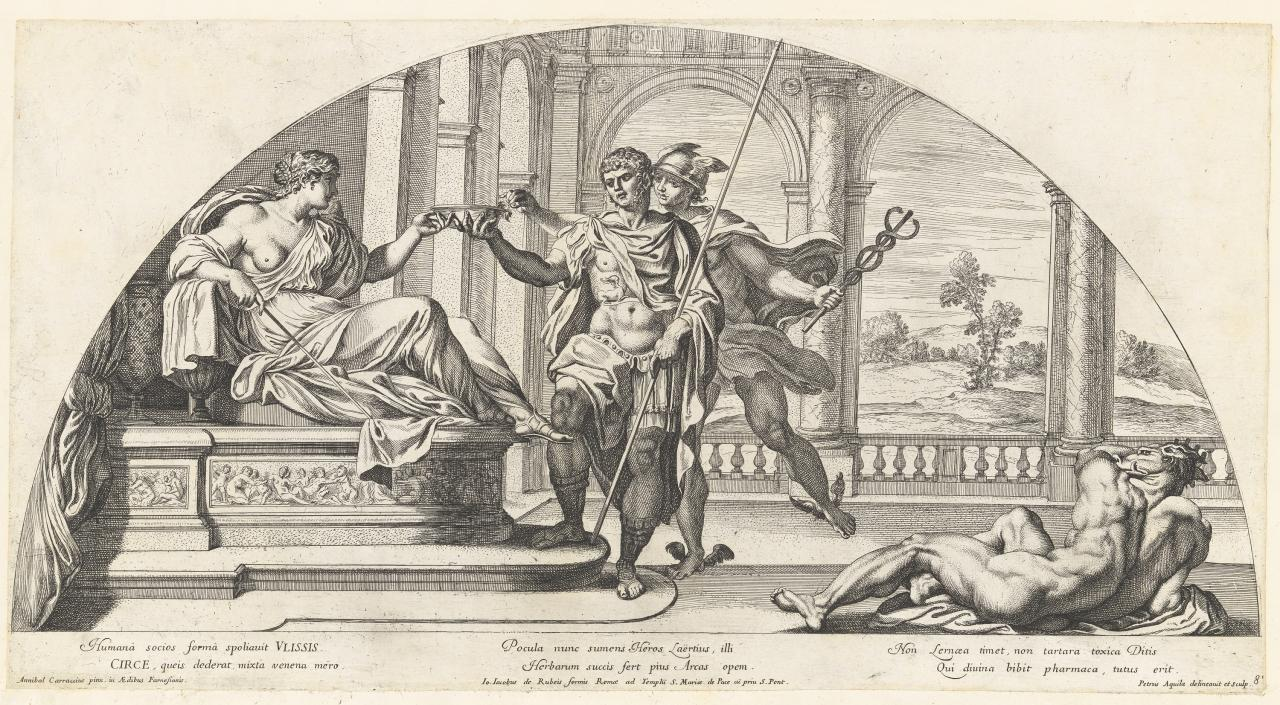
Ulisse e Circe
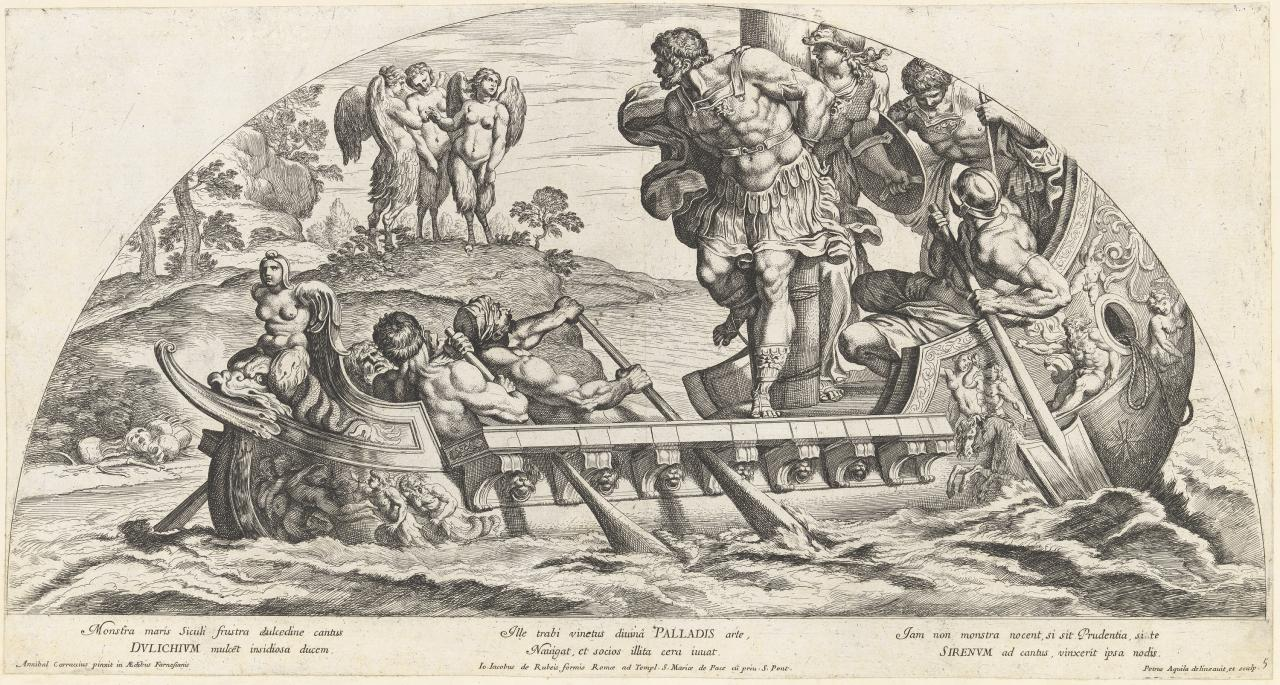
Ulisse e le sirene
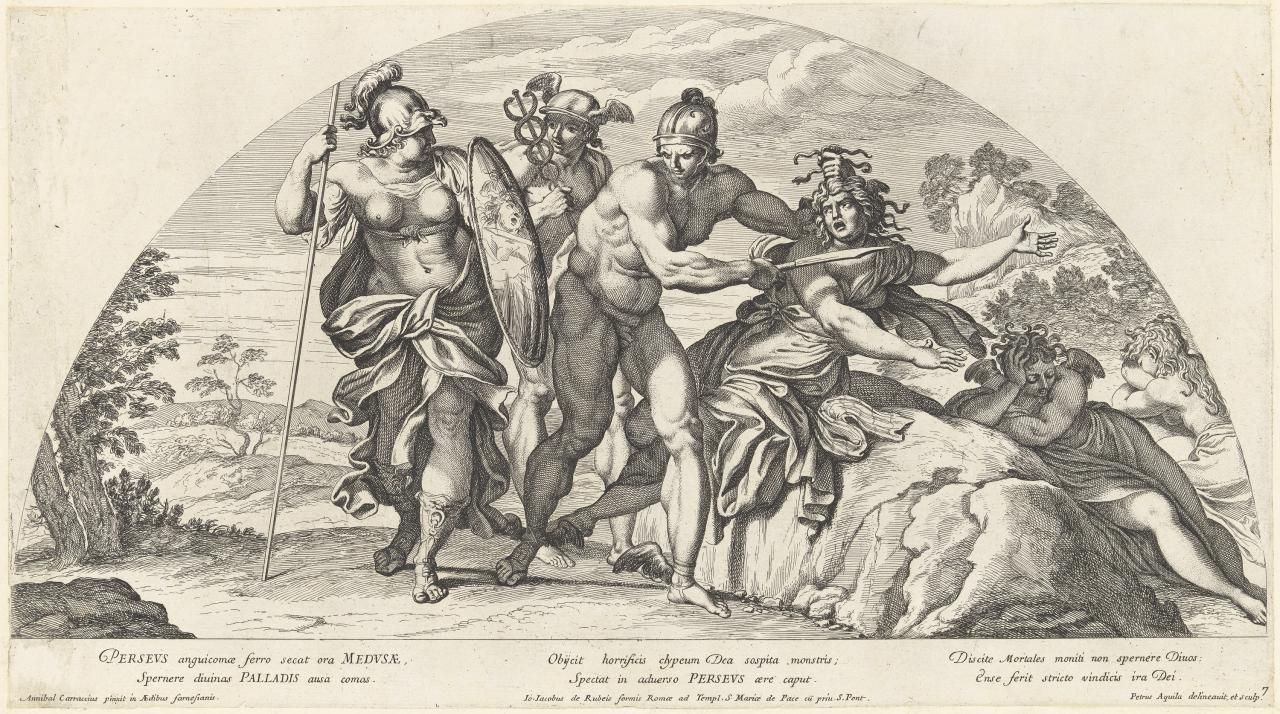
Perseo e Medusa
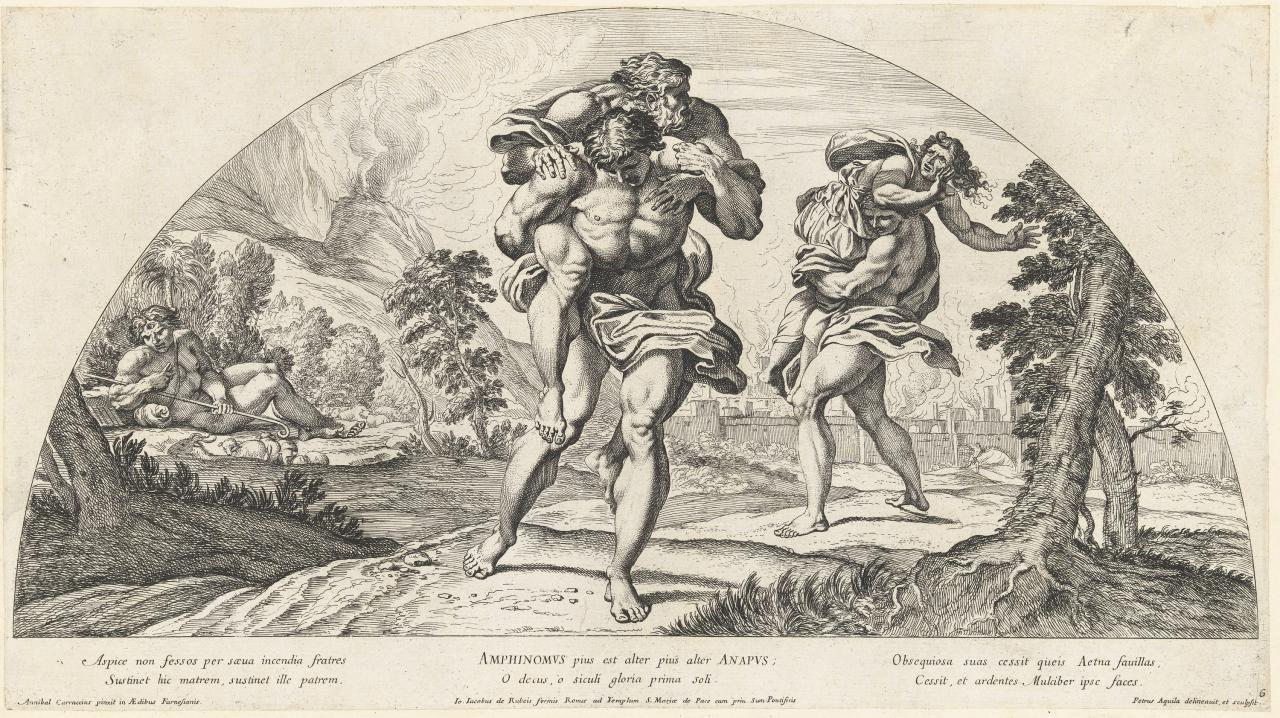
I fratelli di Catania

Fatiche di Ercole ed altri dettagli
Morte e Infanzia di Ercole ed altri dettagli
Vittorie alate e Virtù
Intelligenza, Castità e Fama
Virtù